# ヴァイセンブルク＝グンツェンハウゼン郡
ヴァイセンブルク＝グンツェンハウゼン郡 (ヴァイセンブルク＝グンツェンハウゼンぐん、ドイツ語: Landkreis Weißenburg-Gunzenhausen) はドイツ連邦共和国バイエルン州ミッテルフランケン行政管区の南端に位置する郡である。本郡は1972年に、グンツェンハウゼン郡、ヴァイセンブルク郡、それまで郡独立市であったヴァイセンブルク市と周辺に位置する郡のいくつかの町村が統合されて成立した。郡の人口は約95,000人、面積は約 970 km2で、5つの行政共同体、27市町村からなる。本郡は西ミッテルフランケン開発計画地域に含まれており、ニュルンベルク大都市圏の一部をなす。ニュルンベルクの南にあり、フランケン、シュヴァーベン、アルトバイエルン文化圏の間に位置する農業地域となっている。現在の郡が位置する地域は、昔から交通の便が良い場所である。
ヴァイセンブルク＝グンツェンハウゼン郡最大の都市で、郡庁所在地がヴァイセンブルク・イン・バイエルンである。これよりわずかに小さな街がグンツェンハウゼンである。本郡は2010年から、地域を宣伝するために「アルトミュールフランケン - 堅固な南部」というモットーを掲げている。アルトミュールタール自然公園とフレンキシェス・ゼーラントがこの地域への観光客増加の誘因となっている。

## 地理

### 位置
本郡は、バイエルンの地理上の中心に近い。フランケン中西部のアルトミュールフランケンと呼ばれる部分に位置する。ニュルンベルクの南、インゴルシュタットの北西、アウクスブルクの北、アンスバッハの南東にあたる。北西はアンスバッハ郡、北東はロート郡（ともにミッテルフランケン行政管区）、南東はアイヒシュテット郡（オーバーバイエルン行政管区）、南西はドナウ＝リース郡（シュヴァーベン行政管区）と境を接している。ニュルンベルク大都市圏に属す。この大都市圏は本郡部分で南のミュンヘン大都市圏と直接接している。また、南西側ではシュトゥットガルト大都市圏にも近い。
ハールト（ヴァイセンブルク市の一部）の北東で、東経11度と北緯49度が交わっている。中央ヨーロッパ時間は、現地時間に比べて郡の西端では17分29秒、東端では15分12秒進んでいる計算になる。グンツェンハウゼンには緯度経度を計測するための測地標準点がバイエルンで最初に設けられた。

### 地形

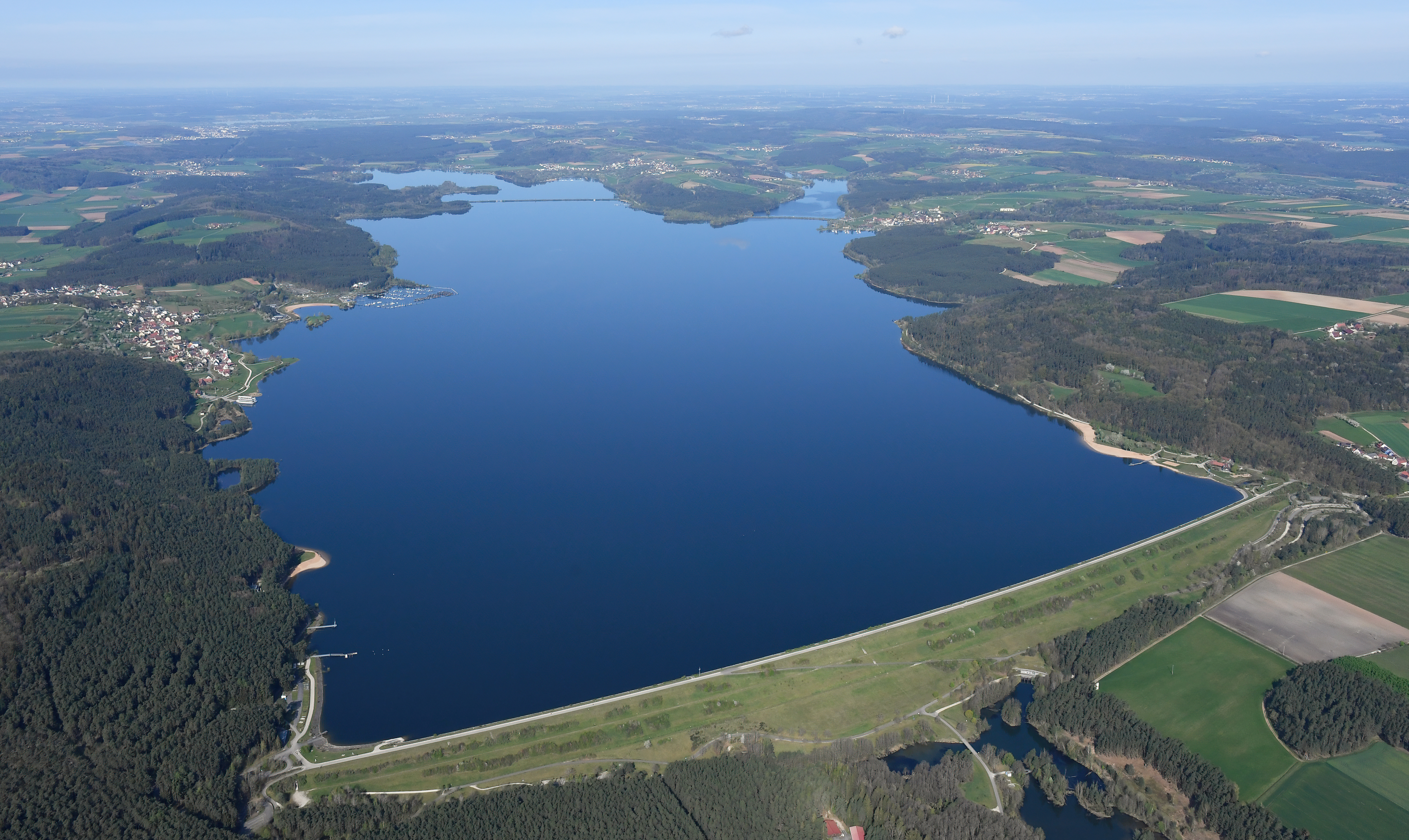
グローサー・ブロムバッハ湖

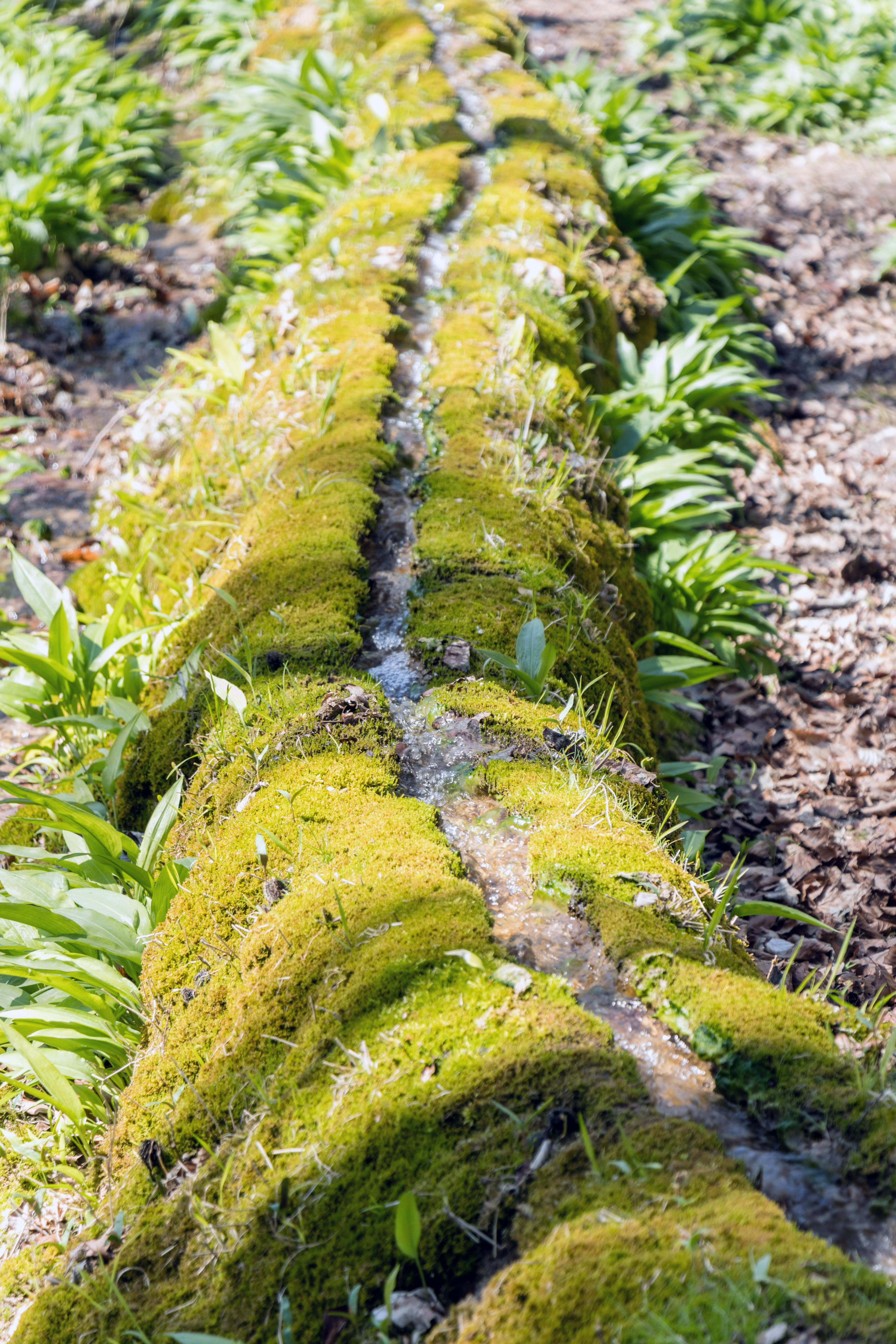
ケスリネ・バイ・ハイデンハイム

郡域は3つの自然地域からなる。南部はフレンキシェ・アルプ（フランケン・アルプス）で、ヴァイセンブルガー・アルプ、アンタウターアルプ、モンハイマー・アルプ、森に覆われた高地のハーネンカムはその一部である。中央部分はアルプフォアラント（アルプス前山部）、北部はミッテルフレンキシェ・ベッケン（中部フランケン盆地）である。特に郡の南半分は、変化に富んだ山の地形が形成されている。この地域は、東部と南部はフランケンアルプ、西部はハーネンカムによって近接した地域と隔てられている。郡の中部は、北に向かって開けた盆地で、丘陵やフリュクリンガー・ベルクやトロンメッツハイマー・ベルクといった連山が特徴である。アルトミュール川の北、アルトミュール川とシュヴェービシェ・レツァート川との間のアプスベルガー・ターフェルベルクラントからヴァイセンブルガー・ブフト（ヴァイセンブルク盆地）が始まる。フレンキシェ・アルプはこの盆地に向かって特徴的な急斜面を形成している。シュヴェービシェ・レツァート川がここから湧出し、北に向かって長さ 1 km の溝を掘っている。郡の最も南西部はネルトリンガー・リースの辺縁部にあたる。これは、約1460万年前の隕石衝突（リース・インパクト）によって形成された古いクレータである。ポルジンゲンのモイスクロイト地区およびクロンホーフ地区は本郡のリースクレーター内に位置する数少ない集落である。郡の北西部は、ほぼヘッセルベルク周縁部にまで達する。これは隣接するアンスバッハ郡最大の山で、郡の西半分からは見ることができる。隣のロート郡に属すハイデックのシュロスベルク地区近郊に位置するシュロスベルクは、その南麓が本郡郡域にかかっており、郡北東部の景観を創り出している。
郡中部の他の部分や北部の一部は、森の少ない開けた地形である。中低山地の連山だけが森に覆われている。この地域の大きな森としては、ヴァイセンブルガー・シュタットヴァルト（ヴァイセンブルク市有林）とライテンブーハー・フォルスト（ライテンブーフの森）がある。最北部、プラインフェルトの西にマツとトウヒの林がある。針葉樹を主体としたメンヒスヴァルト、ハウンドルファー・ヴァルト、グレーフェンシュタインベルガー・ヴァルトは、バイエルン最大の隣接した森林地区の1つに数えられる。オルンバウ（アンスバッハ郡）からトロイヒトリンゲンまでアルトミュール川が勾配の少ない幅広い谷の原を形成している。直線距離で約 20 km 離れたグンツェンハウゼン（海抜 416 m）とトロイヒトリンゲン（海抜 412 m）との高度差はわずか数メートルである。このためこの川はヨーロッパで最も流れの遅い川の1つである。アルトミュール川は、ディートフルト・イン・ミッテルフランケン（トロイヒトリンゲンの一部）からフレンキシェ・アルプを通る渓谷を形成している。この川が流れる谷の他に、このカルスト化した中低山地にはラウベンタールやホイベルガー・タールといった乾燥した谷もある。郡の北部にはシュパルター・ヒューゲルラント（シュパルト丘陵）の支脈があり、フレンキシェス・ゼーラント（フランケン湖沼地）の堰止め湖を形成している。
フレンキシェ・アルプの北端沿いにシュタイネルネ・リネ（直訳: 石の水路）がいくつかある。ヴァイセンブルク＝グンツェンハウゼン郡はドイツの郡の中でこうした地形が最も多い。長さ 150 m、高さ 0.2 m のケスリネ・バイ・ハイデンハイムや長さ 128 m、高さ 1.5 m のシュタイネルネ・リネ・バイ・ヴォルフスブロンはバイエルンで最も長い「成長する小川」である。

### 山と丘陵
本郡の多くの部分、特に南部と東部は、高原と中低山地のケスタによって形成されている。北部のカルベンシュタインベルクやアプスベルク近郊にはシュパルター・ヒューゲルラントが位置している。アルプの北には、ツォイゲンベルク（ケスタの浸食によって残された山）や、特にアルプトラウフ沿いに大きな丘陵がある。郡内で最も高いのは、ハイデンハイム近郊のデュレンベルクで、海抜 656.4 m である。これは同時にフランケンアルプおよびハーネンカムの最高峰で、ミッテルフランケンで2番目に高い山でもある。郡内でこれに次いで高い山がエッフェラベルク (645.2 m)、シュピールベルク (642.4 m)、ラウプビンヒェル (635.7 m)、ヘルレスブック (634.7 m)、シュタインビュール (632.1 m)、ゲホイビッヒェル (631.2 m)、レッヒェンベルク (630 m)、ゲルバー・ベルク (628.4 m)、ゲマインデベルク (推定 630 m)、シュタインベルクおよびアウフ・デア・エベーネ（それぞれ 624.7 m）である。ヴュルツブルガー・ベルクの山頂に建つヴュルツブルク要塞の北東の堡塁は、海抜 643.8 m にある。トロイヒトリンゲンのアウエルンハイム地区は高度 634 m で、ミッテルフランケンで最も高い場所にある集落である。海抜 357 m の郡内最低地点は、マッケンミューレ近くのシュヴェービシェ・レツァート川沿いにある。郡域の高度差は、299 m である。

### 水域

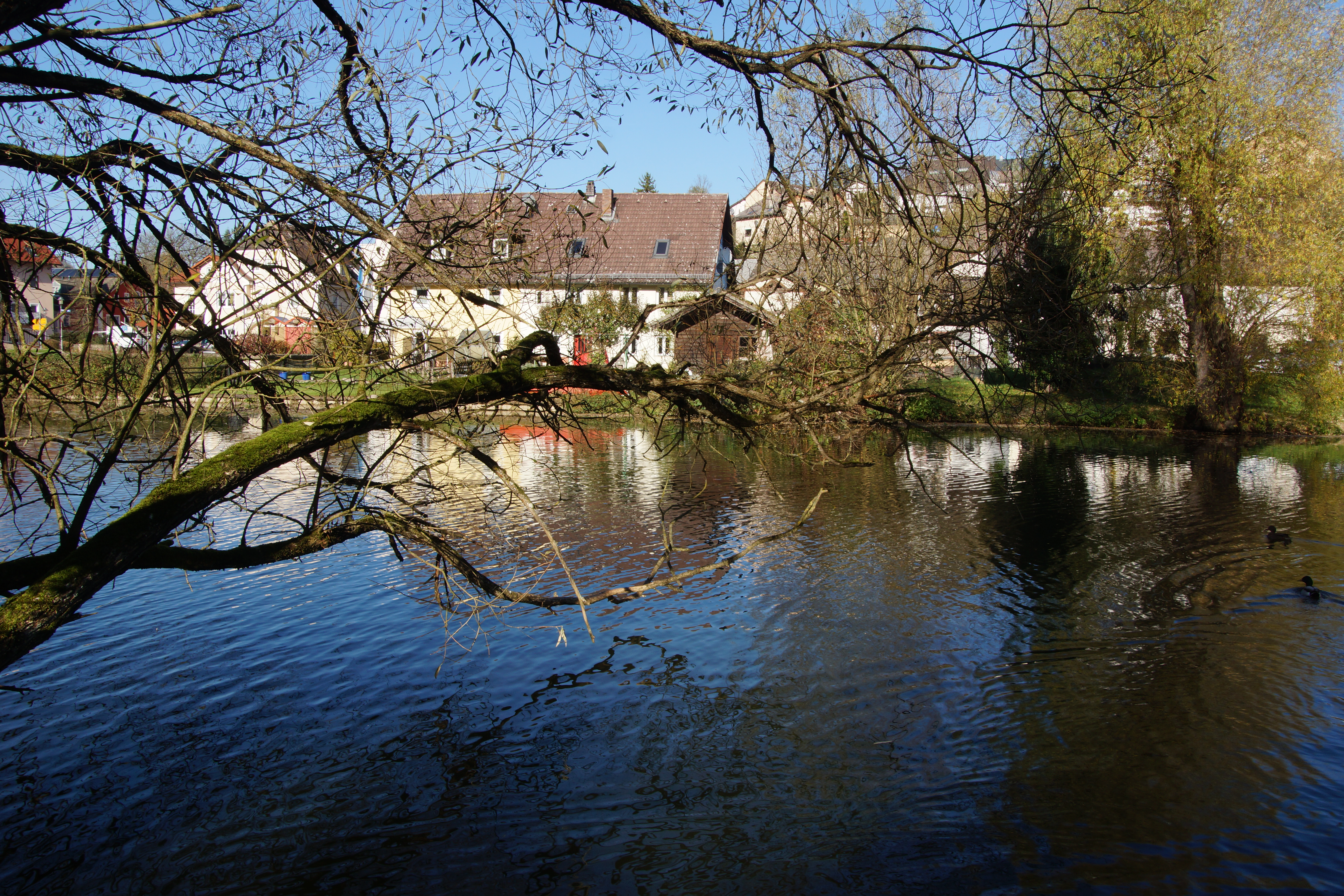
ゾルンホーフェンを流れるアルトミュール川

郡域を北西から南東に向かってアルトミュール川が流れている。この川沿いには、ムール、グンツェンハウゼン、トロイヒトリンゲン、ゾルンホーフェン、パッペンハイムといった街がある。アルトミュール川の郡内の水路は長さ 51.62 km である。この他の川としては、33.3 km のシュヴェービシェ・レツァート川がある。この川は北向きにヴァイセンブルク、エリンゲン、プラインフェルトを流れる。28.7 km のアンラウター川が南東向きにネンスリンゲンを通り、24.1 km のヴェストリヒェ・ローラハ川はハイデンハイムやポルジンゲンを通って南向きに流れる。この他には、メーレンバッハ川 (19.1 km)、大部分がロート郡を流れるターラハ川 (17.8 km)、ブロムバッハ川 (17.0 km)、フェルヒバッハ川 (15.4 km)、トロイヒトリンガー・シャムバッハ川 (14.2 km)、ヴルムバッハ川 (12.9 km)、エストリヒェ・ローラハ川 (12.0 km) がある。バンツァーバッハ川やブロムバッハ川、あるいは蛇行したメーレンバッハ川が地形の一部を形成している。

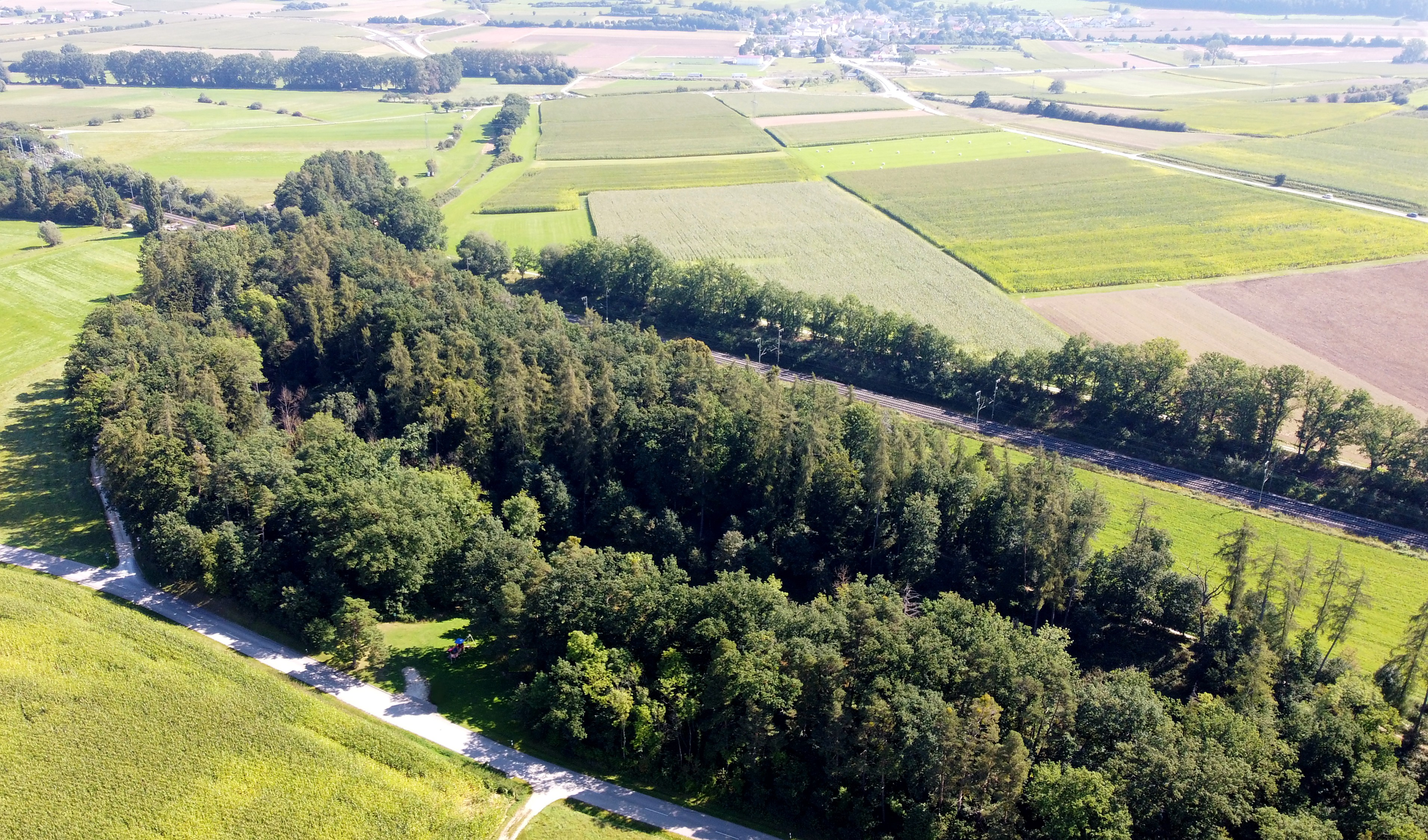
フォッサ・カロリーナ

人工の川には、793年頃にカール大帝が掘削したフォッサ・カロリーナ、1970年代に造られたアルトミュールツーライター、1976年から1978年に造られたアルトミュールユーバーライターがある。アイヒェンベルガー池やシュナッケン池などいくつかの池がシュヴェービシェ・アルプ周辺の北側の景観を造りだしている。
ヨーロッパ中央分水帯が、本郡を北のライン水系と南のドナウ水系とに分けている。いくつかの集落はこの分水帯に直接面しており、水分学上「二分」されている。ドナウ川の流路の北側に位置するライン＝ドナウ分水帯のバイエルン部分の南端は、フォッサ・カロリーナに近いトロイヒトリンゲン市内に存在する。しばしば言及される興味深い建物が、まさに分水帯の上に建っているガイエルンのベルゲナー通り4番地の建物である。1996年に雨樋が改修されるまでは、建物の南側に降った雨はリンゲルバッハ川を通って北海側へ、北側に降った雨はアンラウター川を流れて黒海側に流れていた。
郡内には、大きな天然湖は存在しない。マイン＝ドナウ運河の水路改修や水の乏しい北部バイエルン地域への水供給、レジャーおよび観光客誘致のために1970年代からフレンキシェス・ゼーラント（フランケン湖水地方）の多くの堰止め湖が建設された。オルンバウ近郊のゲルン水位観測所での高水位時にはアルトミュールツーライター（導水路）を経由してアルトミュール湖に放水される。そこで緩衝的に貯水され、さらに水位が上がった場合は、アルトミュールユーバーライター（導水路）を通ってブロムバッハ湖に水が送られる。ここから水はブロムバッハ川とシュヴェービシェ・レツァート川を経由してゲオルゲンスグミュント付近でレドニッツ川に注ぎ、ニュルンベルクを過ぎてレグニッツ川となってマイン川に達する。つまり、通常はアルトミュール川を経由してドナウ川に注ぐ水は、必要に応じてマイン川へ迂回させることが可能である。この建設工事は、エルンスト・レヒナーが主導して、1970年7月16日にバイエルン州議会で可決され、1990年代に完成した。水利学上の機能を持たない小さないくつかの湖も観光目的でゼーラント（湖水地方）に組み込まれている。ロート湖（ロート郡）やデネンローアー湖（アンスバッハ郡）のほか、フレンキシェス・ゼーラントの湖では以下のものが郡内に存在する。
| 湖                         | 建設時期        | 面積 (km2) | 水量 (百万 m3) | 特徴 | 写真 |
| -------------------------- | --------------- | ---------- | -------------- | --- | ---- |
| グローサー・ブロムバッハ湖 | 1983年 - 1999年 | 8.7        | 136.6          | グローサー・ブロムバッハ湖はゼーラントの主要湖であり、同時にバイエルン北部で最も広い湖である。この湖は、その名の由来となったブロムバッハ川が形成した東に向かって開けた谷にあり、水深は 32.5 m である。西はクライナー・ブロムバッハ湖、北西はイーゲルスバッハ湖に隣接している。2つの長いダムがこれら2つの前段の堰止め湖とグローサー・ブロムバッハ湖とを隔てている。この湖が堰き止められて以降、周辺の地価推移は上昇した。 |      |
| アルトミュール湖           | 1976年 - 1985年 | 2.5        | 13.8           | 広大で平坦なアルトミュール湖は長さ 12.5 km の、ドイツで最も長いダムを持つ堰止め湖である。アルトミュール川の水位が高い場合には、水はアルトミュールツーライターを経てこの湖に放出される。アルトミュールユーバーライターはこの水をクライナー・ブロムバッハ湖に送る。湖のほぼ半分が自然保護区になっている。この湖は観光目的に用いられている。湖に藻が繁殖したため、その抑制策として、この地域の農地利用の調整が行われた。    |      |
| クライナー・ブロムバッハ湖 | 1975年 - 1985年 | 2.5        | 12.9           | クライナー・ブロムバッハ湖は、グローサー・ブロムバッハ湖の西側の前段の堰止め湖である。その水は大部分がアルトミュールユーバーライターを介してアルトミュール湖から供給されている。水は東の教会のダムを通って、少し下に位置するグローサー・ブロムバッハ湖に送られる。 |      |
| イーゲルスバッハ湖         | 1979年 - 1985年 | 0.9        | 4.4            | イーゲルスバッハ湖は、これよりも少し低い位置にあるグローサー・ブロムバッハ湖の北西側の前段の堰止め湖である。名前の由来であるイーゲルスバッハ川がこの湖に注いでいる。 |      |
| ハーネンカム湖             | 1975年 - 1977年 | 0.23       | 0.5            | ハーネンカム湖は、フレンキシェス・ゼーラントで最も古く、最も小さい堰止め湖である。ゼーラントの水利管理上の機能は有していないが、観光および管理上はゼーラントの一部である。農地整理で失われた調整区画を補うために、レジャー用の湖として他の湖よりもかなり早くに堰き止められた。この湖は魚が豊かなことで知られている。 |      |

### 気候と水不足
ヴァイセンブルク＝グンツェンハウゼン郡は、中央ヨーロッパに位置することから、湿度の高い冷温帯の移行部にあたり、極端な大陸性気候でも極端な海洋性気候でもない。郡内の気候は平地部分と山地部分で異なっている。高度が高いほど低い場所に比べて、寒く、風が強く、雪が早く降り、長く続く。やや低い場所にあるヴァイセンブルクに比べて高地では春が5日から8日遅れてやってくる。
中低山地のシールド効果により郡内の一部では隣接する地域に比べて降水量が少ない。さらにフレンキシェ・アルプ東部やハーネンカムでは石灰岩の地盤がカルスト化しており、極めて乾燥して水が乏しい。このため、アウエルンハイムなどの一部の町では、公共の水道網に接続するまで貯水槽からの水供給しか得られなかった。水が流れが急な流域にあるカッテンホーホシュタット（ヴァイセンブルクの地区）は、特に水不足に悩まされた。郡東部のアルプ高地では、砂岩や亀裂の入ったジュラ石灰岩の土壌に川は存在しない。この地の集落では、かつて、粘土で覆った溜池、貯水槽、深い井戸などから水を得ていた。これとは対照的に、郡西部のアルトミュールは、谷の勾配が極めて緩やかであるために排水が緩慢で、降水量が多いとしばしば洪水に見舞われた。20世紀になると次第に、シュタインリーゲル水源やヒルシュスプリング水源など、水を採取するための水源が数多く開発された。それらは村を結ぶ公共の給水網に水を供給した。これ以後水不足は解消された。

### 動植物
ヒトが影響を及ばさないという条件下であれば、本郡は立地に応じた様々なタイプの森林で覆われていたであろう（潜在自然植生）。最も広く存在したであろう森は、ブナの森、ブナを主体とする混交林、オークとクマシデの森、そして北部では酸性土壌のオークの混交林であったと考えられる。現在のヴァイセンブルク＝グンツェンハウゼン郡の植生は、南ドイツ地域に典型的に見られる広葉樹林と針葉樹林で形成されている。郡の北半分の広い範囲が、草地、農耕地、木立が数本あるだけの開けた土地で、あまり肥沃でないフレンキシェ・アルプにも注目に値する分量の開けた耕牧地がある。特に栄養の乏しい（「痩せた」）土地や乾燥した立地条件の土地では、牧草地として広く利用されている石灰性あるいは乾燥性の草地が広がっている。
シュピールベルク（グノッツハイムの地区）では、リンゴやナシなどでまだ果実の品種として認識されていないこの郡のローカルな品種を保護するプロジェクト「オープストアルヒェ」（直訳: 果実の箱船）が実施されている。植物の重要な生育域が、ブーフライテ・バイ・マルクト・ベロルツハイムである。
森の中では、ドイツの他の地区と同様に、大型の動物は比較的少ない。いくつかのイタチの仲間、ダマジカ、アカシカ、ノロジカ、イノシシ、キツネが棲息している、川沿いにはビーバーが徐々に広がっており、農業被害が拡大している。郡はこれに対処するためにボランティアの「ビーバーコンサルタント」を設けている。
アルトミュール湖の水面および中州の鳥類保護区やヴィースメトは、多くの鳥のねぐらであり、2015年3月にはエジプトガン、ヨーロッパノスリ、キアシセグロカモメが観察された。
郡内の水域にはたとえば、ウナギ、ノーザンパイク、パイクパーチ、マス、ニジマス、ヨーロッパオオナマズといった中央ヨーロッパで見られる魚類や、コイ、テンチ、ローチ、ラッド、ブリームといった草食魚が数多く繁殖している。これらの魚類はアルトミュール川を経由してフレンキシェス・ゼーラントの堰止め湖に入り込んでいる。ブロムバッハ湖では、ヨーロピアンパーチの数が安定的に増えているが、釣りが盛んであるため 1 m を超えるノーザンパイクの数は減少している。
本郡には南ドイツとしてはユニークな砂地の生物棲息地があり、「ザントアクセ・フランケン」として保護されている。

### 地質学、化石、地震学

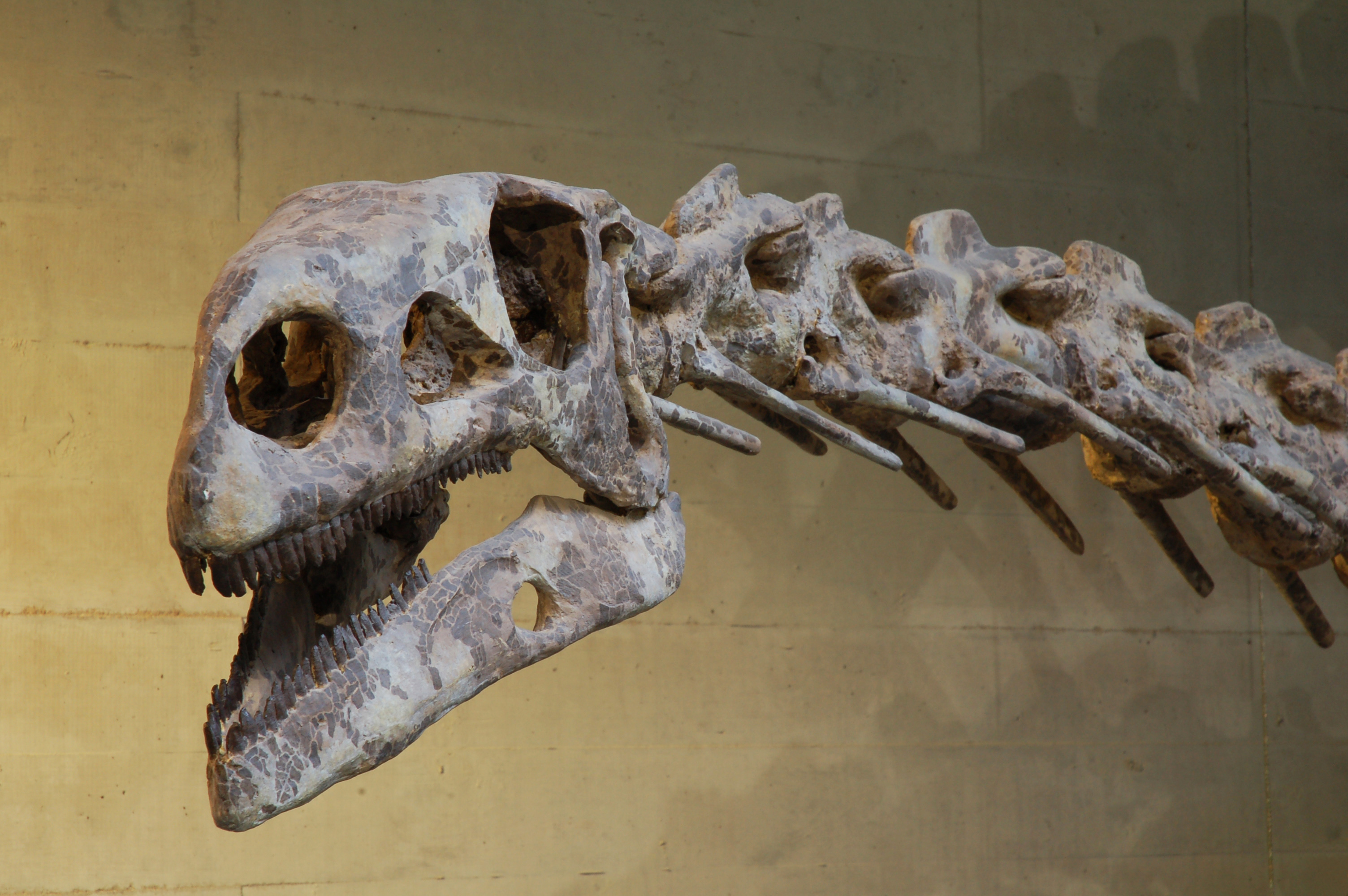
エリンゲンで発掘された標本に基づいて作成されたプラテオサウルス頭部の復元模型

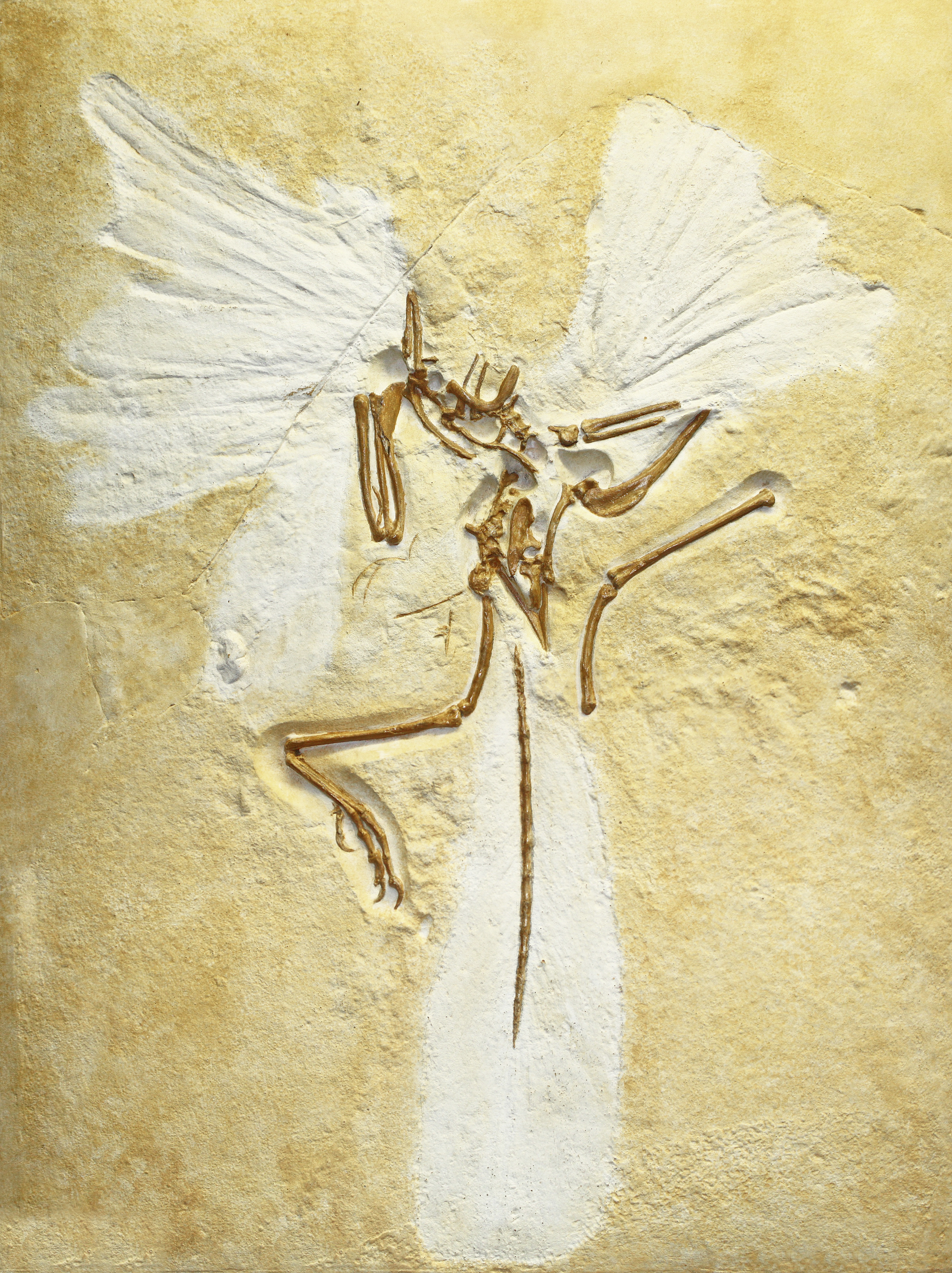
ランゲンアルトハイムの採石場から発掘された「ロンドン標本」と呼ばれる始祖鳥の化石標本

本郡の表土に近い地盤は、主に南ドイツ・シヒツシュトゥーフェンラント（ケスタ地形の土地）の中生代の岩で構成されている。これはフレンキシェ・アルプのジュラ紀の堆積物がその主体である。ヴァイサー・ジュラ（白色ジュラ紀）の時代、現在の郡域の大部分はテチス海西部の縁海に位置していた。この浅い海域は、主に珊瑚礁やラグーンによって形成され、その中に石灰岩やドロマイトが堆積していた。珊瑚礁や細粒化したラグーンの石灰岩や泥灰岩の堆積物がフレンキシェ・アルプの大部分を形成している。ジュラ紀後期の終わり頃に起こった海面低下により、続く白亜紀の初めにかけてより広い範囲が陸地となった。白亜紀後期に、海面は改めてフレンキシェ・アルプ方面に進行してきた。白亜紀後期の終わりに海は最終的にこの地域から退いていった。ドイツ南部および中部の大部分は第三紀に起こったアルプスの隆起の遠隔的影響を受けて土地の高低が生じた。
郡域の南半分が中低山地のジュラ紀後期の地盤であるのに対して、郡の中央部はシュヴァルツァー・ジュラ（黒色ジュラ紀）やブラウナー・ジュラ（褐色ジュラ紀）の堆積物が主で、アルトミュール川沿いやヴァイセンブルガー盆地では黄土、ローム、更新世の川砂利や砂で構成されている。また、北部ではフレンキシェス・コイパー＝リアス＝ラントの砂岩＝コイパーが支配的である。郡域の最も南や南西ではリース・インパクトのクレーター充填物の噴出塊や堆積が地盤に見られる。トロイヒトリンゲン周辺およびアルトミュール川沿いやブロムバッハ湖付近では完新世の河川堆積物が見られる。炭酸塩を含む岩場で一定の条件下で形成される「シュタイネルネ・リネ」あるいは「成長する小川」が、地質学上最も新しい構造物である。
ランゲンアルトハイムおよびゾルンホーフェン周辺地域では化石を含むことで知られるゾルンホーフェン層（ヴァイサー・ジュラ）から岩相層序学上重要な岩石ユニットであるゾルンホーフェン石灰岩が存在する。ヴァイサー・ジュラの明るく黄色みを帯びた岩は、様々な場所で採掘されている。この他に郡内で産出するマルム統（後期ジュラ紀）の石灰岩は、「ジュラ大理石」という商品名で流通している。
コイパー中期の地層からは、中央ヨーロッパで最も有名で最も一般的な恐竜の化石が発見された。初期の竜脚形亜目の代表であるプラテオサウルスがそれで、エリンゲンに重要な発掘地がある。これよりもはるかに有名なのが、ゾルンホーフェン化石採掘場で発見された始祖鳥である。極めて細粒化され、積層されたラグーン石灰岩の中に、始祖鳥、翼竜のプテロダクティルス、獣脚類のコンプソグナトゥス、6種類の翼竜、様々なカメの仲間や硬骨魚類、数多くのウミシダやトンボなどの無脊椎動物が非常に詳細な状態で遺っていた。2例の始祖鳥がゾルンホーフェンのビュルガーマイスター＝ミュラー博物館に展示されている。
郡の南端部は、地震がほとんど起こらない地域である。

### ジオトープ、自然保護区、景観保護区

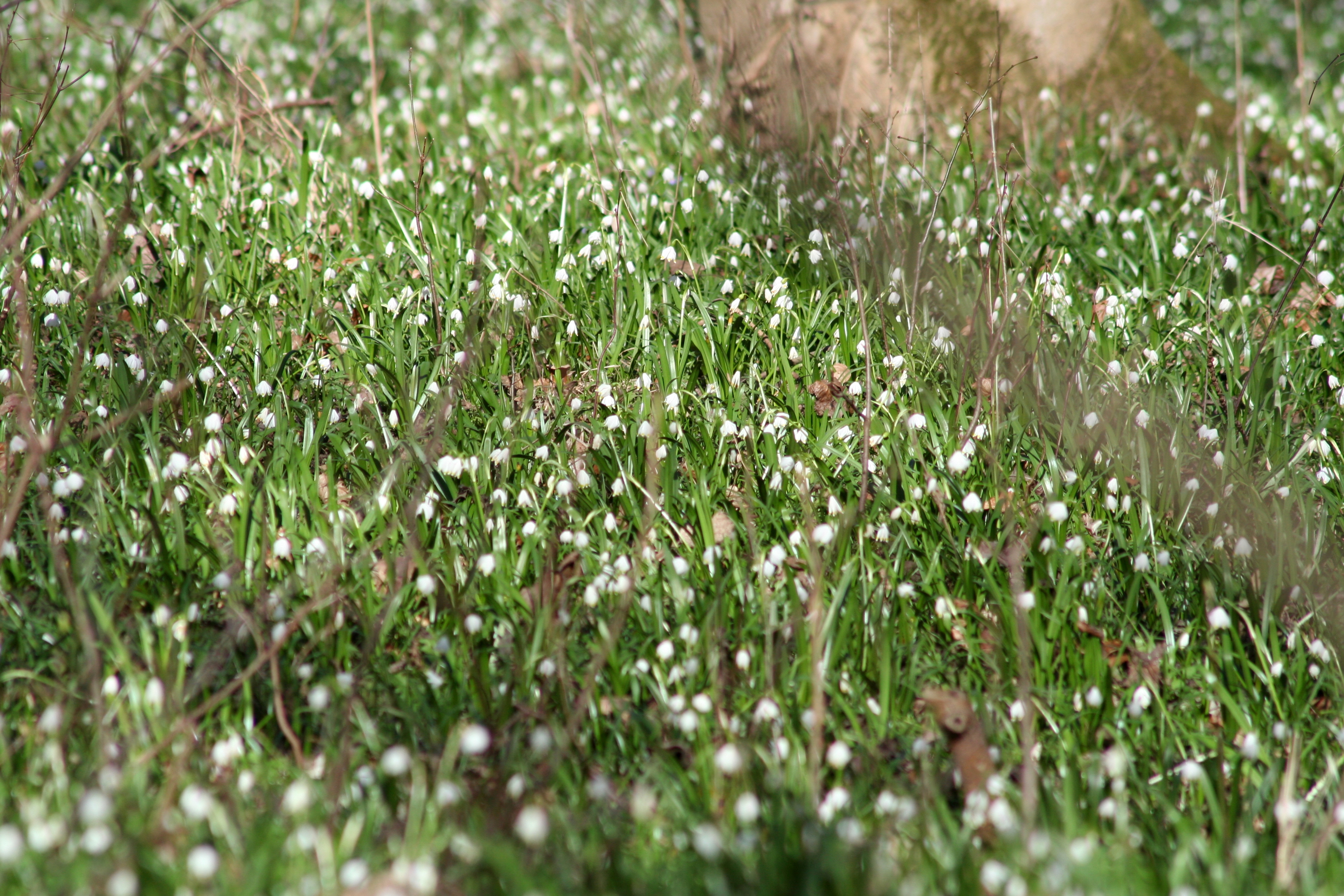
メルツェンベッヒャーヴァルト・バイ・エッテンシュタット

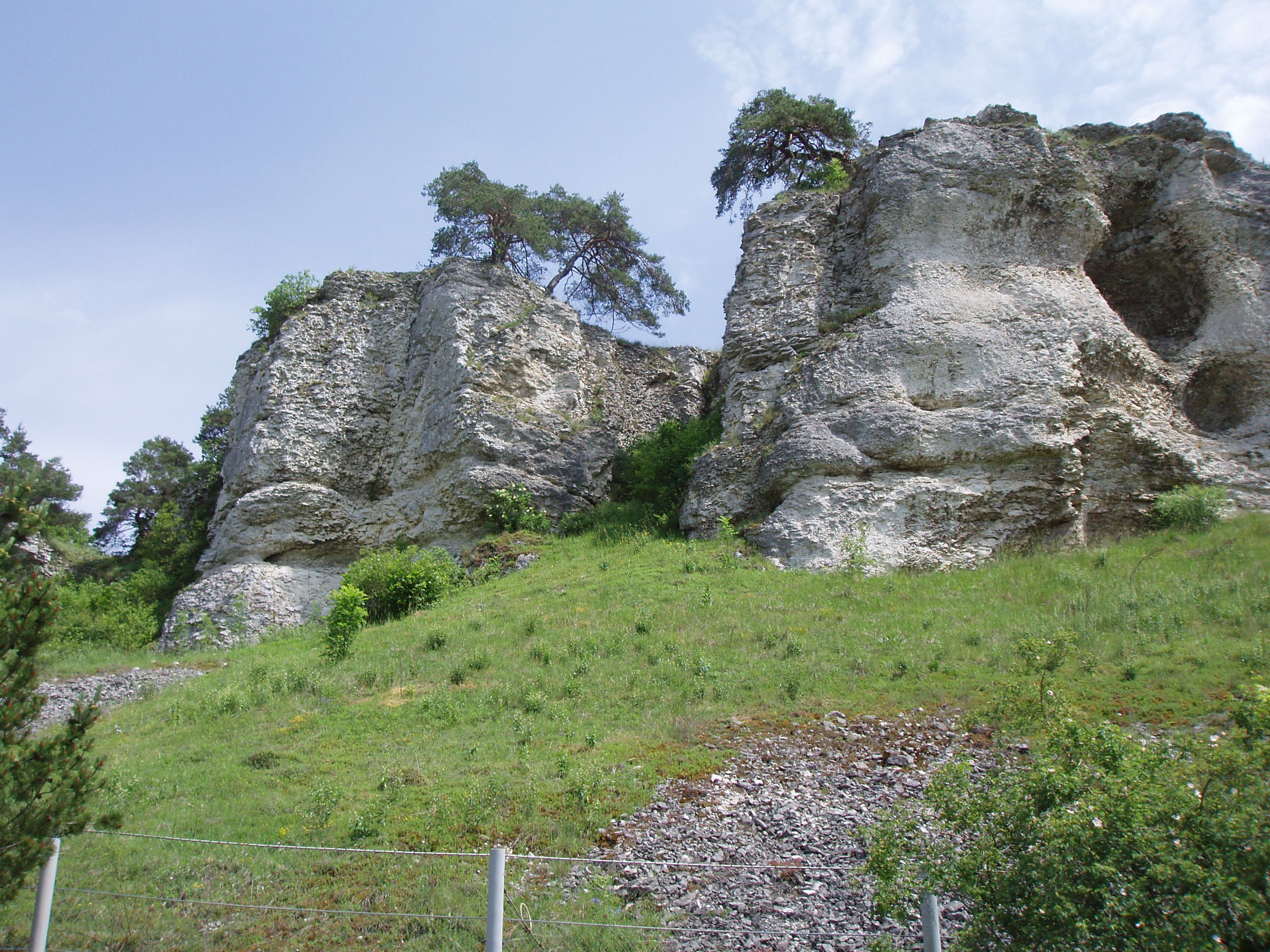
ツヴェルフ＝アポステル＝フェルゼン

ヴァイセンブルク＝グンツェンハウゼン郡内には、14箇所、総面積 551.57ヘクタールが自然保護区に指定されている。アルトミュール湖の自然保護区「水面および中州の鳥類保護区」は「フォーゲルインゼル」（直訳: 鳥の中州）中洲群を含んでおり、200種類以上の鳥類が訪れる。202ヘクタールの面積は、郡内の自然保護区に指定されている湿地の中で最大である。「シャムバッハリート」は、ミッテルフランケンの自然保護区の最も古い自然保護区の1つである。「メルツェンベッヒャーヴァルト・バイ・エッテンシュタット」（直訳: エッテンシュタット近郊のスプリング・スノーフレークの森）には珍しいスプリング・スノーフレークが生育しており、春になると森の土地は白い絨毯に替わる。エッテンシュタットの紋章にはこの花が描かれている。この他の自然保護地区には、「アウヴァルト・バイ・ヴェストハイム」（直訳: ヴェストハイム近郊の水辺の森）、「ローテンシュタインのアイヒェン＝ハインブーヘンヴァルト・ラウベンブーフ」（直訳: オークとシデの森ラウベンブーフ）、グローサー・ブロムバッハ湖南岸の「グラーフェンミューレ」、「ハルプインゼル・イム・クライネン・ブロムバッハゼー」（直訳: クライナー・ブロムバッハ湖の半島）、「クヴェルホリツォンテ・ウント・マーガーラーゼン・アム・アルプトラウフ・バイ・ニーダーホーフェン」（直訳: ニーダーホーフェン近郊のアルプトラウフの水源地と石灰性草原）の石灰性草原、「ブロムバッハモーア」（ブロムバッハ川の谷で最後に残された自然に近い地域）、景観が印象的な「ツヴェルフ＝アポステル＝フェルゼン」（直訳: 十二使徒の岩）、「ブーフライテ・バイ・マルクト・ベロルツハイム」（直訳: 市場町ベロルツハイム近郊のブーフライテ）、「シュタウヴルツェル・デス・イーゲルスバッハゼース」（直訳: イーゲルスバッハ湖のシュタウヴルツェル）、「ゼクミューレ」、「シュタイネルネ・リネ・バイ・ヴォルフスブロン」（直訳: ヴォルフスブロン近郊の石の水路）がある。
郡内にはバイエルン州環境省から指定されたジオトープが52箇所ある。その中でも、フォッサ・カロリーナ、ツヴェルフ＝アポステル＝フェルゼン（直訳: 十二使徒の岩）、ゾルンホーフェン石灰岩化石採取場は、その美しさや希少性のため最良のジオトープに含まれている。アルトミュールタールやゾルンホーフェン石灰岩は、国指定のジオトープとされ、委員会によってUNESCO世界遺産プログラムの候補に選出された。郡の南部はジオパーク・リースに含まれる。
さらに他の多くの場所が、野生種の保護、生息地の保全、ヨーロッパ規模の保護ネットワーク形成を目的とする EU の生息地指令（FFH-地区）に指定されている。ヴァイセンブルク＝グンツェンハウゼン郡では、主にセイヨウボダイジュを中心とした80本以上の樹木の他に、湿地、森林、フォッサ・カロリーナが自然文化財に指定されている。「ザントアクセ・フランケン」は、レドニッツ川、ペグニッツ川およびレドニッツ川沿いの珍しい砂地の生物生息圏を保護するための多くの環境連合プロジェクトの1つである。ヴァイセンブルク＝グンツェンハウゼン郡は、このプロジェクト対象地域の南端を形成している。ミッシェルバッハと隣のロート郡レッテンバッハとの間の電線路のテラス、へルルバッハ近郊の砂の土地、ブロムバッハタールのマンドレスミューレ周辺地域が砂地の生物生息圏に含まれる。ヴァイセンブルク＝グンツェンハウゼン郡の景観保護区には、郡境をまたぐ地区が多くある。アルトミュール川沿いなど郡の一部はヨーロッパ鳥類保護区に指定されている。
本郡は、1969年に創設されたアルトミュールタール自然公園の北部に位置している。この自然公園は、面積約 3000 km2 のドイツ最大級の自然公園の1つである。フランケンアルプ南部の中低山地の地形がこの自然公園を特徴付けている。その典型的な地形は、乾燥した草地、ビャクシンのヒース、湿原、採石場である。
ムール・アム・ゼーやアルトミュール湖の北に、南ドイツ地方最大で最も重要な湿原の1つであるヴィースメトがある。ここは様々な鳥類の重要な生息地となっている。

### 郡域の広がりと土地利用
| 土地用途             | 面積 (ha) | 占有率 (%) |
| -------------------- | --------- | ---------- |
| 住宅および商工業用地 | 6,118     | 6.3        |
| 交通用地             | 4,742     | 4.9        |
| 農業用地             | 47,739    | 49.2       |
| 森林                 | 32,391    | 33.4       |
| 水域                 | 1,968     | 2.0        |
| その他               | 4,120     | 4.2        |
| 計                   | 97,078    | 100.0      |

本郡の面積は 970.91 km2 で、バイエルン州の郡としては中位の面積を有している。ミッテルフランケン行政管区の多くの郡より小さいが、隣接するロート郡よりも広い。郡内で、最も広い自治体はトロイヒトリンゲンで、最も狭い自治体はムール・アム・ゼーである。郡境の総距離は 238.7 km である。南北の最大幅は約 37.7 km、東西の最大幅は 42 km である。
ミッテルフランケンおよびフランケンの南端でもある本郡の南端は、ランゲンアルトハイムのヴィッテスハイマー・ヘンゲンにあるオーバーホルツの森の南東にあり、郡の北端はハウンドルフのヒンテラー・メンヒスベルクの山頂に近いオーバーヘーベルクの北西にある。郡の東端はネンスリンゲンのベルクフェルト農場のビブルク北西、西端はヴェストハイムのアウヴァルト・バイ・ヴェストハイム自然保護区内の南西がそれにあたる。4つの座標から算出される地理上の中心は、北のトロンメッツハイムと南のレンゲンフェルトとの間のアーレスハイムにあるハイデンブルク農場にあたる。ランゲンアルトハイムの近くのレクリンガー・タールに、ミッテルフランケン行政管区、シュヴァーベン行政管区、オーバーバイエルン行政管区が互いに接することを示す標柱が建っている。これは同時にシュヴァーベン、フランケン、アルトバイエルンの文化圏の境界でもある。
郡域の 1/3 が森で覆われており、半分が農地に利用されている。住宅地および交通用地は約 10,298 ha で、郡の面積の 10.6 % にあたる。1980年以降、特に宅地と水域が拡大した。農業用地は減少傾向、森林は1980年以後一定である。2018年12月31日現在の土地用途別面積及び占有率は右記の通りである。

### 地域計画
フランケン中西部計画地域（リージョン 8）の地域計画によれば、ヴァイセンブルクとグンツェンハウゼンが、フランケン中西部に全部で6都市ある中級中心都市のうちの2都市である。トロイヒトリンゲンは中級中心に準ずる都市 (mögliches Mittelzentrum) に位置づけられる。郡内の唯一の下級中心都市がプラインフェルト、小規模中心 (Kleinzentren) がネンスリンゲン、ハイデンハイム、パッペンハイム、マルクト・ベロルツハイム、エリンゲンである。ヴァイセンブルク＝グンツェンハウゼン郡は全体がレントリヒャー・ラウム（直訳: 田舎の地域）に属す。本郡は上級中心都市の人口稠密地域に属していない。最寄りの上級中心都市はニュルンベルクとアンスバッハである。

### 生活の質、治安
本郡は生活の質が比較的高いとされている。2013年の Zukunftatlas 調査（直訳: 未来地図調査）では、「チャンスとリスクが混交する地域」とされ、総合順位は401の郡および郡独立市の中で284位で2016年に比べ15位上昇した。フォークスの生活の質調査では、401の郡および郡独立市のうち27位であった。この調査でこの地域は、裕福さのカテゴリでは最高ランク、住環境とインフラストラクチャのカテゴリで最低ランクであった。これにより本郡は「特殊な生活の質の地域」とされた。INSM (Initiative Neue Soziale Marktwirtschaft) の地域ランキングでは、2006年は435の郡のうち170位であった。このランキングは、2009年には409の郡のうち137位となり、住民や自治体の債務が少ないことと雇用が良好であることが高く評価された。一方、徴税力が低いことと優秀な人材やエンジニアが少ないことが指摘された。ZDFツァイトの2019年のドイチュラントスタディでは、本郡はバイエルン州では96の郡および郡独立市の中で88位、ドイツ全土では401の郡の中で380位であった。
犯罪に関しては、この地域は比較的安全である。2021年の犯罪件数は2,886件で、2020年から11.5 ％ 減少した。人口10万人あたりの犯罪件数は 3,034件で、ミッテルフランケンの郡および郡独立市で5番目に高い数値であった。2021年の交通事故死者は11人であった。2021年の交通事故件数は3,448件で、2020年に比べて 13.1 % 増加した。この年の交通事故による負傷者数は458人、死者は11人であった。郡内で最も頻繁に事故が起こる地点は、ヴァイセンブルクのヘルンライン交差点である。

## 住民

### 人口統計

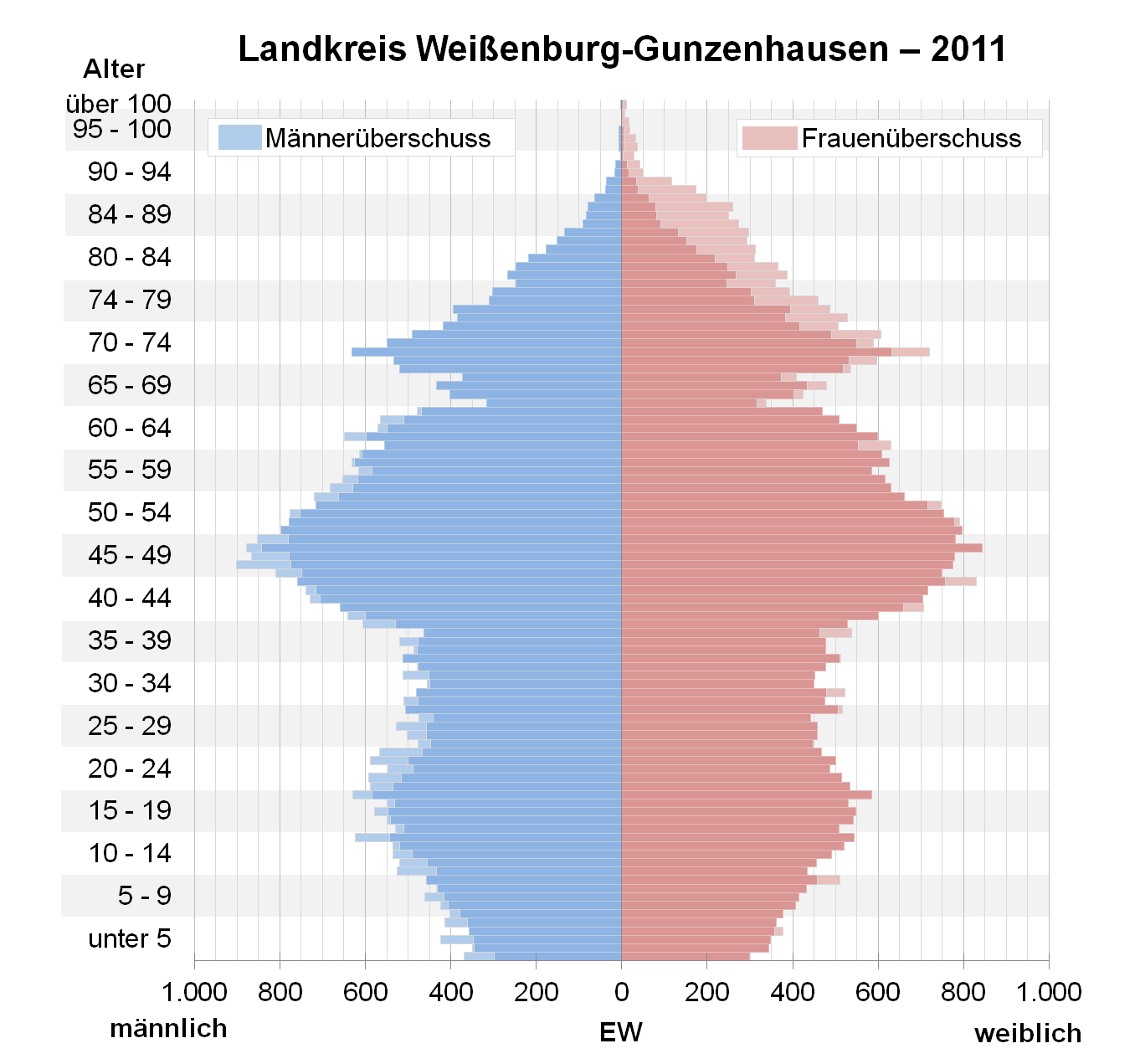
Zensus2011に基づくヴァイセンブルク＝グンツェンハウゼン郡の年齢別人口分布

2021年9月30日現在のヴァイセンブルク＝グンツェンハウゼン郡の人口は95,626人で、このうち47,629人 (49.9 %) が女性である。全人口の約 1/5 が20歳未満で、約 1/3 が60歳以上である。2020年の出生数は905人、死者数は1,155人、転入者は3,559人、転出者は2,913人であった。2019年には26,721棟の建物に43,188世帯が棲んでいた。郡の住宅地面積は 4,822,383 m2 で、1世帯あたりの平均面積は 107.2 m2/世帯 であった。これはバイエルン州の平均 97 m2/世帯よりもわずかに広い。2020年の平均年齢は45.0歳で、2005年から約3.2歳上昇した。
本郡の人口約95,000人は、バイエルン州の郡の中で中程度である。ミッテルフランケン行政管区では最も人口が少ないのだが、バイエルン州で最も人口の少ないリヒテンフェルス郡に比べると約3万人多い。郡内で最大の自治体は、人口約19,000人のヴァイセンブルクで、グンツェンハウゼン、トロイヒトリンゲン、プラインフェルトが比較的大きな街である。郡内で最も小さな自治体は人口823人のグノッツハイムである。本郡の人口密度は約95人/km2 で、バイエルン州でも人口が疎らな地域の1つである（バイエルン州全体の人口密度は 179人/km2 である）。
人口が集中している地域は2つの河川沿いである。シュヴェービシェ・レツァート川沿いあるいはその周辺に約23,000人、アルトミュール川沿いあるいはその周辺に約33,000人が住んでいる。郡の人口のおよそ半分が、ヴァイセンブルク、グンツェンハウゼン、トロイヒトリンゲンの3都市に住んでいる。これに対してネンスリンゲン行政共同体のフレンキシェ・アルプやハーネンカム行政共同体および郡中部のハーネンカム地域は、比較的人口密度が低い。
郡内には、2014年時点で13,459人の障害者が住んでおり、このうち10.856人が重度の障害者である。2014年の一家族あたりの平均子供数は2.0人（ドイツ平均1.4人）で、複数人の子供がいる家族は 20 %（ドイツ平均は 15.4 %）であった。
2020年の外国人比率は 9.97 % で、2020年11月時点で郡内に115カ国、10,182人の外国籍の住民と18人の無国籍の住民がいる。さらに342人の被保護民および難民がいる。84人が帰化した。多くの外国人がボスニア・ヘルツェゴヴィナ、ブルガリア、ギリシア、イラク、イタリア、コソボ、クロアチア、オーストリア、ポーランド、ルーマニア、ロシア、シリア、チェコ、トルコ、ウクライナ、ハンガリーからやって来た。外国人の 1/6弱がトルコからの住民である。

### 人口推移
| 調査時点       | 人口（人） |
| -------------- | ---------- |
| 1840年12月01日 | 55,513     |
| 1871年12月01日 | 57,956     |
| 1900年12月01日 | 62,157     |
| 1925年06月16日 | 65,359     |
| 1939年05月17日 | 64,497     |
| 1950年09月13日 | 94,193     |
| 1961年06月06日 | 85,958     |
| 1970年05月27日 | 88,201     |
| 1987年05月25日 | 86,381     |

| 調査時点       | 人口（人） |
| -------------- | ---------- |
| 2010年12月31日 | 92,326     |
| 2011年12月31日 | 92,182     |
| 2012年12月31日 | 92,187     |
| 2013年12月31日 | 92,331     |
| 2014年12月31日 | 92,518     |
| 2015年12月31日 | 93,342     |
| 2016年12月31日 | 93,974     |
| 2017年12月31日 | 94.208     |
| 2018年12月31日 | 94,393     |
| 2019年12月31日 | 94,734     |

表は現在の郡域にあたる地域の人口を示している。1987年までは人口調査結果、1991年からはバイエルン州統計局によるそれぞれ12月31日時点の公式な推定値である。
人口は第二次世界大戦までの100年間で 20 % 程度の増加であったが、戦後故郷を逐われた人々の流入により 50 % 増加した。1988年から2008年までヴァイセンブルク＝グンツェンハウゼン郡の人口は6,000人以上 (約 7 %) 増加した。2003年からは、95,000人強をピークに減少傾向にあり、1年間で約300人減少した。2011年から人口は再び増加傾向にある。2011年から2015年までの間、人口は毎年約200人ずつ増加した、2014年には人口92,518人となり、おおむね2009年の水準に達した。2018年の人口は94,393人で、2006年の人口に匹敵するが、最高値の2003年に比べるとわずかに少ない。
しかし中期的に見ると本郡の人口は、ドイツの他の田舎の地域と同様に減少して行く可能性がある。これは、大学が立地しておらず、近くに高度な職場がないため、将来が見通せない優秀な人物が流出することと関係している。こうした傾向に対抗するために、トロイヒトリンゲンに実務マネジメントの専門大学やヴァイセンブルクにクンストシュトフ・キャンパス・バイエルン（合成樹脂研究）を設け、グンツェンハウゼンに州の学校庁を設立し、アウトバーン9号線のインターチェンジを建設するといった予定がある。
バイエルン州統計およびデータ管理局は2018年に、2038年の本郡の人口を 94,500人、すなわちほぼ一定であろうと予測した。これを承けて郡は予測を修正した。それ以前、郡当局は2012年に2030年の人口を85,000人と予測し、2016年には2034年の人口を90,800人と予測していた。これは当時ミッテルフランケンで予測された人口減少の中で最も大きな減少幅であったが、オーバープファルツ、ウンターフランケン、オーバーフランケンの田舎地域の減少率を大きく下回っていた。
2016年末にバイエルン州統計およびデータ管理局は初めてこの地域の人口に関して中期的な減少はなく、ほぼ一定であり、2035年の人口は約93,000人であると予測した。2032年頃まで人口は経度に増加して約94,000人になるとしたのである。これは主に難民の流入、国内移動、ヨーロッパ内のバイエルンへの移動によるものである。2004年の人口最大値約95,000人にはおそらく達しないであろう。

### 宗教
郡の大部分が、ミッテルフランケン全土がそうであるように、プロテスタント信者が多数を占める。宗教施設は、フランケン帝国クライス時代の領邦構造を現代に至るまで反映している。したがって、当時アイヒシュテット司教領やドイツ騎士団の影響が強かった地域ではカトリックが多数派である。一方、かつての帝国都市ヴァイセンブルク、パッペンハイム元帥領、アンスバッハ侯領の領域ではルター派が主流である。その後、第二次世界大戦後の難民流入などの歴史的な経緯や流動性の増大が宗教の境界を徐々に曖昧にしている。
2011年5月9日時点の調査では、福音主義ルター派が 55.6 % と過半数を占め、カトリックは約 29.0 % であった。福音主義の住民はアンスバッハ＝ヴュルツブルク教会クライスのグンツェンハウゼンおよびハイデンハイム監督区、ニュルンベルク教会クライスの福音主義ルター派ヴァイセンブルク監督区ならびに福音主義ルター派パッペンハイム監督区に属す。カトリック教会はアイヒシュテット司教区ヴァイセンブルク＝ヴェムディング首席司祭区に属す。ヴァイセンブルクには、福音主義メソジスト教会がある。郡内でカトリックがプロテスタントよりも多数を占めるのは、プラインフェルト、グノッツハイム、エリンゲン、ライテンブーフだけである。バイエルン州の日曜祝日保護法のアーティクル1によれば、これらの自治体ではマリア被昇天の日（8月15日）は祝日となる。
ゲスト労働者や移住による流入でイスラム教が重要性を増している。ヴァイセンブルクには DİTİB に近いムスリム組織が存在する。パッペンハイムのモスクは、バイエルン州ではミュンヘンに次ぐ、ラジカルなムスリム組織 Tablighi Jamaat の活動中心である。この他に、トロイヒトリンゲン、グンツェンハウゼンにモスクがある。
歴史上、現在の郡域には強固なユダヤ教組織があったが、現在はユダヤ教会は存在しない。1987年時点で郡内には、10人のユダヤ教組織の信者が住んでいた。
2011年には住民の 15 % が無宗教または福音主義でもカトリックでもない宗教を信仰していた。

### 地区、集落

#### 現状
バイエルン州統計およびデータ管理局によれば、ヴァイセンブルク＝グンツェンハウゼン郡には、公式に認められたオルト（集落）が333ある。ヴァイセンブルク＝グンツェンハウゼン郡の統計によれば2021年のオルトの数は301であった。19世紀後期までグンツェンハウゼンとヴァイセンブルクだけが都市風の性格を有しており、その後トロイヒトリンゲンがこれに加わった。他の多くのオルトは多かれ少なかれ田舎の集落であった。その中でバロック様式の建物があるエリンゲンと計画的な中世の都市構造を遺すパッペンハイムは特筆に値する。2021年現在この郡には都市が5つ、市場町が6つ、その他の町村が16、その下に数多くのプファルドルフ（教区集落）、キルヒドルフ（教会集落）、ヴァイラー（小集落）がある。特徴的なのは、かなりの数のオルト（約 1/3）が、住居が1軒しかない孤立集落ということである。たとえばプラインフェルトの北端にあるケッチェンミューレから郡の北端にあるハインツェンミューレまでのミューレン通り沿いにはシュヴェービシェ・レツァート川に沿って1ダースもの孤立集落が存在する。廃村になったオルトには、グンツェンハウゼン近郊のレオンハルツルーのように都市開発で消滅したオルトや、フレンキシェス・ゼーラントのダム建設のために破壊された数多くの集落などがある。いくつかの集落、たとえばフルトミューレやランクヴァイトミューレなどは新しい場所に再び建設された。
Historischen Atlas von Bayern（直訳: バイエルン歴史地図）のグンツェンハウゼン - ヴァイセンブルクの巻によれば、1792年には現在の郡域にあたる地域に4つの都市（ヴァイセンブルク、グンツェンハウゼン、エリンゲン、パッペンハイム）と、建物が100軒以上の市場町が7つ（アプスベルク、アルテンムール、ベロルツハイム、グノッツハイム、ハイデンハイム、プラインフェルト、トロイヒトリンゲン）があった。この他に75軒以上の村が15（主にアルトミュール沿いおよびハーネンカム）、20軒以上の村が72、5から20軒の村あるいは小集落が67、5軒未満の小集落が164あった。

#### 集落の形式と地名学
集落の形式は一定ではない。多くの集落が列村で、特にアイヒェンベルクやホーホホルツなどは街村である。他は塊村で、エメッツハイムは環状集落の例である。エッテンシュタットやマインハイムなどのように多くの集落が共同広場の周囲に形成されている（広場村）。
独特な名称を持つ集落もあるが、多くの集落はドイツ国内や国際的に頻用されている名称を持つ。たとえば、ベルゲンという名がその例で、ベルゲン・アウフ・リューゲン、ベルゲン・バイ・ニュルンベルク、ベルゲン・イム・キームガウ、あるいはノルウェーのベルゲンなど多くの同名の町がある。他と区別するためにいくつかの集落には補助的な名称がつけられている。たとえば、ヴァイセンブルク・イン・バイエルン、グンデルスハイム・アン・デア・アルトミュール、ハーグ・バイ・トロイヒトリンゲン、ディートフルト・イン・ミッテルフランケン、ロイト・アム・ヴァルトあるいはロイト・ウンター・ノイハウスなどである。いくつかの名称は郡内にいくつも存在する。たとえばフックスミューレ、ガイスローエ、グンデルスハイム、コールミューレ、ノイヘルベルク、ロイト、ゼクミューレ、ツォルミューレ、ツィーゲルヒュッテなどである。多くの地名はその地理的位置を表している。たとえば -bach（「小川」を意味する。オーバーエルルバッハ、ファイツエルルバッハ、シュテルツェルバッハ）、-berg（「山」を意味する。ヴェーレンベルク、オーバーアッペンベルク、ビューヒェルベルク）、-feld（「野原」を意味する。オットマールスフェルト、エーダースフェルト、プフラウンフェルト）、-bronn（「泉」を意味する。ビュッテルブロン、ヴォルフスブロン）などである。全部で68のオルトが -mühle で終わる名称を有しているが、これは水車、製紙水車、製材水車に由来する。末尾が -heim（オストハイム、エールハイム、ザンメンハイム）、-hausen（ヴァイボルツハウゼン、ドルンハウゼン、タンハウゼン）、-ing（ヴァルティング）、-ingen（ヒュッシンゲン、レーリンゲン、エスリンゲン）は、民族移動時代の集落の起源に由来するもので、特に8世紀から9世紀のフランク人の征服の頃に成立したことを表している。
その後も集落は建設され、ハールトやノイドルフは1300年頃に建設された開墾の村であり、ローテンシュタインは18世紀に、シュライファー・アム・ベルクは1850年頃に初めて成立した。

### 人口の多い市町村およびオルト
郡内最大の自治体が郡庁所在地のヴァイセンブルク・イン・バイエルンである。全てのオルツタイル（小地区）を含めた人口は18,578人である。次いでグンツェンハウゼン（16,665人）、トロイヒトリンゲン（13,099人）と続き、プラインフェルト（7,589人）が4位、パッペンハイム（3,924人）が5位、エリンゲン（3,960人）が6位である。これに次ぐ人口2000人から3000人の自治体が4つ、1000人から2000人の自治体が13、1000人未満の自治体が4つある。最も人口が少ないのはグノッツハイム（823人）で、マインハイム（839人）、エッテンシュタット（856人）と続く。
全部で10市町村がクラインシュタット（小都市）に分類され、残りはラントゲマインデ（田舎町）である。
全てのオルツタイルを包含した自治体レベルではなくオルト単位で言えば、人口約13,500人のヴァイセンブルク地区が郡内最大のオルトである。人口約10,900人のグンツェンハウゼン、約7,290人のトロイヒトリンゲン、約4,320人のプラインフェルト、約2,300人のエリンゲン、約2,150人のムール・アム・ゼーがこれに続く。人口1,000人から2,000人のオルトが6つあり、それ以外は1,000人未満である。自治体の首邑以外で最大のオルトは、人口約1,400人のヴェッテルスハイムである（人口は2011年5月9日現在）。

## 歴史

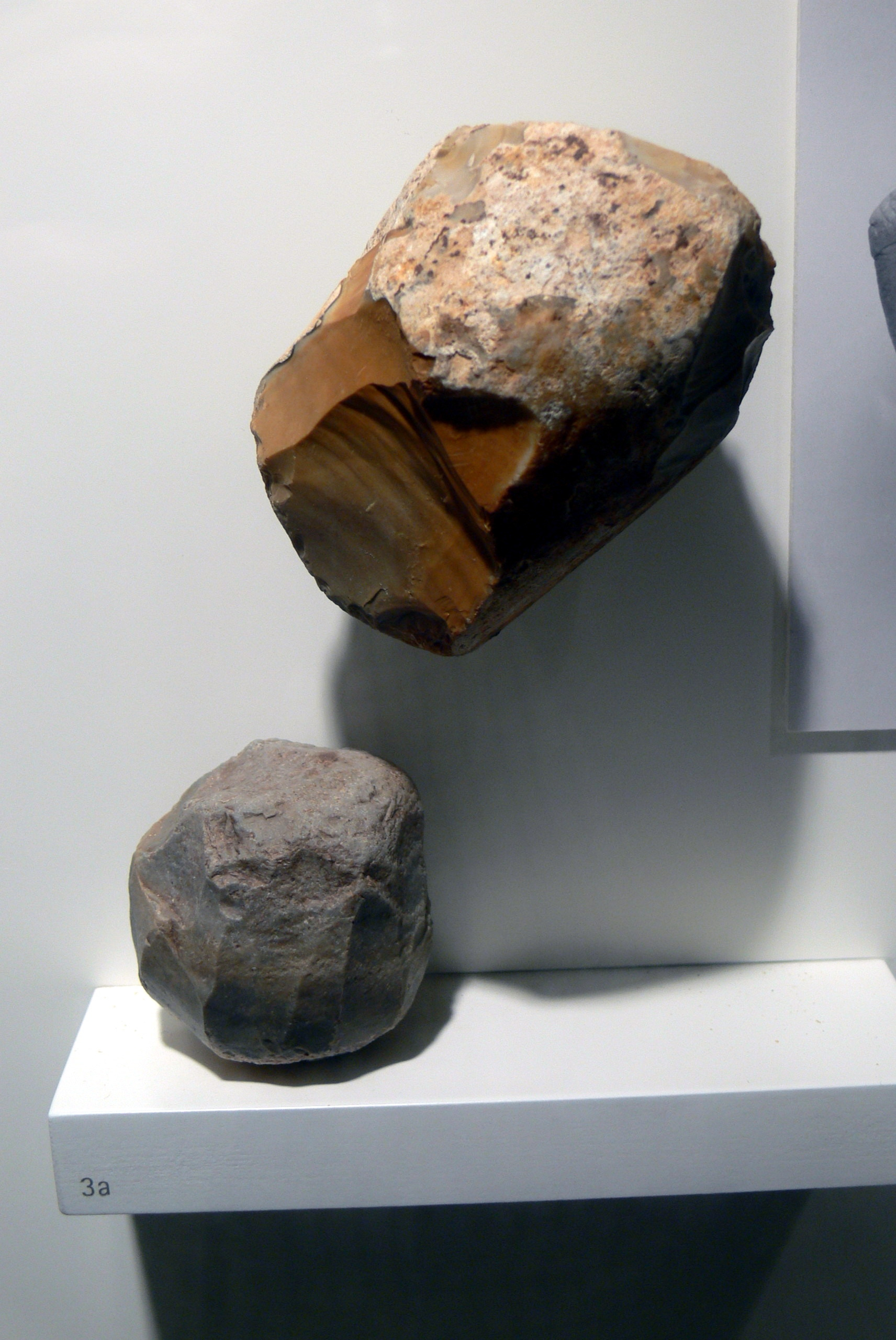
グンツェンハウゼン考古学博物館に展示されている中石器時代のハンマートーン

### 先史時代
ヴァイセンブルク＝グンツェンハウゼン郡内には、ヒトの痕跡が中低山地沿いに点在している。その痕跡は、中石器時代および新石器時代の農耕文化最初期のものである。三角形の細石器、石斧、掘立式住居跡、墳丘墓がアルテ・ビュルクのやや近くで発見されている。新石器時代には、レセナー文化や線帯文土器文化の人々がドナウ川流域からやって来て定住した。青銅器時代には数多くの墳墓が造られ、この地域最大の集合墓がヴェッテルスハイムで発見されている。ここには少なくとも15体が石室内に葬られていた。
骨壺墓地文化（紀元前1300年頃から紀元前800年頃）は1908年から1911年にゲルバー・ベルクで発見された壁で囲まれた集落が、ハルシュタット時代（紀元前800年から紀元前450年）は指輪や矢筒がこれを証明している。ハルシュタット時代後期の出土品は少なく、定住や集落に留まることがなかったことを示している。ゲルベ・ベルク付近のハルシュタット時代の壁で囲まれた集落は、昔から知られていた。この地域の農耕定住の歴史を物語る他の多くの先史時代の集落跡は、しばしば埋蔵文化財に指定されているが、その多くが航空写真によってのみ識別できる。ラ＝テーヌ時代のケルト人の存在は、墳丘墓、四角形の砦跡、土塁の一部が証明している。ケルト人はローマ人の侵入により、高地の集落に逃げた。ヴェストハイムの周辺に244基の墓がある墓地が存在しており、南ドイツ最大のケルト人墓地の可能性がある。

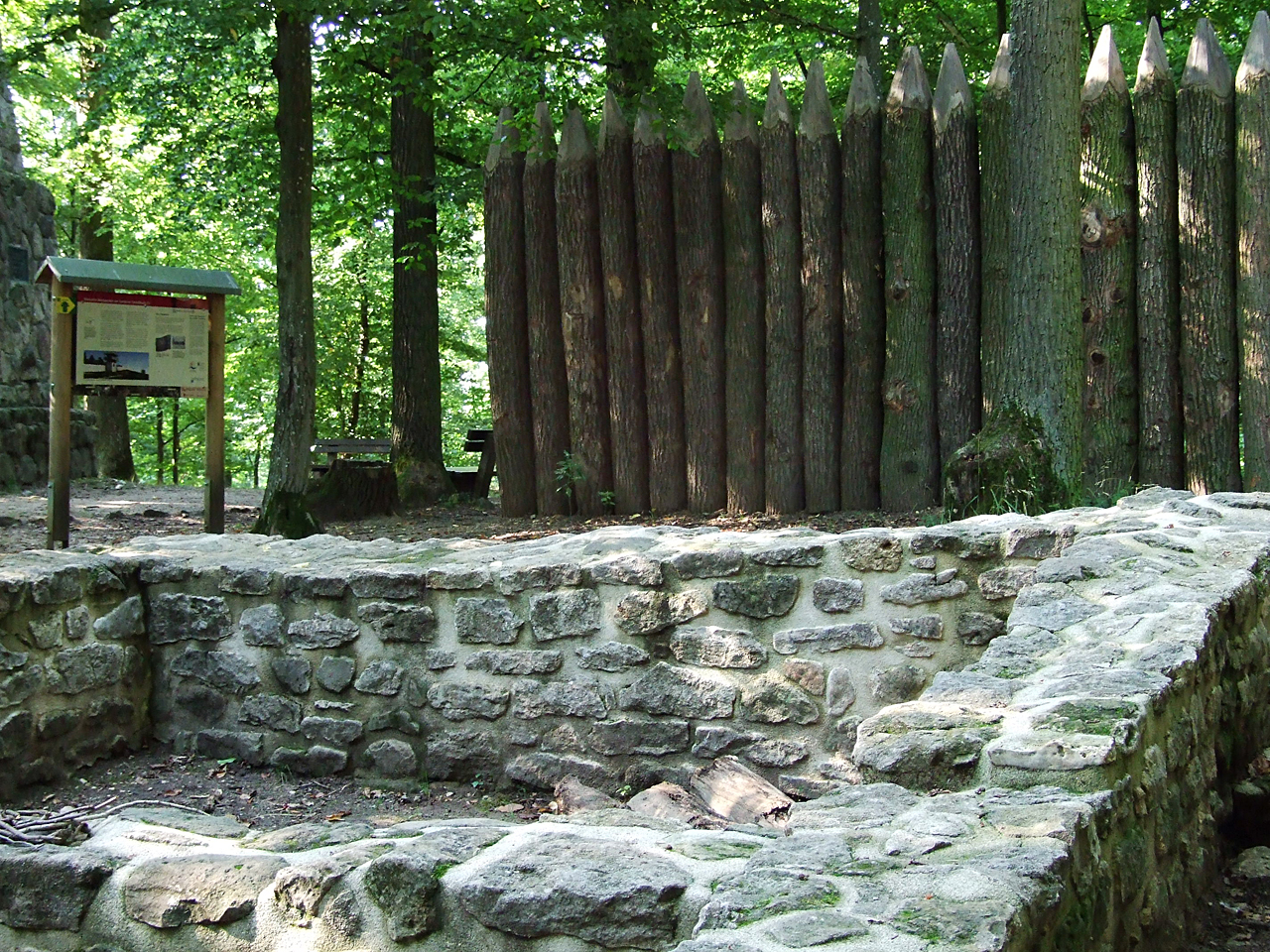
グンツェンハウゼン近郊のリーメスの見張所跡

### ローマ時代（1世紀末から3世紀半ば）
紀元前15年にローマ帝国のラエティア属州が成立した。皇帝ドミティアヌスの治世下、紀元後90年頃にヴァイセンブルク近郊のケルト人オッピドゥム（砦）に隣接して広さ約 2.8 ha のカストラが木材と土で建設された。この兵舎は、ラエティア属州に編入される直前のドナウ川北部の征服領域を防衛するために利用された。コンモドゥス帝の下でリーメスの建設が始まり、彼とその後継者は道路網とカストラを建設し、さらには既存のカストラを強化することでリーメスを確立しようとした。たとえばヴァイセンブルク近郊のカストラ・ビリキアナ（Kastell Biriciana）は、2世紀中頃の石造りで、広さは 3.1 ha あった。周辺のビリキアナはローマ時代の小都市で、150年頃にはおそらく5,000人ほどが住んでいた。これは、属州の首邑であった Augusta Vindelicorum（後のアウクスブルク）の半分程度の人口であり、公衆浴場が造られていた。
1867年冬の建設工事中に、16 cm × 13 cm と通常の倍の大きさがある青銅製の盾が発見された。これは、107年に兵役の終了時に退役軍人に与えられた勲章で、オリジナルはローマに保管されている。複製されたこの勲章には、判明している最も初期のビリキアナの住民の名前が記されている。騎士 Mogetissa（ケルト人ボイイ族）、妻 Verecunda（おそらく、やはりケルト人でセクアニ族）、その娘 Matrulla である。この他に、金貨1枚、銀貨6枚、銅貨22枚、陶器や遺体が、当時「悪魔の垣根」と呼ばれていたリーメスの近くで発見されている。
ブルクザラハ近郊に、リーメスで最も奇妙な建築の1つである小カストラ「イン・デア・ハルラハ」がある。この種の建物は、これ以外は専ら北アフリカに存在する。ローマ時代の出土品は、タイレンホーフェンのローマ時代のパレード用兜と、ヴァイセンブルクのローマ要塞から出土した多くの神像がある。

### 古代後期から中世後期まで

#### アレマン人（253年頃から）、フランク人（500年頃）、キリスト教化
おそらく253年頃に、アレマン人の襲来によってローマ人は南のドナウ川の対岸に退却した。ディッテンハイム近郊から、この地域を管理するためのアレマン人の山城ゲルゲ城が発見された。

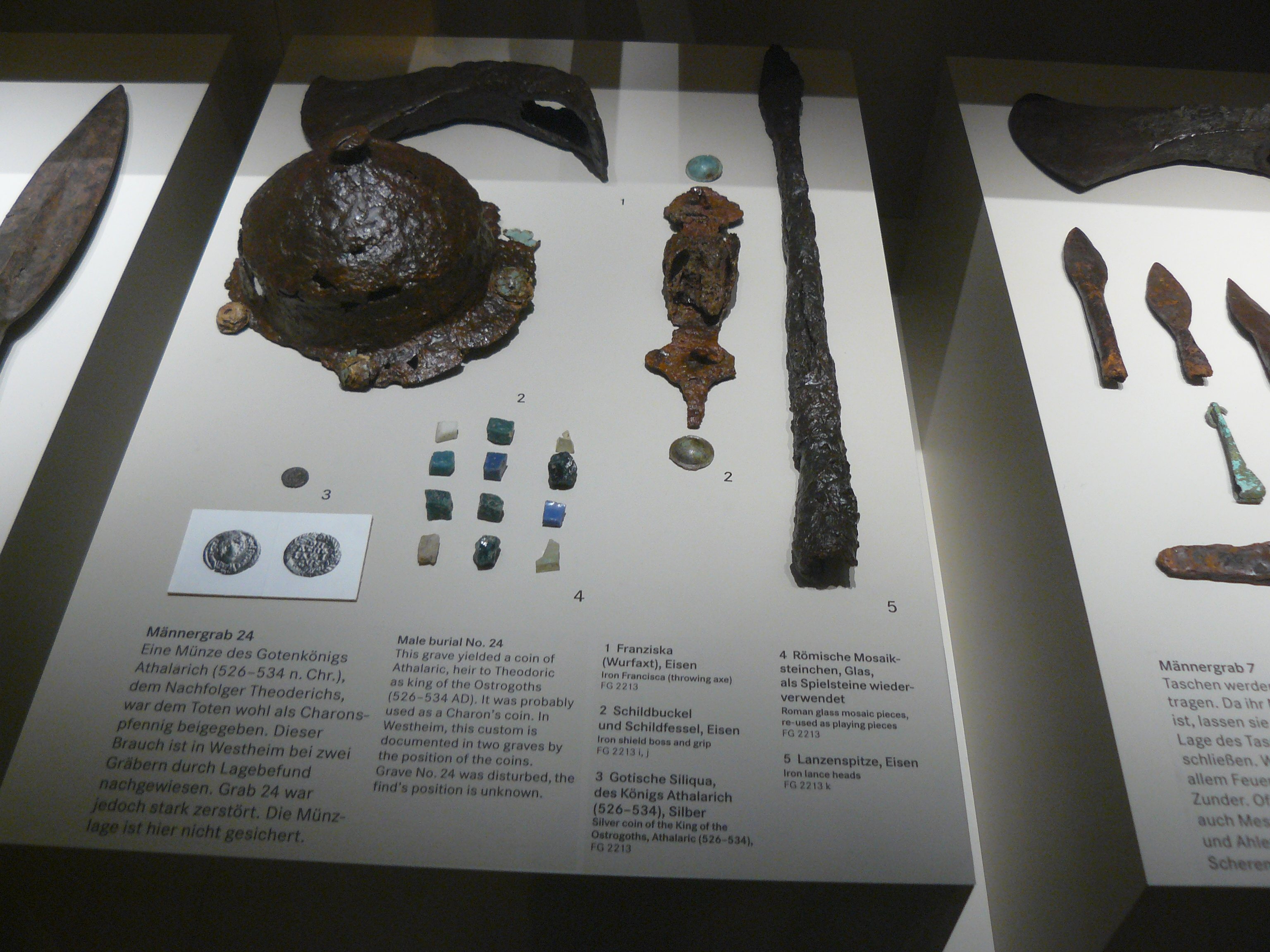
ヴェストハイムのメロヴィング朝の墓から出土した副葬品

メロヴィング朝初期にヴェストハイムの墓地が建設された。これはフランク人がアレマン人を征服した直後の6世紀初めに建設された。この種のものとしてはミッテルフランケン最大のヴァイセンブルクの墓地も同じ頃に造られた。この墓地には、フランク人およびテューリンゲン人の戦没者とその家族が葬られた。
フランク人の土地収用の結果、現在の郡域は、フランケン、バイエルン、シュヴァーベンの境界領域であるズアラフェルトガウの一部となった。シュヴェービシェ・レツァート川は、ズアラフェルトガウとノルトガウとの境界線となった。
5世紀末にフランク王が採ったキリスト教化政策は、当初6世紀からアイルランド人修道士によって布教がなされた。その後8世紀からイングランド人（その一部は列聖された）が続き、一連の修道院設立が行われた。アイヒシュテット司教区設立後は、ヴニバルト（761年没）、ヴァルブルガ（779年没?）、ゾーラ（794年没）により布教が行われた。また、ハイデンハイム（752年）、ゾルンホーフェン（761年）、グンツェンハウゼン（823年以前）などに所領を有する修道院が設立された。郡内のオルトの多くがこの頃に初めて文献に記録されている。たとえば、トロンメッツハイム（750年）、ブーベンハイム（792年）、グンツェンハウゼン（823年）、ヴァイセンブルク（867年）、アルテンムール（888年）、ビースヴァング（889年）などである。この頃に多くの集落で最初の土着貴族が成立したが、その多くはすぐに消滅した。
アレマン人襲来直後にローマから放棄されたヴァイセンブルクは、750年頃には、王の行幸の際の王宮がある王領の中心地となっていた。ヴァイセンブルクは、867年に suburbium（城塞に属す城下町）とメロヴィング朝風の田舎の集落を伴う curtis（領主の城）として史料に現れる。

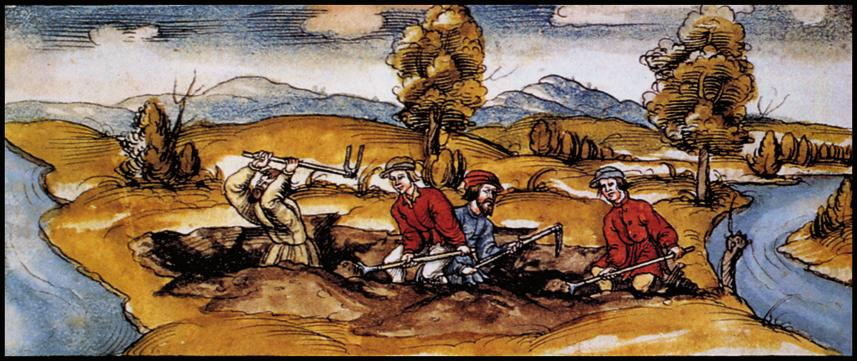
16世紀にローレンツ・フリースによって描かれたフォッサ・カロリーナ掘削の図

カール大帝の治世下、アルトミュール川とシュヴェービシェ・レツァート川とを航行可能とし、これによりライン川とドナウ川とを結ぶ運河「フォッサ・カロリーナ」の建設が試みられた。これは現在のライン・マイン・ドナウ運河の先駆けである。エルマンリヒ・フォン・エルヴァンゲンの Vita Sualonis によれば、アルトミュールは航行と貨物輸送に適した「navalibusque mercimonio aptum」（交易と行軍のため）の川であるが運河が完成したかどうかは定かでない。同時代の史料の多くが運河が完成し、利用可能であったとしていることから、土壌と天候の悪条件がプロジェクトを中断させたというこの年代記者の記述は不正確であると考えられる。しかしほとんど利用されることなく建設後間もなく放棄されたのは、運河を通るのに多大な費用・労力が必要であったためであった。その費用は、日々商売を行う商人には見合わないものであった。フォッサ・カロリーナの長さ約 500 m の水路と、掘り出した土でできた高さ 10 m の土手が遺されている。

#### レヒスゲミュント＝グライスバッハ伯領、ヴァイセンブルク自由帝国都市、ドイツ騎士団管轄地域
中世盛期、この地域は様々な教会および世俗の領主に支配されていた。城主や地元の貴族家は数世紀の間に多くの砦や城館を建設し、そのいくつかは完全な形で、他のいくつかは遺跡となって現在に遺されている。現在の郡域は9世紀以降レヒスゲミュント＝グライスバッハ伯の勢力下に置かれていた。ホーエンツォレルン家は巧みな買収政策によってニュルンベルク城伯領の支配権を獲得した。その支配地域から後にホーエンツォレルン家のブランデンブルク＝アンスバッハ辺境伯領が成立した。
ヴァイセンブルクは1150年から発展を続け、城壁で囲まれながら計画的に拡張し、1170年に都市となった。しかし、cives が記述されるのは1241年が初出であった。cives とは、市の有する特権に基づき、選挙権や集会権を有する都市の住民である。1302年には consules（執政官）の記述があり、1350年頃に市議会が王の都市支配者であるシュタウフェン家の官僚から解放された。史料に consules が現れたことは、街が自らの問題を議論し、権利を検討するために集会を持ち、委員会 (consulatum tenere) を形成するといった権利が確立したことの明白な証拠である。1358年に市の権利に関する文書記録が始まり、1377年に新しい議会法が制定された。市の南に成立した衛星集落を併合した1370年以後の市域は、全部で 26 ha で、約2,000人が住んでいた。
ヴァイセンブルクは1296年から「帝国都市」と記述されており、その地位を維持した。しかし経済的には帝国都市ニュルンベルクが上位にあり、単に地方商業にとっての重要都市に過ぎなかったヴァイセンブルクは破産してしまった。これは主に、1470年から1476年の市庁舎建設、1459年からの完成していなかった新しい教会塔の建設、新しい市壁、病院の建設、あるいは1465年のズッファースハイム村の購入といった巨額の支出によるものであった。1481年の破産後、皇帝フリードリヒ3世はすべての市議会議員を入れ替え、現在の形の新しい紋章を授けた。1481年の年間収入が3,900グルデンであったのに対して、支出が12,000グルデン、負債が12万グルデンと、帝国直轄権はこの脅威に10年間さらされ続けた。
病院施設を原点とするエリンゲンは、ドイツ騎士団フランケン管区の首邑に発展した。騎士団は多くの集落で所領を獲得した。たとえばリーター・フォン・コルンブルク家はカルベンシュタインベルクの所領、シェンク・フォン・ガイエルン家はガイエルンの所領、トルーエンディンゲン家はハーネンカム地域の所領、グンデルスハイム家はグンデルスハイムの所領、レッヒェンベルク家はオストハイムの所領、エッティンゲン家はシュピールベルク城を獲得した。12世紀初めに初めて登場するミニステリアーレのパッペンハイム家は1420年からライヒスエルプマーシャル（直訳: 帝国世襲元帥）の称号を名乗り、バイエルンからフランケンを護った。
アイヒシュテット司教領主は、1302年にザントゼー城とプラインフェルト周辺地域を獲得した。おそらく11世紀に創建されたペーター・ウント・パウル修道院は、フルダ修道院、ザンクト・ガレン修道院およびアウハウゼン修道院と同様に多くの所領を獲得した。独立自営農民の村が現在のヘヒリンゲン、アウエルンハイム、ノルトシュテッテンに形成された。
この経済的および政治的に重要度の低い地域も、優勢な勢力と隣接する中心地の戦争に巻き込まれた。バイエルン＝インゴルシュタット公ルートヴィヒ7世とバイエルン＝ランツフート公ハインリヒ16世との間の1420年から1422年のバイエルン戦争は、アルトミュールタール下流域とハーネンカムに甚大な影響を及ぼした。この戦いでデッテンハイム、オーバーホーホシュタット、ゾルンホーフェンが焼き払われ、ドルンハウゼンが広範囲にわたって破壊された。1449年には、帝国都市ヴァイセンブルクがニュルンベルクと同盟して、アンスバッハ辺境伯と戦った（第一次辺境伯戦争）。その家系が1413年からブランデンブルク辺境伯の位を得ていたアルブレヒト・アヒレスはニュルンベルクの抵抗に反して領土支配を目論み、1440年にアンスバッハを占領し、1445年にメルゲントハイム同盟を結んだ。フランケンの帝国都市周辺では、あちらこちらで周囲 20-30 km の円状に破壊がなされ、1449年から1450年にミッテルフランケンでは国土の広い範囲が荒廃した。
この地方の都市にとって広域交易路からもたらされる経済的利益は制限されたものであったため、この地域は最も重要な交易都市と連携した。後に自転車道となったヴァイセンブルガー・シュタイクはヴァイセンブルクからニュルンベルクを結んでいた。マルティン・ルターはローマからニュルンベルクへの帰り道にこの街道を利用し、アウクスブルク帝国会議への行き来にもこのルートをたどった。ヴァイセンブルクは、フランスから南東ヨーロッパへ向かうニーベルンゲン街道と、18世紀に初めてその名が現れる北ドイツとイタリアとを結ぶベルンシュタイン街道が交差する地点にあたる。この街には旅館や税関が設けられ、交易路を護るために領主は城塞や防衛施設を築いた。
ユダヤ人がいつ頃からこの郡域に住み始めたかは定かでない。1296年のリントフライシュ・ポグロムと1348年/49年のポグロム（ユダヤ人排斥運動）でヴァイセンブルクのユダヤ人が殺害されている。この頃にはグンツェンハウゼンにもユダヤ人が住んでいた。最も古い証拠は1334年のものである。ポグロムの後、1374年に再びユダヤ人が住んでいたことが証明されている。1480年のアイヒシュテット司教区のユダヤ人コミュニティに関する記述では、グンツェンハウゼンに多くのユダヤ人家族が住んでいることが記されている。

### 近世、近代

#### フランケン帝国クライス、宗教改革、魔女狩り

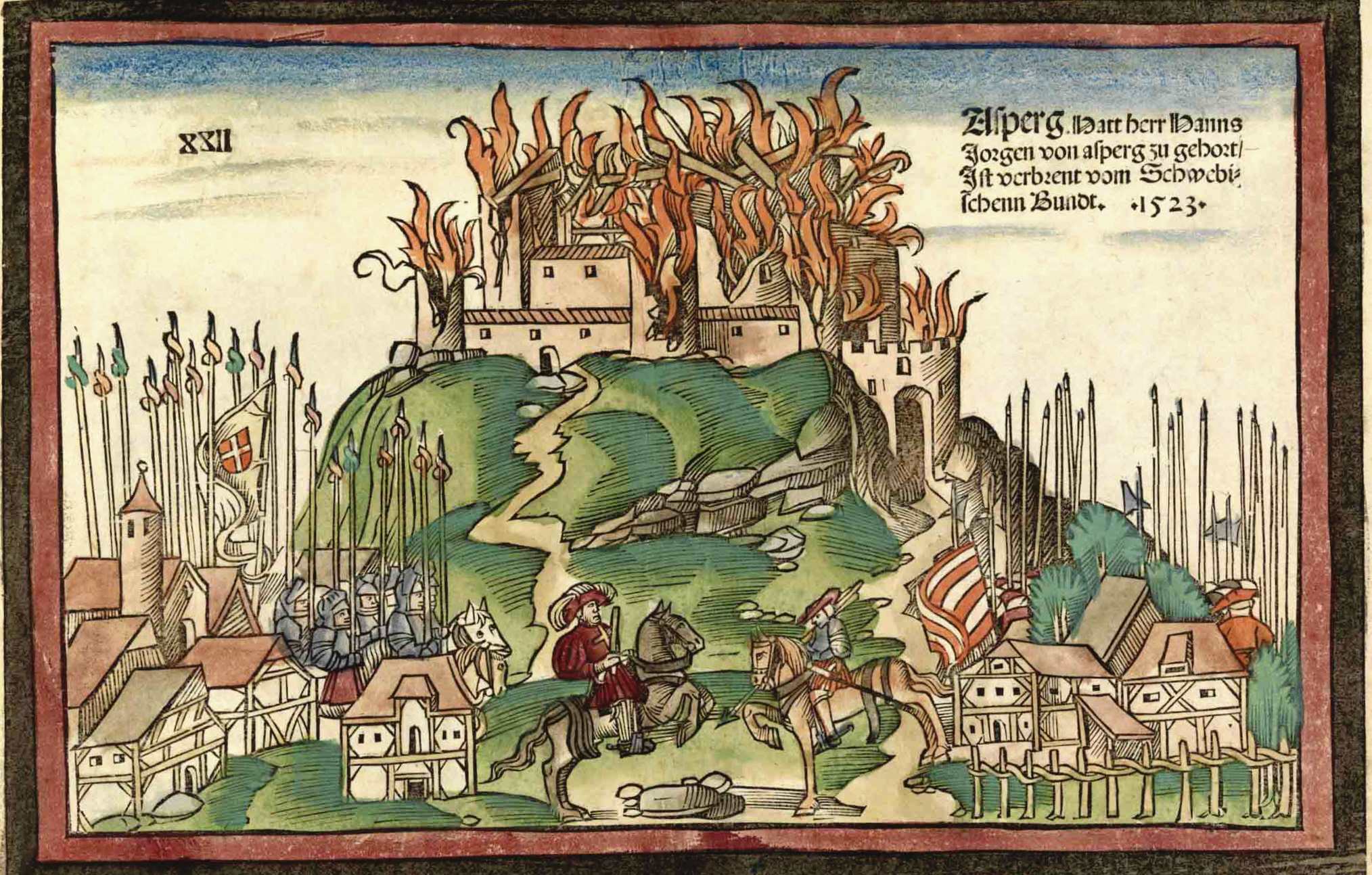
アプスベルク城の落城を描いた、ハンス・ヴァンデライゼンによる1523年の木版画

フランケン帝国クライスは、1500年にマクシミリアン1世によって、神聖ローマ帝国のラント平和（治安維持）を改善・保持するために創設された。帝国都市ヴァイセンブルク、アイヒシュテット司教領、アンスバッハ辺境伯領がこれに含まれた。これに対して、パッペンハイムやその他の貴族家はフランケン騎士クライスの成員であった。現在の郡域は騎士カントン・アルトミュールの領域に含まれる。アプスベルクのフェーデで1523年にシュヴァーベン同盟は、アプスベルク家出身の強盗騎士ハンス・トーマスを支援する領主が所有する多くの騎士の城を破壊した。現在の郡域では、ベロルツハイム城とアプスベルク城が完全に破壊された。
ゲオルク辺境伯は1528年にアンスバッハ辺境伯領の宗教改革を行った。1530年11月15日にアウクスブルク信仰告白に署名がなされると、帝国都市ヴァイセンブルクはこれにしたがった。パッペンハイム家とシェンク・フォン・ガイエルン家もこの新しい信仰を受け容れた。宗教改革は、1528年にヴェンゲン、1529年にウンターアスバッハ、1532年にラウベンツェーデル、1535年頃にマリアブルン、1543年にベルゲン、1545年にヴァハシュタイン、1559年にエールへイムと広がっていった。

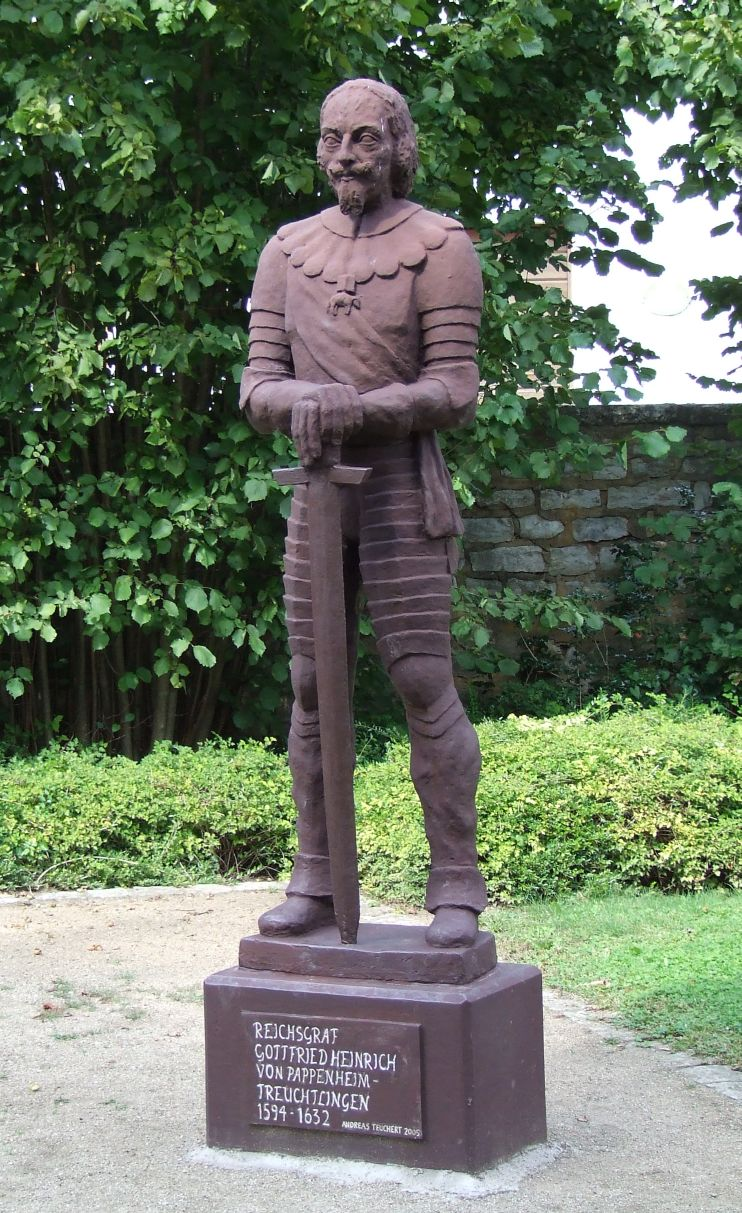
トロイヒトリンゲンに建つゴットフリート・ハインリヒ・ツー・パッペンハイムの像

ドイツ騎士団とアイヒシュテット司教領主の所領だけがカトリックの地域として残った。対抗宗教改革の努力は最終的に失敗に終わった。カトリック連盟の将軍ゴットフリート・ハインリヒ・ツー・パッペンハイムはトロイヒトリンゲンを一時的にカトリックに戻しが、有力貴族家の改宗はアンスバッハ辺境伯によって阻止された。
ドイツ農民戦争では、1525年にレツァート地方の貴族が反乱軍に逐われてアンスバッハに逃げ、そこでカジミール辺境伯の軍に加わった。しかし4月3日の会議では、アンスバッハ辺境伯の主導権を容認したのがアイヒシュテット司教領主だけであったため、反乱に対する行動について何の結論も出せなかった。隷農もドイツ騎士団と同様に反乱軍に合流し、アイヒシュテットでは4月2日に200人の布職人が漁業権の回復を要求した。この事は、多くの場合農民たちは自らの「古い権利」の回復を要求して蜂起したことを良く物語っている。反乱農民たちはアイヒシュテット司教ガブリエルとアイヒシュテット市議会に対して門を開くよう要求した。バイエルン選帝侯が介入し、アイヒシュテットは軍事衝突を回避したが、バイエルン側はこれを利用した仲裁を検討はしながらも実行しなかった。1525年5月7日、オストハイム近郊のレーヒェンベルクで、反乱農民たちはカジミール辺境伯の軍勢に酷い敗北を喫した。しかし辺境伯は5月29日にグレゴール・フォン・ブルクベルンハイムが率いる農民軍に敗れた。農民は6月2日に最終的にシュヴァーベン同盟に敗れ、当時としても残忍な復讐が行われた。アイヒシュテット司教は、農民戦争の本質的な原因が再洗礼派の活動にあると見なし、1528年に2つの命令を再洗礼派に対して発したが、その活動を抑止することはできなかった。
アイヒシュテット司教領で最初に魔女狩りが始まったのは1411年であったが、追求がピークに達したのは1590年頃であった。エリンゲンでは1590年以前にすでに少なくとも70人が魔女として処刑されている。ヴァイセンブルクでは1590年に騎士団の圧力やニュルンベルクでの鑑定に基づく訴えにより2人の女性が火刑に処された。1591年5月には拷問の過程で1人が死亡した。「魔法と魔術の重犯罪的悪徳根絶のための」一般通告が1593年10月12日に発出された。アイヒシュテット司教領で少なくとも426人が犠牲になった迫害は1637年まで続いた。魔女に関する法令は1696年まで保持された。これまで専門家でない一般大衆に対して魔女狩りの実態を伝える努力はなされていない。

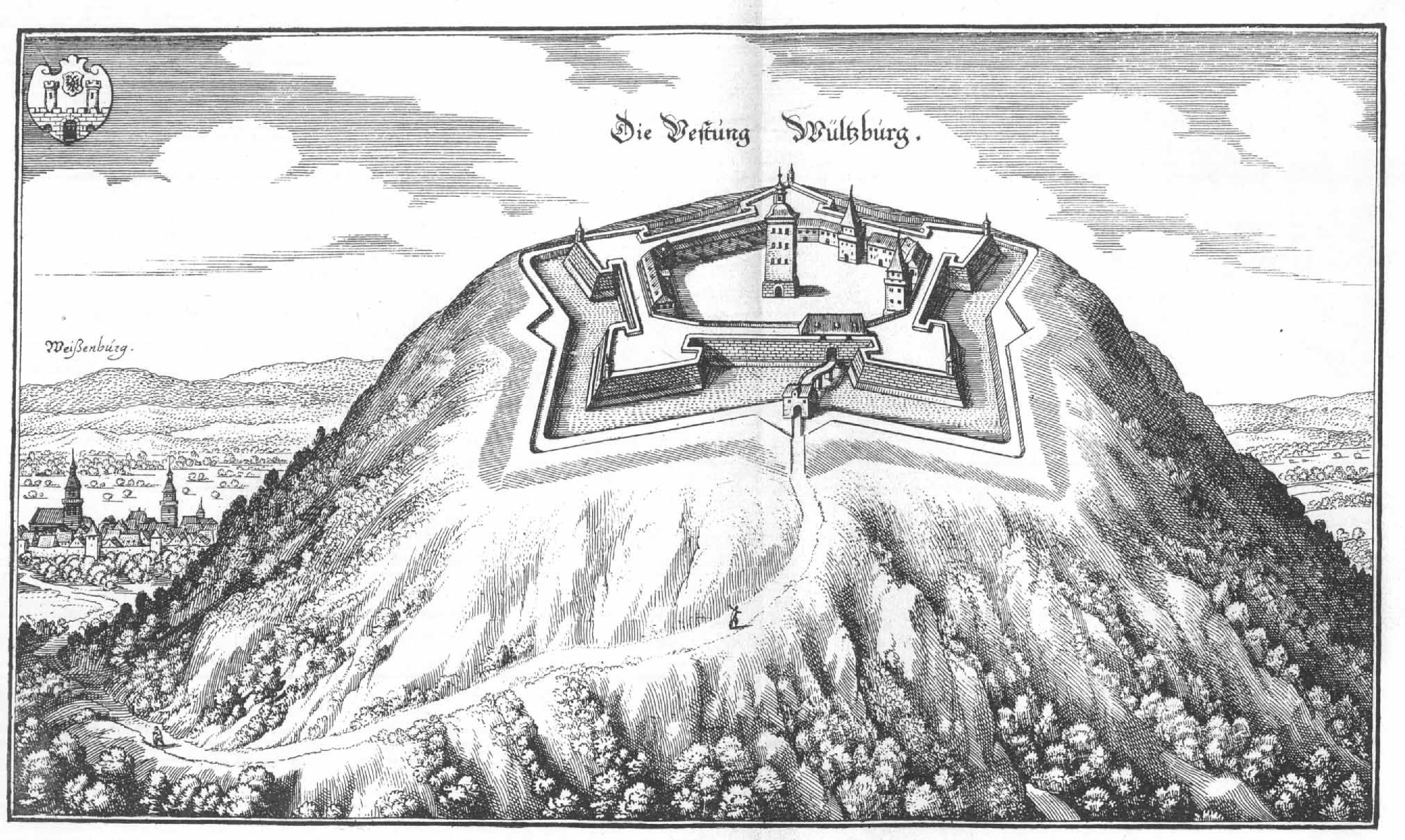
1656年に出版されたマテウス・メーリアンの銅版画に描かれたヴァイセンブルクのヴュルツブルク要塞

#### 宗教戦争、プロイセン領アンスバッハ、ユダヤ人コミュニティ
1618年に始まった三十年戦争は、1631年までこの地域に被害を及ぼさなかった。しかしその後、ほぼ全ての村が焼き払われたり、破壊されたりした。この地域の人口は減少し、ペストなどの疫病に苦しめられた。戦争とそれによってもたらされた飢餓や疫病によりフランケンの人口は 40 - 70 % 減少した。戦争の過程で、たとえばプフォフェルト近郊の聖十字架礼拝堂や、エリンゲンのドイツ騎士団地方管区、パッペンハイム城などが焼き討ちされた。特にハーネンカム地域は甚大な被害を受けた。1631年にティリー伯の軍勢がヴュルツブルク要塞を占領し、皇帝軍のこの地域の主要拠点とした。
戦後の復興の際、オーストリアやフランスから大量のプロテスタント信者が流入し、アンスバッハ辺境伯領やその他のプロテスタント系の領邦や都市に住んだ。フランスからは、1680年から1730年までの間に38,000人から44,000人、その後も約4,000人がアンスバッハ辺境伯領やブランデンブルク＝バイロイト辺境伯領に定住した。
スペイン継承戦争では、ヘーヒシュテット近郊でのフランケン帝国クライスの敗戦後この地域を防衛するために、21の城砦からなる国土防衛ライン「ヴァイセンブルガー・ライン」が設けられた。これはオーストリア側についた帝国ラクイスを、フランス側として戦っていたバイエルンから護るためであった。フランス軍はこの頃、パッペンハムとその破壊された城およびトロイヒトリンゲンを獲得していた。フランスが2回目の戦争で敗北したことからこの防衛ラインは完成しなかった。デッテンハイム近郊の森の中にシュテルン城砦が良い保存状態で遺されている。この城砦の規模は対角線が 60 m ほどの大きさである。他の正方形の砦は一辺が約 22 m である。
最後のアンスバッハ辺境伯カール・アレクサンダーがその領有権を放棄したため、アンスバッハ辺境伯領は1792年にプロイセン領に編入された。これは同時に帝国直轄であった領邦がプロイセン領の下に陪臣化されたことを意味している。このような個人や勝利地域の権利を包括的に変化させ、統合していく過程は、時に暴力的な手段を交えながら1898年まで続いた。
ヨハン・カスパー・ブントシューは18世紀末に、アルトミュールは裕福であることで知られているが、少し離れたラングラウ、ブロムバッハ、ハーネンカンプ地域などの住民は貧しく、小さな藁葺きの家に住んでいる、と報告している。

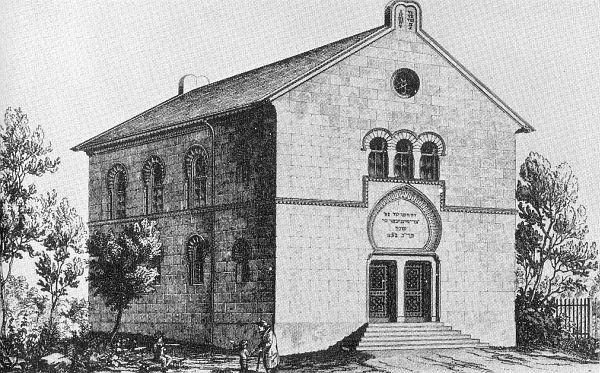
ハイデンハイムの旧シナゴーグ

アイヒシュテット司教領では、クロンハイムだけに1658年からユダヤ人が住んでいた。トロイヒトリンゲンではこの地域で最も重要なユダヤ人コミュニティが存在していた。この組織は、1741年にプファルツ＝ノイブルク公領からすべてのユダヤ人が追放された後に大きく拡大した。ユダヤ人コミュニティは、アルテンムール（18世紀前半から）、エリンゲン（1540年から）、クロンハイム（17世紀初めから1630年、1650年から1938年まで）、トロイヒトリンゲン（1348年頃と1540年以降）、ヴァイマースハイム（1770年以前から19世紀末まで）、ディッテンハイム（1773年以前から1880年頃まで）、パッペンハイム（1314年以前から1935年まで）、マルクト・ベロルツハイム（1631年から1938/42年まで）、ハイデンハイム（1714年以前から1938年まで）にあった。グンツェンハウゼンのユダヤ人コミュニティは14世紀にまで遡り、1539年と1560年に大部分が解体された。1583年に再び小さなシナゴーグが設けられた。17世紀前半にグンツェンハウゼンはアンスバッハ侯領で最も重要なコミュニティの1つとなり、1693年まで地域のラビの所在地であった。ヘリーデンからのユダヤ人追放後（1714年）、その数人がグンツェンハウゼンに定住した。1714年にグンツェンハウゼンには、28家族の納税義務のあるユダヤ人が住んでいた。1755年にはその数は55家族となった。住民の何人かは、ライプツィヒのメッセに現れた新しい経済的競合者について不満を漏らしている。1803年のバイエルンのユダヤ勅令に従って、19世紀中頃からユダヤ人の数は減少していった。この勅令では、町ごとにユダヤ人の最大人数が規定されていた。ミッテルフランケンには1840年時点でユダヤ人学校が55校あった。アルテンムールのユダヤ人学校は1831年に設立された。

#### バイエルンへの編入（1803年から）、近代的行政
ナポレオン戦争の時代、この地域はプロイセン王国、ロシア帝国、オーストリア大公国、バイエルン選帝侯領の軍隊に繰り返し占領された。1803年の、ナポレオンの圧力を受けた帝国代表者会議主要決議に基づく世俗化、陪臣化により、後のバイエルン王国は現在の郡域の大部分を獲得した。ヴァイセンブルクは帝国直轄権を失い、初めはプロイセン領となった。いわゆる「リッターシュトゥルム」（直訳: 騎士の嵐。帝国直轄であった騎士の陪臣化）で、1803年からバイエルンはしばしばいくつかの村を含むだけの小さな騎士領を獲得した。プロイセンは、1792年に獲得したアンスバッハの領土を1806年にバイエルンに移譲しなければならなくなった。ライテンブーフは1803年にトスカーナ大公フェルディナントのアイヒシュテット侯領となったが、1806年にバイエルン領となった。
多くはフランスをモデルとして、国家行政が著しく合理化された。「Bürger」（市民）個人が国家により把握され、特別な権利はほとんど排除された。1808年にヴァイセンブルク、グンツェンハウゼン、プラインフェルト、ハイデンハイムに地方裁判所（当時は司法と行政を兼ねていた）が設けられ、当初はアルトミュール郡、1810年からはオーバードナウ郡、1817年からはレツァート郡に属した。レツァート郡は1838年にミッテルフランケンと改名された。1808年/1811年の市町村令により、現在の自治体が形成された。1852年にかつてのエリンゲン領主裁判所およびパッペンハイム領主裁判所からエリンゲン地方裁判所とパッペンハウゼン地方裁判所が形成され、1862年からヴァイセンブルク地方裁判所とともにヴァイセンブルク行政管区が成立した。グンツェンハウゼン地方裁判所とハイデンハイム地方裁判所はグンツェンハウゼン行政管区に統合された。ヴァイセンブルク市は1863年7月16日にヴァイセンブルク行政管区から分離され、郡独立市となった。1880年、グンツェンハウゼン行政管区は、廃止されたハイルスブロン行政管区から4つの町村を併合して拡大した。これらの行政管区からラントクライス（郡）が形成された。

#### 工業化と鉄道開通
19世紀には、ヴァイセンブルクに数多くのレオニシェ製品（細い針金で作った網状の装飾品）の職人が多く住んでいた。1849年に、現在の郡域を通る王立バイエルン邦有鉄道のルートヴィヒ南北線のプラインフェルト - グンツェンハウゼン - クロンハイム - ネルトリンゲン区間が開通した。アンスバッハ市は自前でグンツェンハウゼンまでの鉄道を建設し、1869年にバイエルン邦有鉄道によってトロイヒトリンゲンまで延長された。同時にプラインフェルトからヴァイセンブルクを経由してトロイヒトリンゲンに至る接続線が建設され、この路線は1870年にアルトミュールタールを通ってアイヒシュテットおよびインゴルシュタットまで行けるようになった（ミュンヘン - トロイヒトリンゲン線）。トロイヒトリンゲンからフレンキシェ・アルプを越えてドナウヴェルト - アウクスブルク方面へ向かう路線は1906年に開業した。

#### 世界大戦、ナチ時代（1945年まで）とユダヤ人迫害

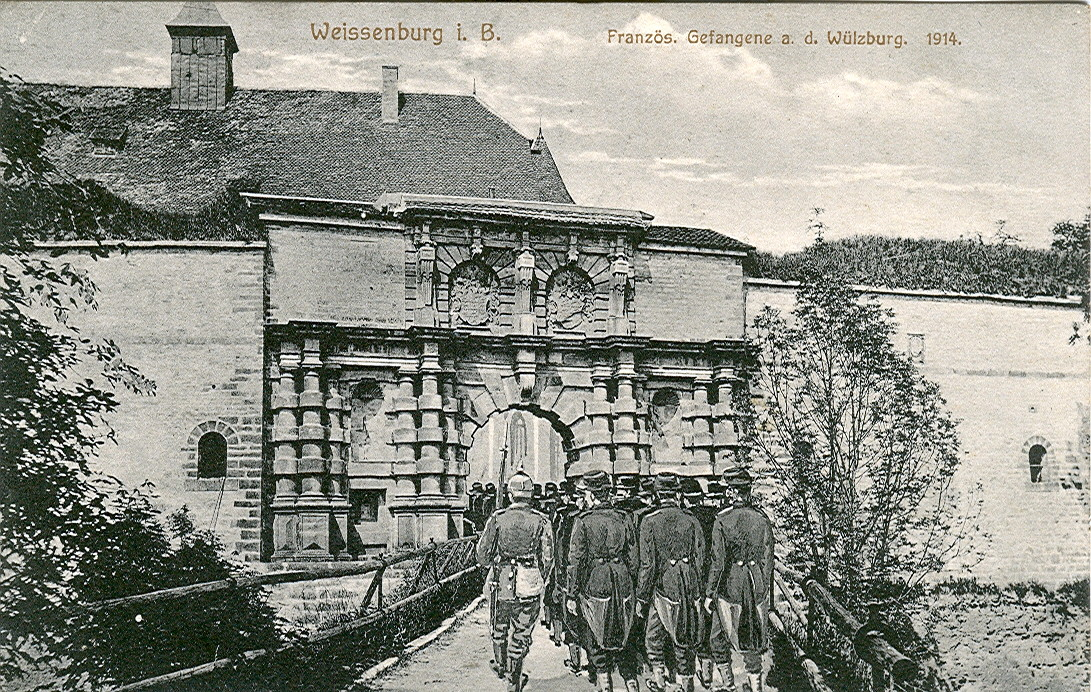
1914年、ヴュルツブルク要塞のフランス人捕虜の絵葉書

第一次世界大戦でヴュルツブルク要塞は戦争捕虜収容所として利用された。1918年、後にフランス大統領となるシャルル・ド・ゴールが戦争終結の1918年11月までここに収監されていた。第一次世界大戦での死者は2,372人とされている。
ミッテルフランケンのプロテスタンティズムは国家社会主義と非常に近しかった。NSDAPはミッテルフランケンのガウ指導者ユリウス・シュトライヒャーの下、1920年代末頃に非常に強大になっていった。グンツェンハウゼンはユダヤ人に対する差別が際だった最初の都市の1つであった。この街では1933年4月にドイツ国で最初のヒトラー記念碑が建立された。それ以前の3月にはすでにユダヤ人の肉屋の息子が重傷を負わされている。1934年3月25日、ナチ党の権力掌握後ドイツで最初期のポグロム（ユダヤ人排斥運動）の1つがグンツェンハウゼンで起こった。これは「パルムゾンタークスポグロム」（直訳: 棕櫚の主日のポグロム）あるいは「ブルートパルムゾンターク」（直訳: 流血の棕櫚の主日）と呼ばれる。突撃隊中尉クルト・ベールが率いる地元の突撃隊とともに暴徒たちが（人口5,600人中1,000から1,500人が参加した）ユダヤ人の住居を襲撃し、約30人（一説には35人）を捕縛し、地元の牢に投獄した。これにともなう暴力行為により、マックス・ローゼナウとヤーコプ・ローゼンフェルダーが死亡した。この襲撃は世界中で報道された。ニューヨーク・タイムズ、マンチェスター・ガーディアン、ノイエ・ヴィーナー・ジャーナルは、アンスバッハの判事が裁判中に「浄化の嵐」と矮小化した暴力事件について記事を書いた。逮捕者の大部分は数日で解放されたが、ヴァイセンブルクのレオンハルト・バウムゲルトナーは数ヶ月間「保護下」に置かれ、旅館の主人であったジーモン・シュトラウスは1934年7月15日にクルト・ベールによって殺害された。1938年11月のポグロム（水晶の夜）には郡内の数多くのユダヤ人コミュニティが暴力的に解体された。

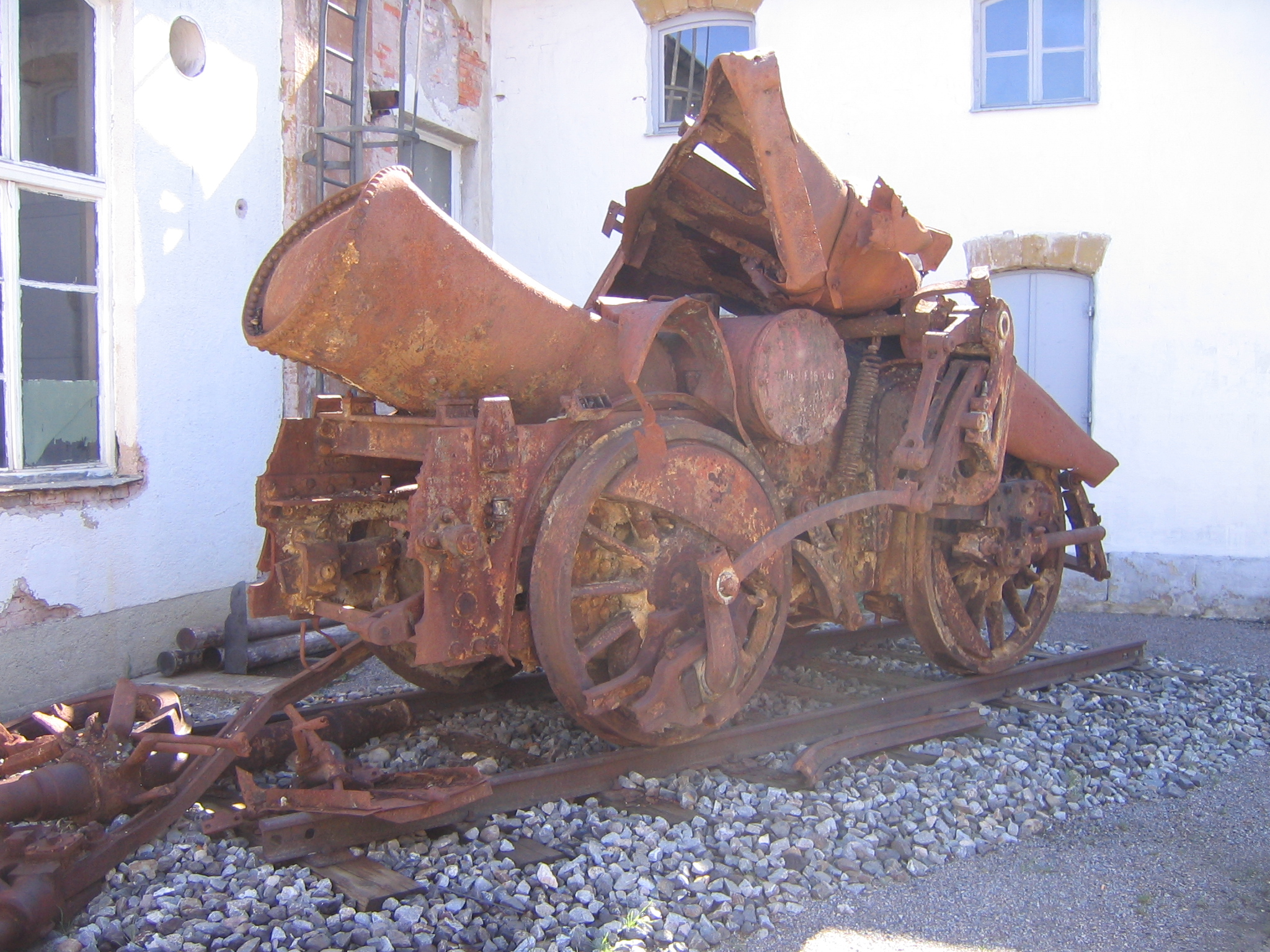
1945年4月11日のトロイヒトリンゲンの爆撃で破壊された機関車の残骸。現在はネルトリンゲンのバイエルン鉄道博物館に展示されている。

第二次世界大戦中ヴュルツブルク要塞はソヴィエト人戦争捕虜のための収容所となった。ファルガルテンにはロシア人墓地がある。ここにはロシア人の商船水夫の墓が40基あるほか、プラハの作曲家エルヴィン・シュルホフの墓もある。

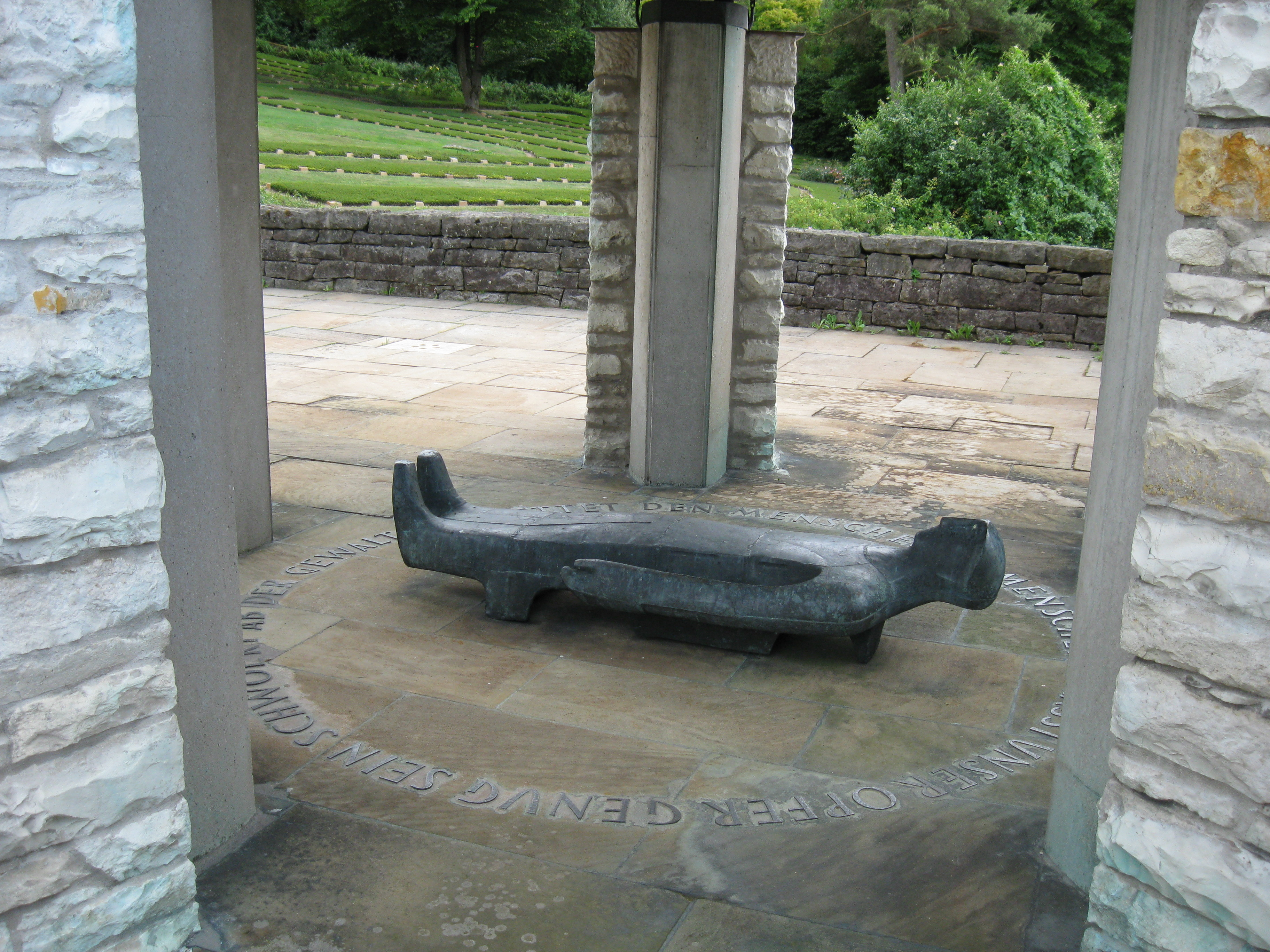
ナーゲルベルクの無名戦没者墓地

1945年2月23日、クラリオン作戦の一環として、この地域は連合国軍の空爆を受けた。特にトロイヒトリンゲン駅への攻撃は激しかった。駅とその周辺で合計600人が命を落とした。4月8日の別の攻撃では市の広い範囲が破壊されたが、死者はなかった。爆撃の犠牲者の多くはナーゲルベルクの戦没者墓地に埋葬されている。エリンゲンではクラリオン作戦で94人が死亡し、バロック建築の内市街は大きな被害を受けた。約 70 トンの爆弾が投下された。ヴァイセンブルクでは22人が死亡した。プラインフェルト、ゾルンホーフェン、グンツェンハウゼンも1945年に攻撃を受けた。1945年4月23日にアメリカ軍がヴァイセンブルクに入城して戦闘は終結した。

#### アメリカによる占領時代から2つの郡の統合まで
第二次世界大戦後、郡域はアメリカ管理地区に含まれた。ヴュルツブルクは、ズデーテンやシレジアの故郷を逐われた難民の収容所となった。このうち約25,000人がこの地域に住み着いた。1938年のトロイヒトリンゲンでのポグロムの責任者たちは、アメリカ占領地区では1946年から1947年にそれまでで最大規模のヴァイセンブルク・ポグロム裁判で有罪判決を受けた。このポグロムに参加した者たちは、1949年5月にアンスバッハの郡裁判所で裁きを受けた。5人が無罪、5人が3-8か月収監の有罪判決を受けた。
1960年代から多くの自治体で耕地整理や村の再開発が行われた。1970年7月16日にバイエルン州議会は、マイン＝ドナウ運河の水量を調整し、ノルトバイエルンの水不足を解消するためにミッテルフランケン南部にフレンキシェス・ゼーラントを建設することを決議した。1973年10月13日、低空飛行中のアメリカ軍戦闘機 F-4 ファントム II が M-113 装甲輸送車に接触し、トロンメッツハイムとカッテンホーホホシュタットとの間に墜落するという事故が起こった。2人のパイロットと装甲車の2人の乗員が死亡した。
バイエルン州の地域再編に伴い、1972年7月1日に以下の部分からなるヴァイセンブルク郡が新たに成立した。
- それまで郡独立市であったヴァイセンブルク。以後、大規模郡都市となった。
- 旧ヴァイセンブルク郡の市町村。ただしロート郡に移管されたミュールシュテッテンを除く
- 廃止された旧グンツェンハウゼン郡の市町村。ただしアンスバッハ郡、ドナウ＝リース郡、ロート郡に編入された12市町村を除く
- 廃止されたドナウヴェルト郡（シュヴァーベン行政管区に属していた）のグンデルスハイムとメーレン。
- 廃止されたヒルポルトシュタイン郡のビーブルクとヴェンゲン。

この新たな郡は1973年5月1にtにに現在の名称であるヴァイセンブルク＝グンツェンハウゼン郡となった。この地域再編でシュトプフェンハイムは1349年に授与された市場開催権を失った。1976年にアルテンムールとノイエンムールが合併し、ムール・アム・ゼーが創設された。
かつてのグンツェンハウゼン郡とヴァイセンブルク郡には、1970年代に地域改編が始まるまで131の市町村があった、このうち30市町村が残っており、このうち3町村はアンスバッハ郡に編入されている。

## 行政

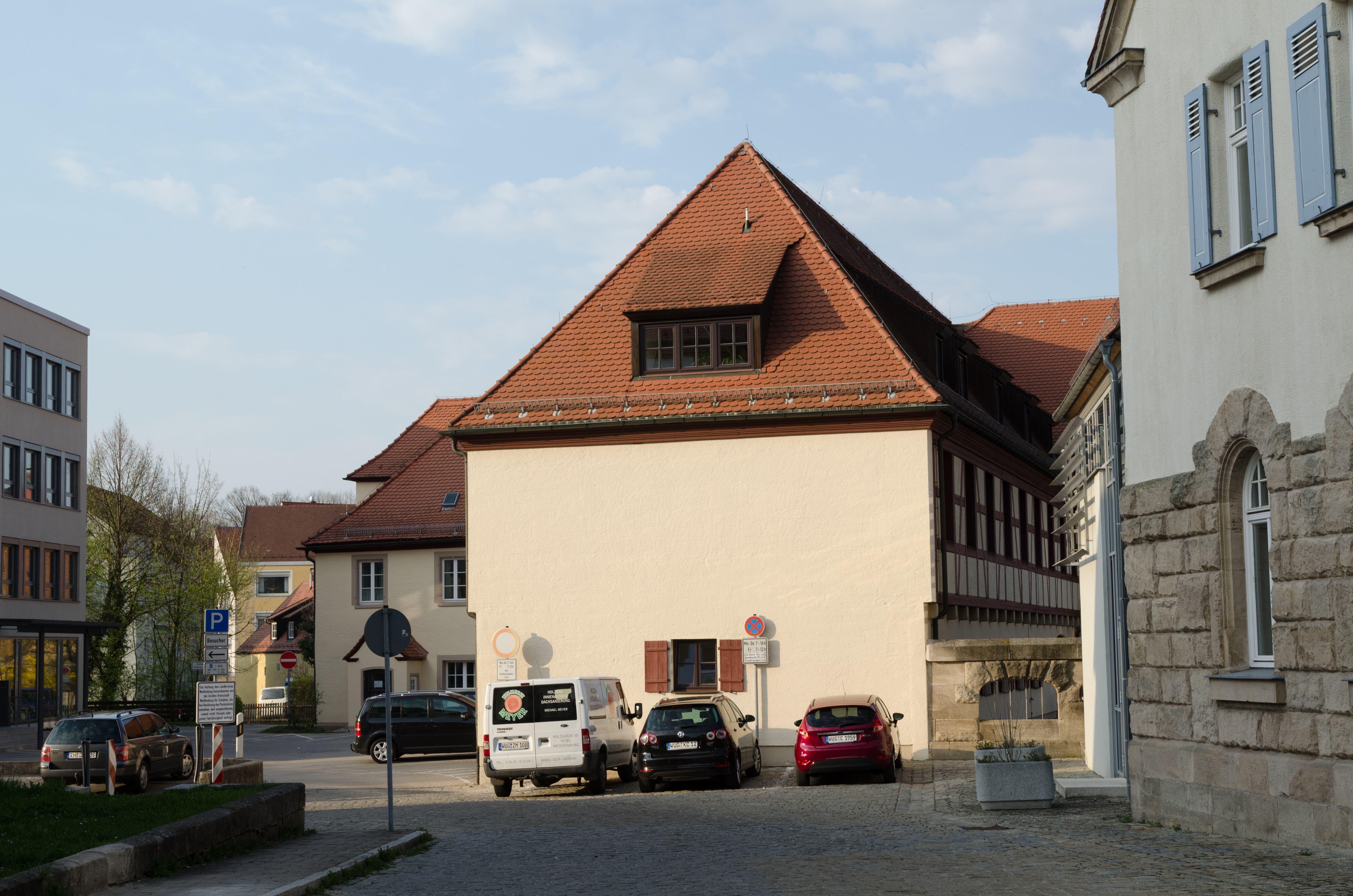
ヴァイセンブルク＝グンツェンハウゼン郡の郡庁舎 C棟

### 郡長
郡長は、郡の法的な責任者で代表者であり、郡議会および郡の委員会の多くで議長を務める。郡長は郡役場を統率する郡の役人でもある。さらに郡行政の日常的な業務も担っている。2020年からマヌエル・ヴェストファール (CSU) が郡長を務めている。
- 1972年 - 1996年: カール・フリードリヒ・ツィンク（当初は無所属、1975年から CSU）それ以前はグンツェンハウゼン郡の郡長を務めた。ミッテルフランケンで最古参の郡長であった。
- 1996年 - 2008年: ゲオルク・ローゼンバウアー (CSU) それ以前はオストハイム市長、バイエルン州議会議員を務めた。
- 2008年 - 2011年: フランツ・クサヴァー・ウール (CSU) 在任中の2011年8月22日に亡くなった。
- 2011年: ローベルト・ヴェストファール (CSU) 郡長代理として亡くなった郡長の業務を引き継いだ。
- 2011年 - 2020年: ゲルハルト・ヴェーゲマン (CSU) 2011年11月20日の選挙で選出された[124]。それ以前はバイエルン州議会議員を務めた。
- 2020年 - : マヌエル・ヴェストファール (CSU) 2020年3月15日の選挙で選出された[125]。

### 郡議会
| 政党         | 得票率 (%) | 議席数  |
| ------------ | ---------- | ------- |
| CSU          | 44.22      | 26      |
| Grüne        | 15.06      | 9       |
| Freie Wähler | 15.06      | 9       |
| SPD          | 16.01      | 10      |
| FDP          | 3.18       | 2       |
| ÖDP          | 4.32       | 3       |
| Die Linke    | 2.15       | 1       |
| 計           | 100.00     | 60      |
| 投票率       | 61.88 %    | 61.88 % |

郡議会は、6年ごとに郡内の有権者によって選出される。郡議会は市民の意思決定機関である。バイエルン州の郡法によれば郡議会は、基本的に、自らの活動範囲および委託された活動範囲における全ての重要事項を決定する。郡議会は、職務規程に定められた範囲で業務の決定あるいは少なくとも助言を行う委員会を設置する。ヴァイセンブルク＝グンツェンハウゼン郡の郡議会は60議席からなる。2020年郡議会選挙の政党別得票率の議席数を以下に記す。

### 郡役場
郡役場は多くの庁舎からなり、本庁舎はヴァイセンブルクの市立図書館に近い旧市街（バーンホーフ通り2番地）にある。この庁舎は多くの建物で構成されており、保護文化財に指定されている旧区裁判所や旧アウグスチノ会ヴァイセンブルク修道院の建物が含まれる。郡役場の施設は、ニーダーホーフェナー通り3番地やシュヴェルツガッセ1番地にもある。さらに分庁舎がグンツェンハウゼン（ゾネン通り37b番地）にある。本郡は10の目的連合に属している。

### 選挙
ヴァイセンブルク＝グンツェンハウゼン郡は、「アンスバッハ南ヴァイセンブルク＝グンツェンハウゼン選挙区」（州議会選挙）および「アンスバッハ連邦議会選挙区」に属している。ヴァイセンブルク連邦議会選挙区は1976年に廃止された。

### 財政
ヴァイセンブルク＝グンツェンハウゼン郡は、2012年12月31日時点で1540万ユーロの負債（副次予算を含む）を抱えていた。この値は、バイエルン州内で10番目に負債の少ない郡であり、ドイツ全体でも負債の少ない自治体トップ40に入る（2012年時点）。1人あたりの負債額は167ユーロで、バイエルン州平均の374ユーロよりもかなり少なかった。2019年時点での郡負債額は8362万7千ユーロ、住民一人あたりの負債額は885ユーロであった。
2019年の郡賦課金は 44.4 % で、バイエルン州で8番目に低い郡負担金である。2019年の総予算額は約1億2千万ユーロであった。
1994年から2004年までの間に郡の負債額は1年に平均 1.68 % 減少した。同じ時期の郡の総生産額は1年あたり 2.79 % 増加した。市町村の負債額は、全市町村の半分で減少しており、ミッテルフランケンでトップである。プフォフェルト、ヴァイセンブルク、ネンスリンゲン、アプスベルク、タイレンホーフェンでは1978年から2005年までの間に負債を約 92 % から 82 % 減少させた。バイエルン統計局によれば、2013年の時点で以下の市町村には負債がない: アプスベルク、ベルゲン、ハウンドルフ、ネンスリンゲン、プフォフェルト、ポルジンゲン、ライテンブーフ。
ヴァイセンブルク＝グンツェンハウゼン郡の地方税税収入は、2013年に6750万ユーロ、2015年に7631万ユーロ、2018年には約1億ユーロで、2015年に比べて23パーセント増額している。住民1人あたりの税額は1057.96ユーロでバイエルン州の平均以下である。2019年の土地税Bの収入は969万9千ユーロ、営業税収は3204万7千ユーロであった。

### 紋章と旗

ヴァイセンブルク＝グンツェンハウゼン郡の旗

図柄: 基部は銀と青のヴェア。その上は左右二分割。向かって左はさらに上下に四分割され赤と金色が交互に現れる。向かって右は金地で、分割線から現れる赤い爪と舌で威嚇する黒い鷲の半身。
解説: 1976年から用いられているヴァイセンブルク＝グンツェンハウゼン郡の紋章は、本郡の歴史を表しており、ヴァイセンブルク郡とグンツェンハウゼン郡およびヴァイセンブルク市の紋章要素が使われている。
赤と金色の上下分割のトルーエンディンゲン伯の紋章は、ブランデンブルク＝アンスバッハ辺境伯の旧オーバーアムト・ヘーエントリューディンゲンの紋章として用いられ、グンツェンハウゼン郡の紋章要素となった。
金地に帝国鷲の半身は帝国都市ヴァイセンブルクを表しており、市の紋章に用いられている。
銀と青のヴェア文様は、パッペンハイム伯を示しており、ヴァイセンブルク郡の紋章に用いられていた。
郡の旗は、等幅水平に二分割。上部は金地、下部は黒字である。旗の中央に郡の紋章が描かれている。

### 姉妹自治体関係、保護援助関係
何百万人もの故郷を逐われた人々が、ドイツへ逃れ、現在のヴァイセンブルク＝グンツェンハウゼン郡に住んだことから、郡内の多くの市町村が旧ドイツ領土であった自治体と姉妹都市関係を結んでいる。ヴァイセンブルクはカダニと、グンツェンハウゼンはヴェイプルティと、パッペンハイムはボホフと、ディッテンハイムはヴァーツラヴォフ・ウ・ブルンタール、エリンゲンはテルニツェと姉妹都市関係にある。さらにその他の国の都市や地域とも姉妹都市関係を結んでいる。
本郡は1962年からフィンランドの小都市オリマティラと援助協力関係を締結している。

## 文化と見所

### 建築

#### 城砦、城館、要塞

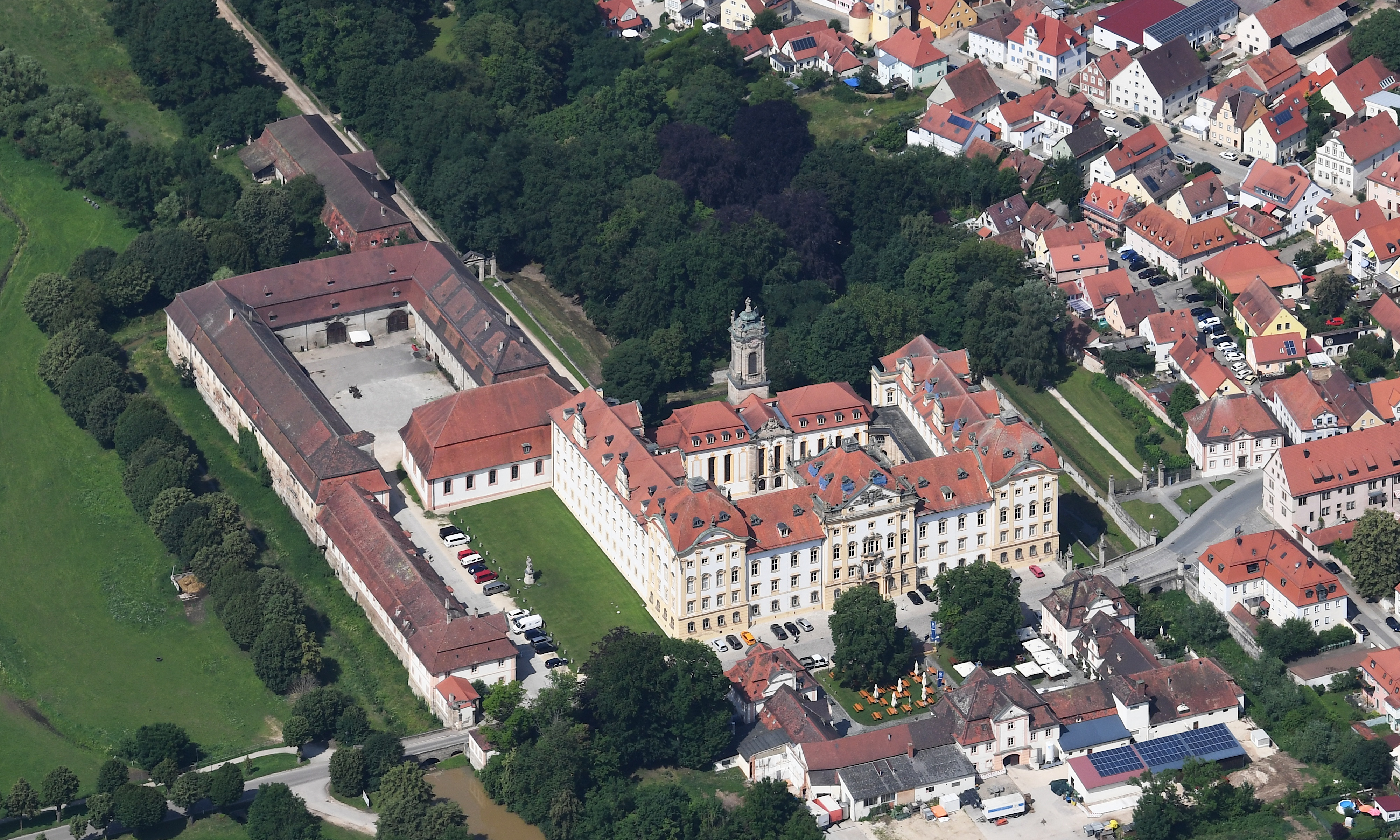
エリンゲン城

郡内には数多くの城館、城砦、城趾が点在している。特に有名なのがエリンゲン城である。ドイツ騎士団フランケン管区管区長の居館であったこの城は1708年から1760年頃にバロック様式で建設された。この城館の広い庭園とバロック様式のファサードはドイツ騎士団の裕福さを象徴している。パッペンハイム城はかつてのパッペンハイム家の拠点で、おそらく1030年頃に建設された。2つの部分からなるこの城は、フランケン最大級の貴族の館であり、この地域で最も重要な城趾の1つである。郡内のこの他の城趾には、たとえばトロイヒトリンゲンのオヴェーレ・ヴェステ（トロイヒトリンゲン城）やベヒタールの高台にあるベヒタール城がある。ヴァイセンブルクの高台にルネサンス様式で建造されたヴュルツブルク要塞は、ルネサンス時代特有の防衛施設の要塞として、ドイツ語圏に現存する数少ない作例の1つである。この建物は1969年から国の重要建築文化財に登録されている。フリードリヒ・シラーはその戯曲「群盗」でアルテンムール城を不滅のものにしている。

#### 教会と修道院

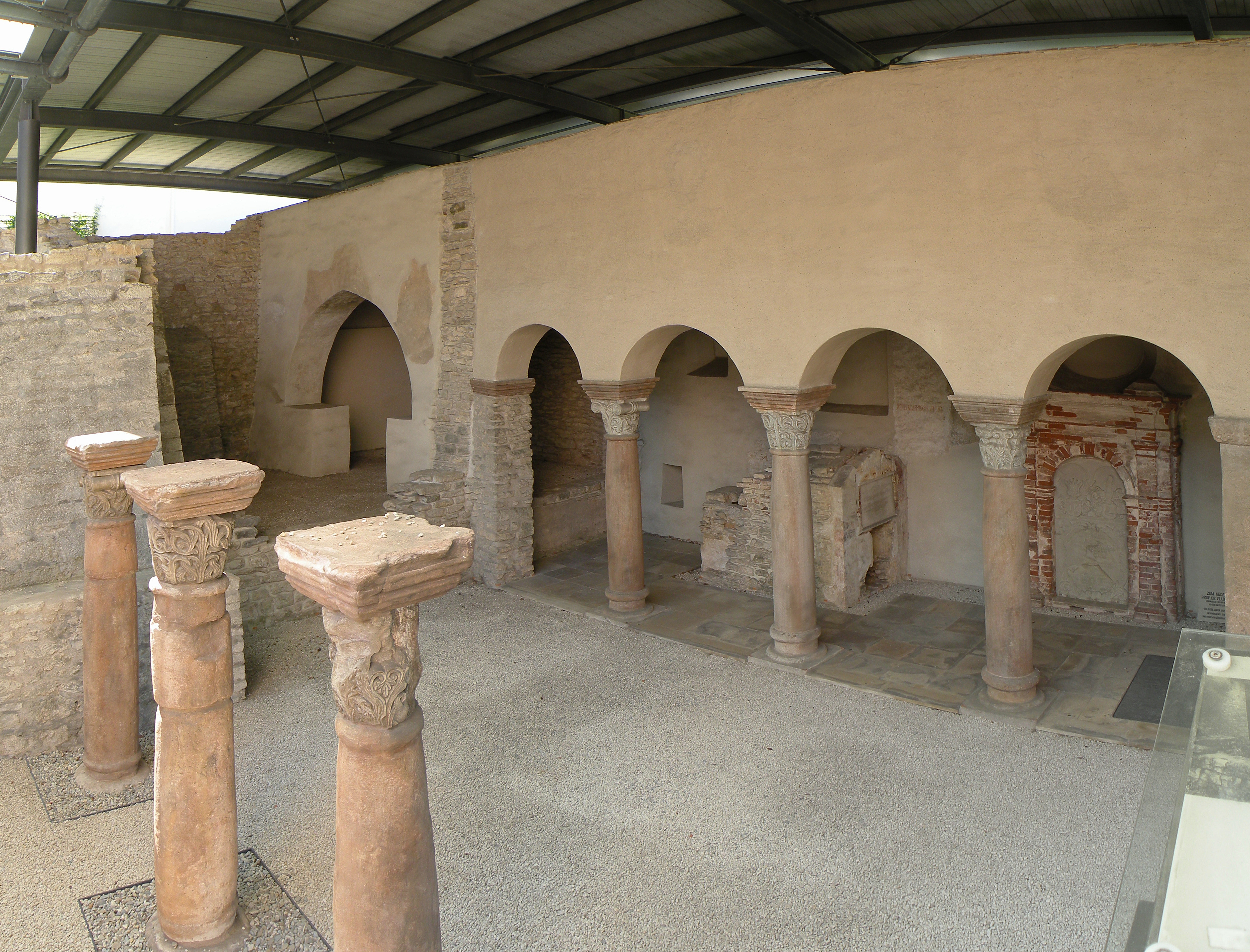
ゾーラ＝バシリカの遺構

本郡は様々な建築様式の教会が特に多いところである。ロマネスク建築、バロック建築、ルネサンス建築、辺境伯様式建築、歴史主義建築が入れ替わり、あるいはいくつもの建築様式が混交している。郡内には定期的に礼拝が行われている教会堂が154ある。教会の主な建築様式はコールトゥルムキルヒェ（内陣と教会塔が一体化した教会）であり、ザールキルヒェがこれに続く。巡礼教会はライテンブーフのブラジウス教会とズッファースハイム近郊のグントヒルディス礼拝堂がある。南ドイツ地方で典型的な聖人の他に、アイヒシュテット司教区で特に尊敬されている教会守護聖人には、ヴィリバルト、ヴァルブルガ、グントヒルディス、ゾーラがいる。ヴァッヘンホーフェンの聖ヒエロニムス教会やパッペンハイムの聖ガルス教会の教会守護聖人はこの地域では珍しい。ガルス教会は9世紀に創建されたもので、カロリング朝に起源を持つフランケンで最も古い教会建築であり、南ドイツ地方でも最も古い教会の1つである。ゾルンホーフェンのゾーラ＝バシリカの遺構もドイツで最も古い教会の1つである。この遺構は、そのカロリング朝時代の柱がミッテルフランケン最大の芸術史上の見所となっている。
カルベンシュタインベルクのリーター教会も重要である。15世紀に建設されたこの教会はリーター・フォン・コルンブルク家の廟所教会として利用された。この教会は多くの芸術的宝物を収蔵しており、「フランケンの宝石箱」と呼ばれる。その目録中、ゴシック様式の枝の主日の行列用の像やロシア風のイコンは極めて重要である。8世紀に創建されたこの地域で最初期の修道院がハイデンハイム修道院である。12世紀の三廊式列柱バシリカは、この地域で最も有名で、保存状態の良い修道院建築である。ドイツ騎士団はシュトプフェンハイムの壮麗な聖アウグスティヌス教会をバロック様式で建設した。この他の観光上特筆すべきバロック教会として、ザンクト・ファイトのドイツ騎士団の教会である聖フィトゥス教会やアプスベルクの聖オッティリエン教会がある。郡内には、中世に住民を護るために用いられた防衛教会が数多くある。

#### ローマ時代の建築

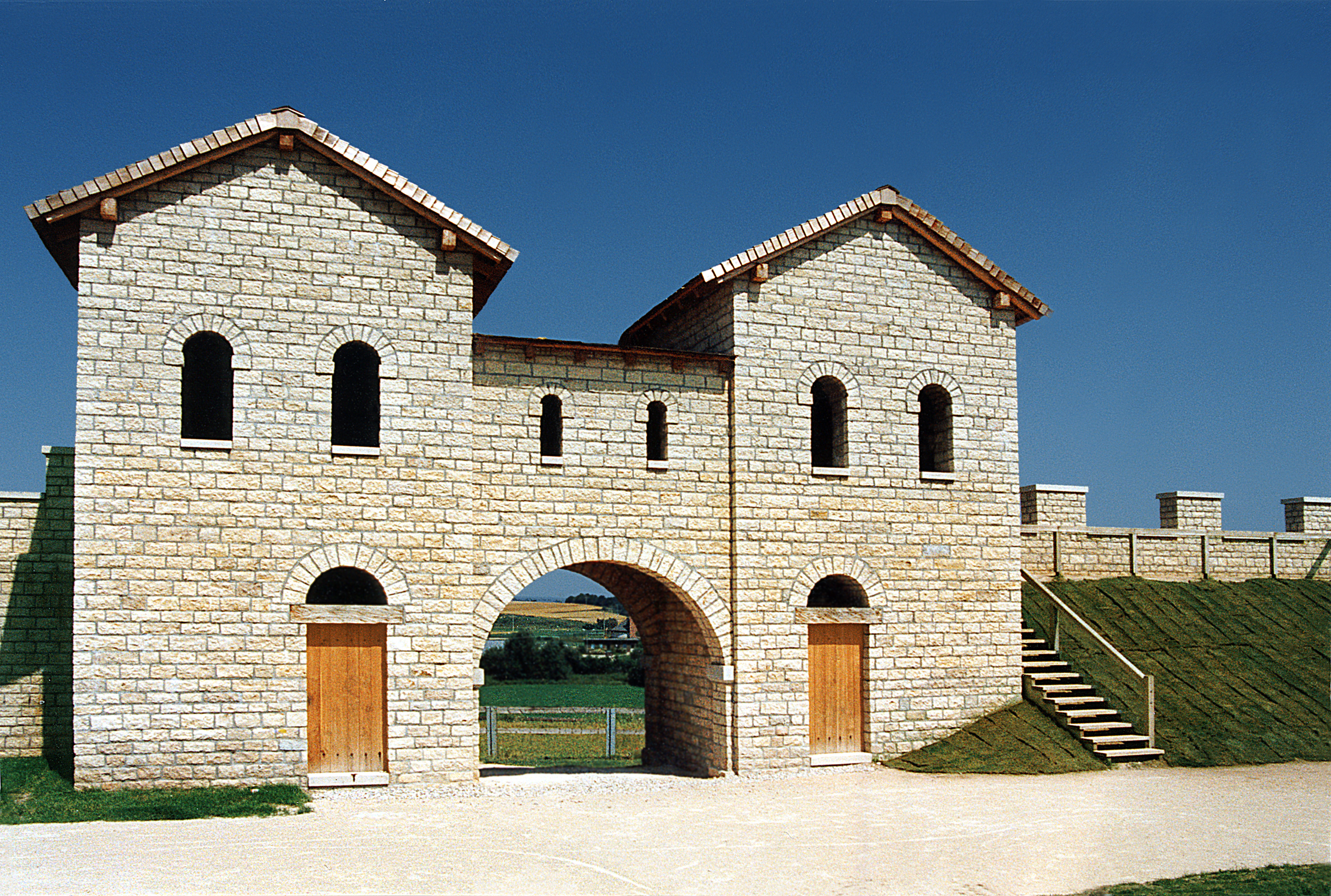
復元されたカストラ・ビリキアーナの門

ローマ人がラエティア属州に進出し、現在の郡域に定住した。彼らは数多くの建築物を遺した。1977年に発見されたヴァイセンブルクの大きな公衆浴場もその一つである。この特筆すべき遺跡は、ゲルマンの地に現存する数少ない公衆浴場の遺跡である。ローマ時代のカストラやヴィクス・ビリキアーナ跡も遺されている。後者の復元された北門は本郡の見所の1つである。これらの施設は、近くにあるリーメスとともに2005年にUNESCO-世界遺産に登録された。ブルクザラハ近郊に、リーメス沿いの最も傑出した建物の1つである小カステロ「イン・デア・ハルラハ」がある。その建築様式は中央ヨーロッパでは類を見ないものであり、北アフリカでのみ類例を見ることができる。現在の郡域に存在するその他のローマ時代のカストラには、タイレンホーフェン近郊のイチニアクム、グノッツハイム近郊のメディアナ、エリンゲン近郊のザブロネトゥムがある。

#### 歴史的市街地

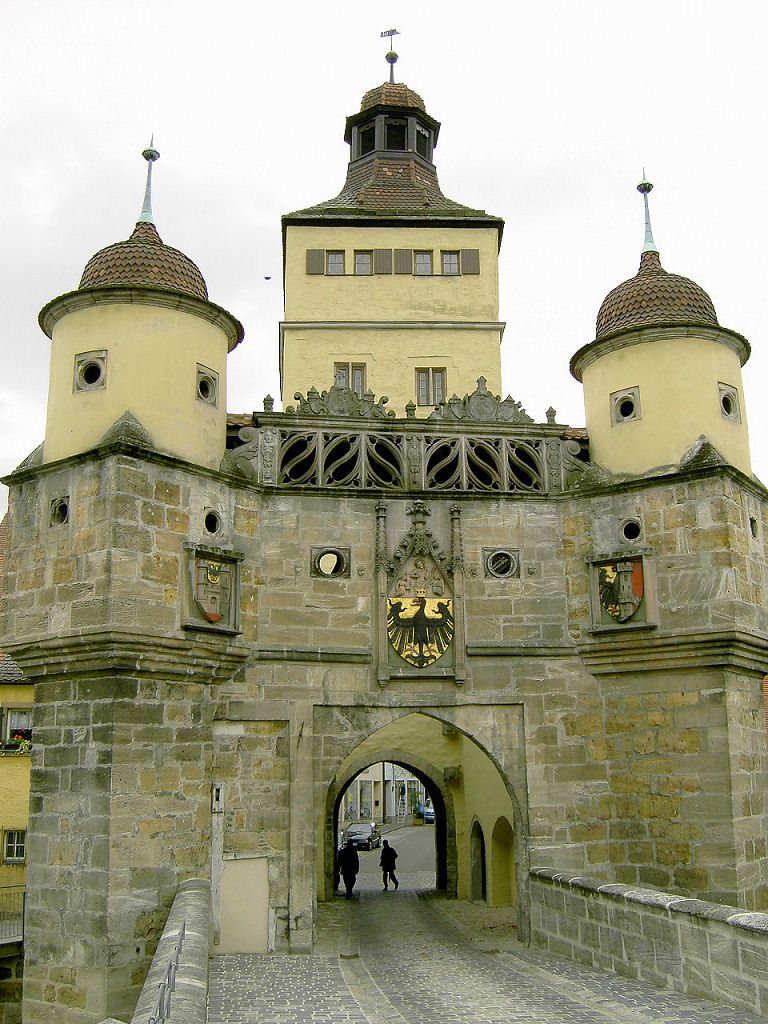
ヴァイセンブルクのエリンガー門

郡内で最も印象的な市街中心部で、文化財のアンサンブルが見られるのが郡庁所在地のヴァイセンブルク旧市街である。867年に最初の記録が遺るヴァイセンブルクは、カロリング朝の王宮の周りに形成され、14世紀初めに自由帝国都市の地位を獲得して、1802年までこれを名乗っていた。この街は1376年に南に向かって拡張された。これにより新しい南旧市街と、古い建て込んだ北旧市街が形成された。北旧市街の中心が、1470年から1476年にゴシック様式で建設された旧市庁舎である。その南側に長方形のマルクト広場があり、シュピタール門まで延びている。東側はルイトポルト通りで、かつてはホルツマルクト（木材市場）であったが、その規模は注目に値する。西側にはローゼン通りとアム・ホーフ広場がある。これらの主要な通り沿いに豪華な民家や、中世の木組み建築が建ち並ぶ。たとえばレプキュヒナーハウスやブラウエス・ハウスなどである。市庁舎の西に、1294年から1327年にゴシック様式で建設された大きな市教会聖アンドレアス教会がある。15世紀に増築されたホール式の内陣は南ドイツ後期ゴシック様式の作品であるとみなされている。旧市街は、ほぼ完全に保存されている14世紀から15世紀の環状壁で囲まれている。市壁の最も有名な建造物がエリンガー門である。
州認定の保養地であるグンツェンハウゼンは823年に初めて文献に記録され、アンスバッハ辺境伯によってバロック様式の宮廷都市に改造された。歴史的なマルクト広場は、「野蛮伯」カール・ヴィルヘルム・フリードリヒの治世（1729年 - 1757年）に建設された、あるいは現在の姿になった建物によって特徴付けられている。たとえば、かつて宮殿であった現在の市庁舎や多くの邸宅などである。何棟かの木組みの納屋が都市景観にちりばめられている。中世の防衛施設は、防衛通路の一部と3本の塔が遺されている。15世紀のブラス塔、1300年頃のフェルバー塔、1450年頃のシュトルヘン塔である。旧市街の南側に都市景観を決定づける聖マリア教会がそびえている。この教会は1448年から1461年にゴシック様式で建設された。

高台の城跡から望むパッペンハイム市街

アルトミュール川の蛇行部に位置し、シラーの戯曲「ヴァレンシュタインの死」で知られるパッペンハイムは、その高台の城に住んだ貴族のパッペンハイマー家と密接に結びついている。パッペンハイムは中世盛期に計画的に都市型の集落に改造された。民家、15世紀に建設された聖マリエン市教会、いくつかの邸宅が都市景観を決定づけている。ユーラ建築様式（次項参照）の木組み建築が保存されている。
エリンゲンはドイツ騎士団と強く結びついている。18世紀に現在の城館様式で建設された管区長の居館の東、現在のヒンテラー・ガッセ付近がエリンゲンの揺籃の地であり、計画的にバロック様式の都市に発展してきた。城館の近くでは市庁舎と聖ゲオルク教区教会がアクセントを添えている。バロック様式の影響は、特にノイエ・ガッセでは通り全体の民家に見ることができる。この通りは1749年からマティアス・ビンダーの指導により形成された。18世紀にはオランジュリーとマリア＝ヒルフ教会が建設された。多くのバロック建築があることから、観光分野ではこの街は「フランケン・バロックの真珠」と呼ばれている。

#### 建築様式
ユーラハウスはアルトミュールタールの建築様式で、たとえばネンスリンゲン、ビースヴァング、ブルクザラッハ、ベルゲン、デッテンハイム、パッペンハイム、ランゲンアルトハイムなどにその作例が見られる。この建築様式の特色は、勾配が比較的平坦で、「レグシューファープラット」と呼ばれるゾルンホーフェン産の薄い石灰岩の板を何層にも重ねて葺いた屋根である。郡の北半分では、フランケンの砂岩の家や、高い破風を持つホップ倉庫がある。

### 石の十字架
郡内には数多くの石の十字架がある。その大部分は建造文化財に指定されている。

### スポーツとクラブ活動
郡内には、スポーツに参加する多くの機会がある。バスケットボールやバレーボールから陸上競技、チェスや卓球まで様々な種目を有するスポーツクラブが存在する。サッカーは人気スポーツの1つである。1860年に創設された TSV 1860 ヴァイセンブルクのサッカー部門は、1974/75年シーズンに DFBポカールのハウプトルンデ（本選）に出場した。観光開発の一環で、ジョギングやノルディックウォーキングに利用できる遊歩道が数多く造られた。フレンキシェス・ゼーラントの湖やアルトミュール川沿いでは、ヨットやカヌーなどのウォータースポーツが行われる。ムール・アム・ゼーではゼーゲル＝カタマラン（双胴型のヨット）「イーグル」が製造されている。このヨットは、バラトン湖での長距離レガッタでスピードの新記録を樹立した。このタイプの最新モデルがカタマラン＝フォイラー（水中翼のある双胴型ヨット）で、やはりスピード新記録を打ち立てた。エリンゲンのツォルミューレ地区の建物は18ホールのゴルフ場の中にある。ドイツ・ゴルフ指導者協会はヴァイセンブルクに本部を置いている。この地域におけるスポーツのハイライトがアルトミュールゼーラウフとゼーンラントマラソンである。この地域出身の有名なスポーツ選手には、サッカーのゼバスティアン・グラスナーやマークス・シュタインヘーファー、ユースオリンピック銀メダリストのテコンドー選手アントニア・カテダーがいる。
2003年7月にオープンしたフリードリヒ・アレクサンダー大学エアランゲン＝ニュルンベルクのウォータースポーツセンターは、グローサー・ブロムバッハ湖のダムの南端にあり、所属する大学生にディンギーやカタマランを使ったヨット講習、カヤックの漕艇、トライアスロンなどの機会を提供している。
水泳競技に関しては、湖や池の他に、郡内には3つの温泉、7つの屋外プールがある。
郡の住民たちはスポーツの他に、数多くの射撃クラブ、自然保護団体、教会団体、政治団体、青年組織などで活動している。多くの人が消防団に所属している。郡内には127の消防団があり、合計約5,500人が団員として活動している。最も古い消防団が1865年に設立されたグンツェンハウゼン消防団と1867年に設立されたヴァイセンブルク消防団である。グンツェンハウゼンとトロイヒトリンゲンには技術救難隊の地区連盟がある。
郡内には合わせて約1,200のクラブや連盟が存在する。郡内最大のスポーツクラブは、会員数2,441人の TV 1860 グンツェンハウゼンである（2019年現在）。

### 博物館

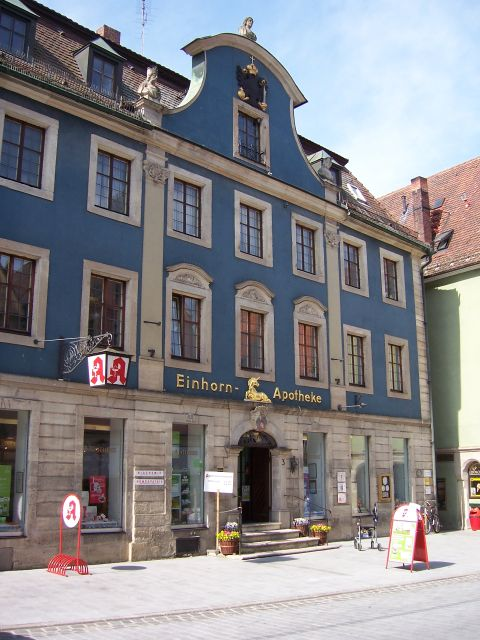
ヴァイセンブルク薬局博物館

バイエルン州の博物館ポータルには郡内に24の博物館が掲載されている。そのほとんどが、歴史的な背景を持つ地域テーマを扱っている。ビール醸造文化の歴史を紹介するミッテルフランケン・ブルワリー博物館を併設したプラインフェルトの郷土博物館はその一つである。この他に様々な美術館や民営のギャラリーがある。ヴァイセンブルク帝国都市博物館はヴァイセンブルク市の郷土博物館で、この帝国都市の中世の歴史とその住民を紹介し、さらにこの博物館と結びついているカーデン邸ではチェコスロヴァキアから追放されたドイツ人の歴史を解説している。
エリンゲン城の西翼には、1981年から東プロイセン文化センターが入居している。この文化センターは、展示やアーカイブ、ギャラリー、博物館を通して東プロイセンの文化遺産の維持および保護を行っている。
グンツェンハウゼン先史・古代史博物館には、新石器時代から中世初期の出土品が展示されている。重要な収蔵品としては、ヴェストハイムの墓地から出土した副葬品や、ハルシュタット文化時代およびラ・テーヌ文化時代の出土品である。パッペンハイム城は一般公開された博物館で、騎士の生活やパッペンハイム市の歴史を紹介している。また、小さな狩猟博物館も併設している。

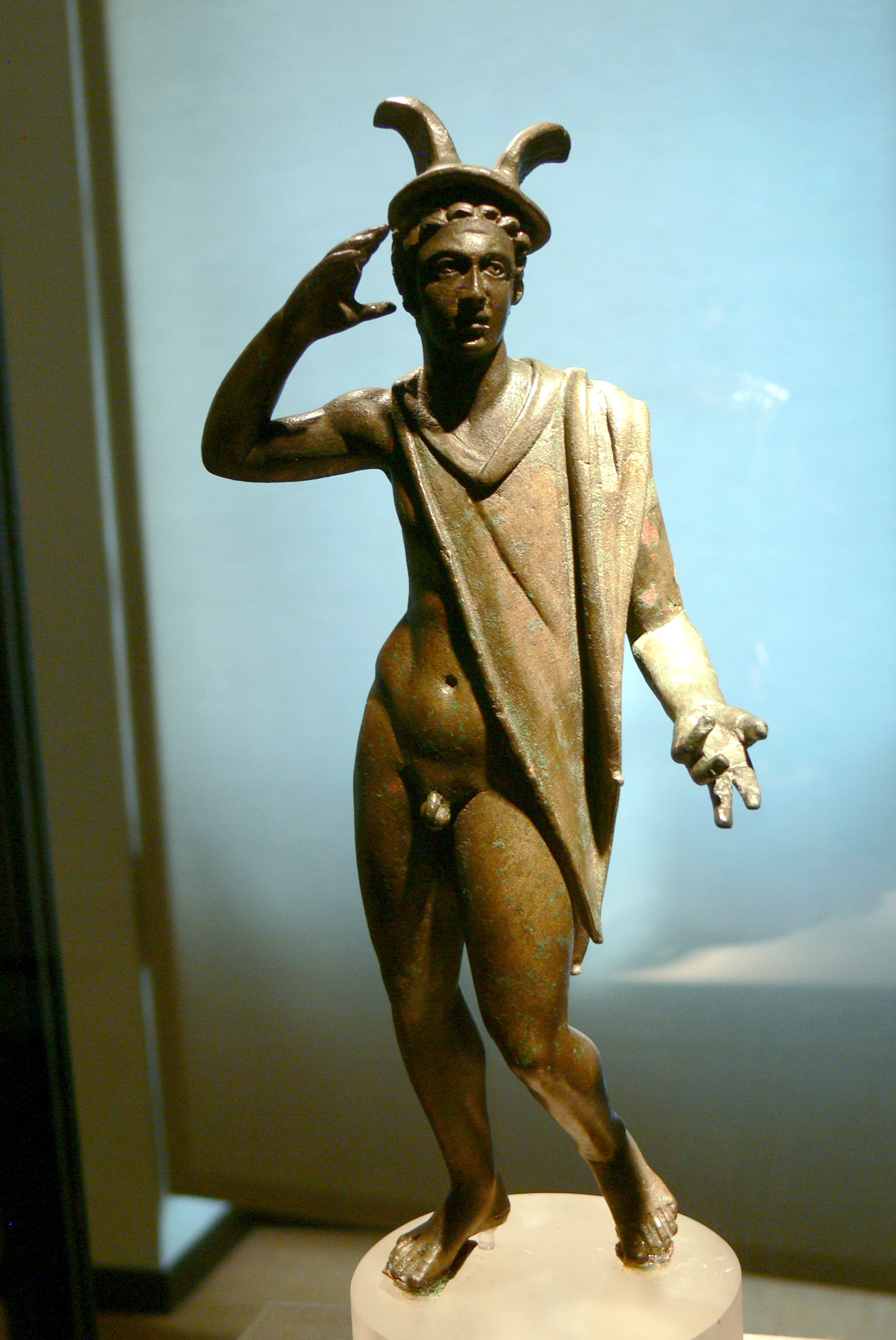
ヴァイセンブルクのレーマー博物館に収蔵されているメルクリウス像

ヴァイセンブルクでは、2017年3月15日にレーマー博物館が再開された。この博物館は、バイエルン州立ミュンヘン考古学コレクションの分館である。展示の中心は、この地域の先史時代および古代の文化である。ここではヴァイセンブルクのローマ要塞などの重要な考古学的出土品を展示している。また、バイエルン・リーメス情報センターを併設している。ヴァイセンブルク薬局博物館は、薬剤師でリーメス研究家のヴィルヘルム・コールの時代の歴史的な薬局設備を展示している。
ヨーゼフ・リドルによって設立されたトロイヒトリンゲンの民俗学コレクションは、トロイヒトリンゲン城発掘時の出土品や、17世紀から20世紀の家具などが展示されている。2万点以上を収蔵するこのコレクションは、バイエルン州で最大級の民俗博物館の1つである。ゾルンホーフェンにはビュルガーマイスター＝ミュラー博物館がある。数多くの化石やリトグラフ・コレクションに加えて、この地域で発見された原始的な鳥である始祖鳥の化石を2体所蔵していることでも有名である。特筆すべきは、タールマンスフェルトの、1740年頃に初めて記録された厩舎付き住居に、歴史に忠実に1820/30年頃を再現して新設された鍛冶屋である。この博物館には1895年から1920年頃の、伝動装置、ボール盤、旋盤、フライス盤やバネ式ハンマーが展示されている。

### 芸術、演劇、文学
ヴァルトブルク＝グンツェンハウゼン郡では、郡当局や市町村および数多くのクラブやグループが主催するコンサート、演劇上演、スポーツイベントの他に、ヴァイセンブルク・ベルクヴァルト劇場やアルトミュールゼー演劇祭などの博物館やステージが芸術シーンを盛り上げている。個人や芸術協会が、たとえばヴァイセンブルクのシュラネなどで、内覧会、展示会、イベントを繰り返し開催している。この地方ではローカル文化マガジン「カルペ・ディエム」が刊行されている。文学の分野では、2009年からトロイヒトリンゲンでヴィルヘルム・ウント・クリスティーネ・ヒルシュマン財団文学賞が授与されている。2015年からは、賞金1000ドルが与えられるアルトミュールフランケン青年文学賞が授与されている。郡内には合わせて3つの映画館と5つの劇場がある。

### 年中行事と習俗

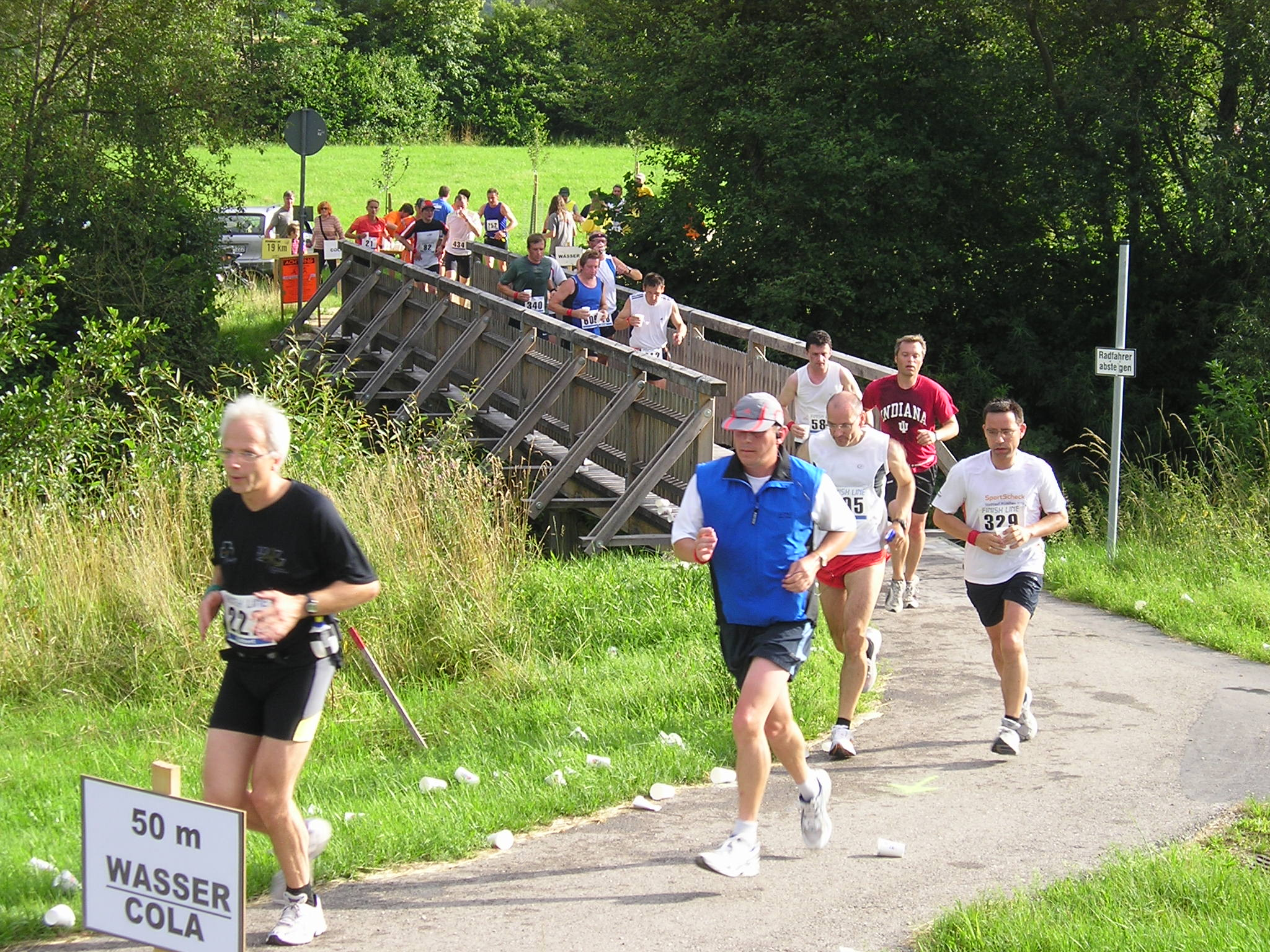
アルトミュールゼー＝ハーフマラソン2008

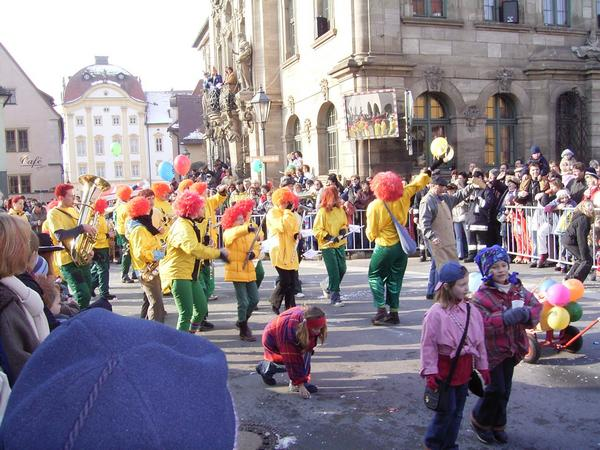
エリンゲンのカーニバルのパレード2005

郡内では一年を通して数多くのイベント、祭、フェスティバルが開催され、多くの見物客を惹き付けている。大きな集落（合計120箇所）ではキルヒヴァイ（教会開基祭）が開催される。この祭は各地区の方言で „Kerwa“, „Kärwa“, „Kirwa“ あるいは „Körwa“ とも呼ばれる。キルヒヴァイは中世から行われている教会堂の献堂を祝う祭であったが、現在では宗教的意味合いは副次的なものになっている。多くの集落ではキルヒヴァイビールが醸造され、キルヒヴァイの木が立てられる。ゾルンホーフェンのキルヒヴァイでは「キルヒヴァイザウ」（直訳: キルヒヴァイの豚）が焼かれる。ディッテンハイムでは、キルヒヴァイの後に「フーナーバウム」（直訳: ニワトリの木）が立てられ、その周りでダンスが行われる。キルヒヴァイの他に、村祭りや民俗祭がそれぞれの伝統に則って開催される。トロイヒトリンゲンの民俗祭は1928年から現在の形になった。この祭は伝統的に、ホップの冠を被ったビールの王様「ガンブリヌス」によって開幕される。
この地域で最も有名で、最も大規模で、最も古い祭がヴァイセンブルクのキルヒヴァイで、世界中からヴァイセンブルク出身者が集まる。1455年に最初の記録が遺るこの民俗祭は、7万人が訪れる南フランケン最大の祭である。この街からアメリカに渡った移住者たちは19世紀にニューヨークでヴァインブルクのキルヒヴァイを開催した。
本郡のスポーツのハイライトはいくつかの長距離レース、文化イベントのハイライトはヴァイセンブルクのベルクヴァルト劇場の夏の演劇祭である。1929年から（第二次世界大戦による中断はあったものの）毎年、6月から8月までオペラや演劇が上演される。マリエ・リヒトメス（キリスト奉献のミサ）には、日曜日に買い物ができるリヒトメスマルクトが多くの地区で開催される。ヴァイセンブルクとグンツェンハウゼンでは2月の第1日曜日、トロイヒトリンゲンでは2月の第2日曜日である。この地域最大級のクリスマスマーケットに数えられるのがヴァイセンブルク市教会前の広場で開催される聖アンドレアス・クリスマスマーケットとグンツェンハウゼンのクリスマスマーケットである。ヴァイセンブルクでは7月に旧市街祭が開催される。
本郡の市町村では、シュヴァーベン＝アレマン地方の復活祭に似た形のカーニバルが開催される。エリンゲンやプラインフェルトで最も盛んである。このカーニバルは、ライン地方のカーニバルとは全く異なっている。

### 料理
ヴァイセンブルク＝グンツェンハウゼン郡の料理は、伝統的にフランケン風であるが、他の地域に近いことからシュヴァーベン風やバイエルン風の特徴も有している。シュネーバルやショイフェレといったフランケン地方で典型的な料理の他に、とても太いアルトミュールフランケン風のブラートヴルストも作られる。これは通常、メルケンドルフ風、グンツェンハウゼン風、シュパルト風、プフォフェルト風、ヴァイセンブルク風、あるいはトロイヒトリンゲン風のブラートヴルストと呼ばれる。

### 連邦コンテスト

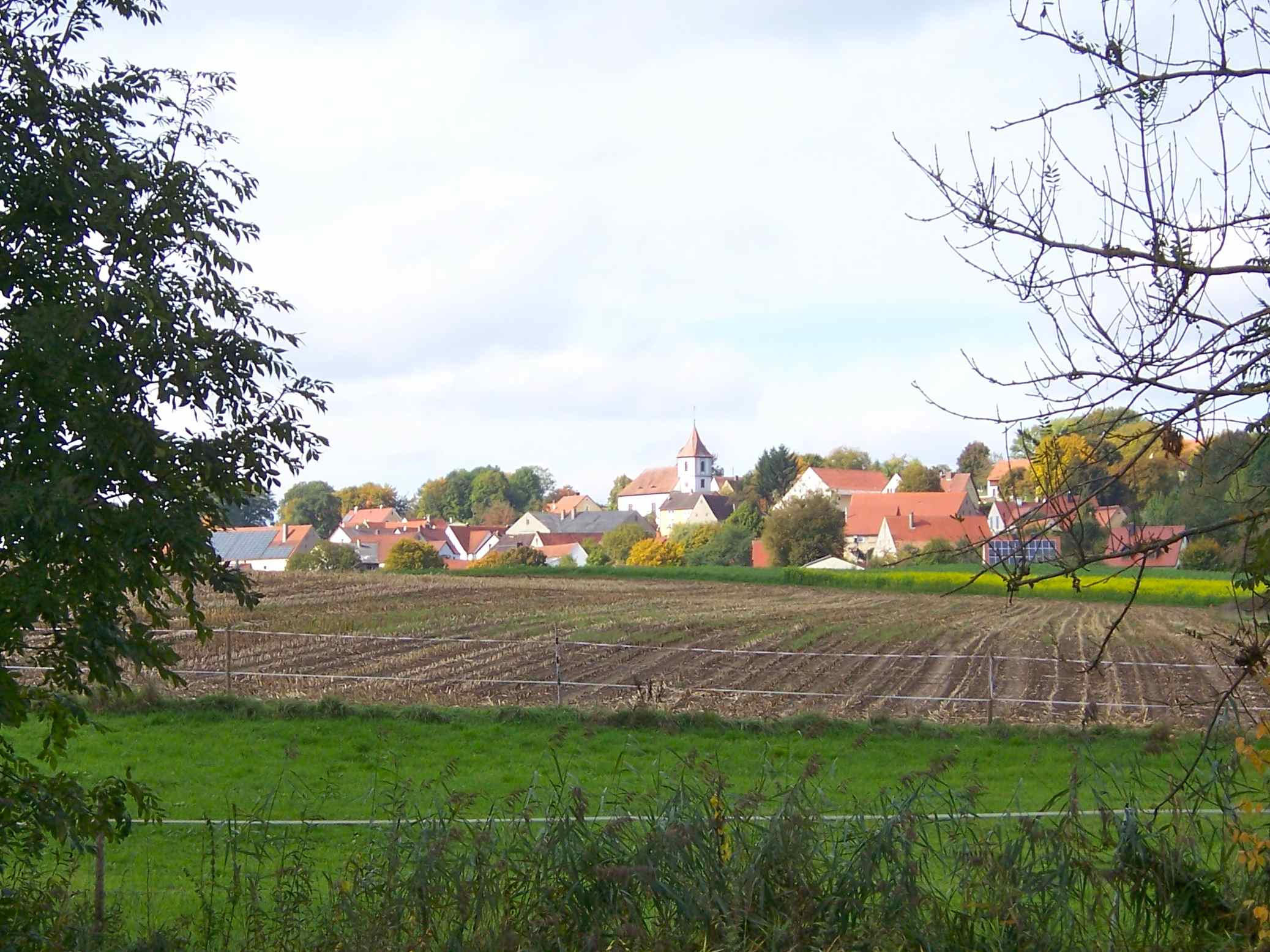
ポルジンゲンのトレンデル地区

郡内の多くの集落が連邦コンテスト「我らの村は美しくなる - 我らの村には未来がある」に参加し、農村離脱に対抗する集落の美化を競った。その結果、グンデルスハイム・アン・デア・アルトミュール（1971年）、カッテンホーホシュタット（1967年）、ラウベンツェーデル（1961年）、マインハイム（2015年）、ポルジンゲン（1967年）、ザンメンハイム（1983年）、タンハウゼン（1977年）、トレンデル（1965年）、ヴァッハシュタイン（2001年）、ヴィンツフェルト（1963年と1998年）が「ゴルトドルフ」（直訳: 金の村）を受賞した。

### 言語
ヴァイセンブルク＝グンツェンハウゼン郡は、東フランケン、シュヴァーベン、バイエルンの方言が混じり合う地域に位置している。郡東部のフランケン語はバイエルンの影響を受け、最東部は北バイエルン方言の地域に属すが、西半分では上部東フランク語が主流である。郡域内のアレマン語方言地域との境界の村はホーエントリューディンゲン、ロスマイアースドルフ、ヒュッシンゲン、オーバーアッペンベルク、ウルスハイム、ポルジンゲンである。離れた場所にあることからアウエルンハイムでは、近隣の村の方言と大きく異なったユニークな独自の方言が発展している。地方研究家のアルトゥール・ローゼンバウアーの協力で、2014年から村の方言に関する言語地図が作成されている。

### ユダヤ文化

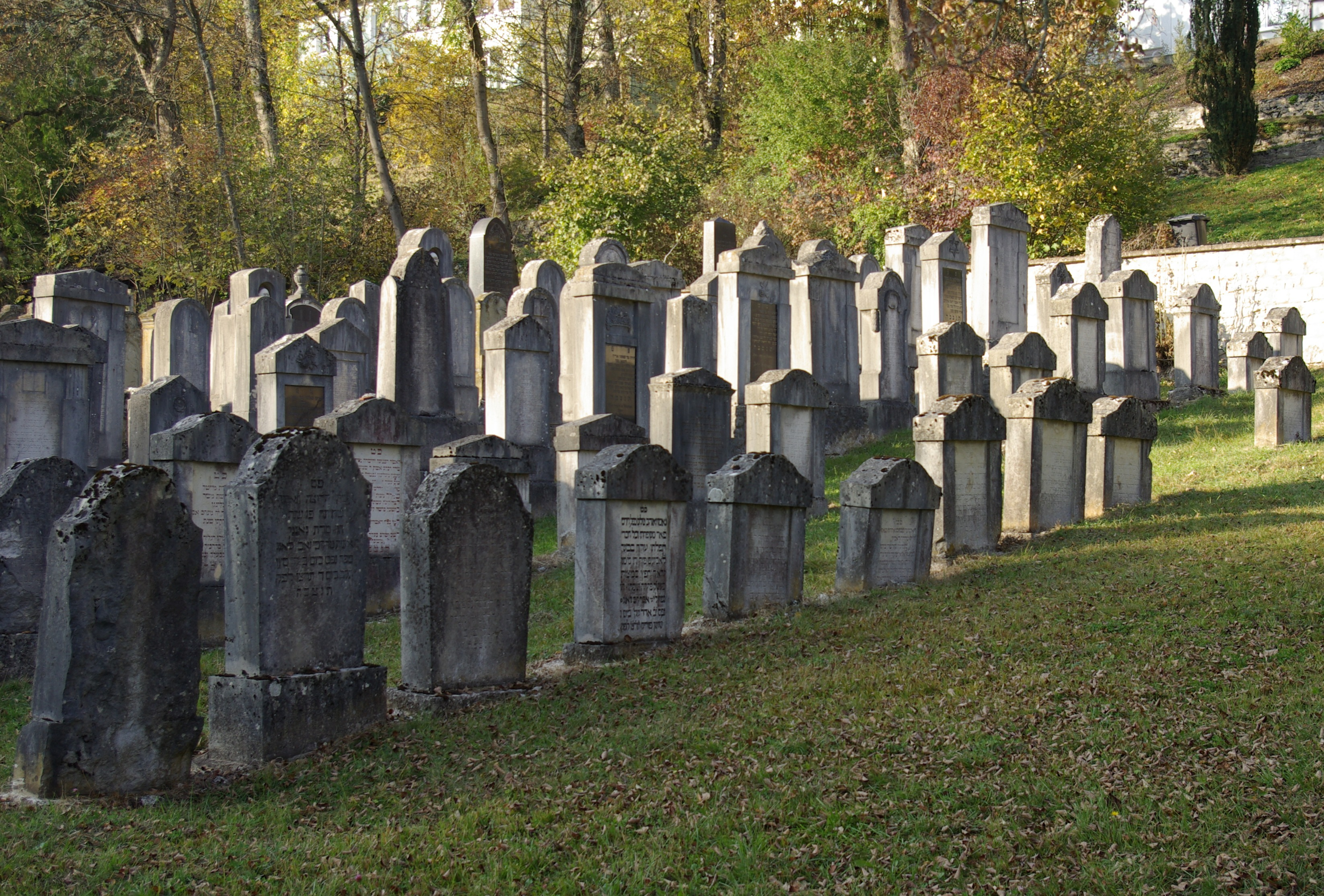
トロイヒトリンゲンのユダヤ人墓地

現在の郡域には、中世に初めてユダヤ人が定住した。少なくない数の村で時には人口の1/3を占めるまでになった。リントフライシュ・ポグロムや1348/49年のペスト禍でヴァイセンブルクのユダヤ人が殺害された。ヴァイセンブルクではおそらく追放された1520年までユダヤ人は現在のユーデンガッセ（直訳: ユダヤ人通り）沿いに住んでいた 。多くのユダヤ教組織が創設された。たとえば、アルテンムール、エリンゲン、クロンハイム、トロイヒトリンゲン、ヴァイマースハイム、ディッテンハイム、パッペンハイム、マルクト・ベロルツハイム、ハイデンハイムなどである。1658年からユダヤ人は、アイヒシュテット司教領全域でクロンハイムだけに住むことが許された。アルテンムールでは、ユダヤ人はゲットー風の一画に住んだ。トロイヒトリンゲンでは、この地域で最も重要なユダヤ教組織の1つが成立した。1741年にプファルツ＝ノイブルク公領から全てのユダヤ人が追放され、その多くがここに住み着いたため、この教団は大きく成長した。1813年にディッテンハイムとグンツェンハウゼンにいラビ管区が設けられた。18世紀から19世紀に数多くの新しいシナゴーグが建設された。たとえば、パッペンハイム、エリンゲン、ハイデンハイムなどである。1813年のバイエルン・ユダヤ令による移住により、19世紀半ばからユダヤ人の人口は減少した。それでも、多くのユダヤ団体が地域生活を形成していた。多くの商業や産業にユダヤ人家族が関わっていた。
1933年以後の権利の剥奪が進み、ユダヤ人に対する多くの暴力事件や卑劣な行為が起こったことから他の都市に移り住む人が増加した。ナチ時代最初期のポグロム（ユダヤ人排斥運動）の1つが1934年にグンツェンハウゼンで起こった。これにより、この街は世界的にネガティブな報道を受けた。1938年のポグロム（水晶の夜）では数多くのユダヤ人の所有物が傷つけられ、破壊された。ユダヤ人の多くが追放された後に殺害された。トロイヒトリンゲンのポグロムの責任者は、ヴァイセンブルクのポグロム裁判で有罪判決を受けた。郡内には、パッペンハイム、トロイヒトリンゲン、グンツェンハウゼンの3箇所にユダヤ人墓地がある。パッペンハイムの墓地が最も古く、最も広い。多くの場所にユダヤ人に対する過去の悔恨碑や追悼碑が建立されており、トロイヒトリンゲンやグンツェンハウゼンにもある。

## 経済と社会資本
この地域の経済は、ニュルンベルク大都市圏、シュトゥットガルト大都市圏、ミュンヘン大都市圏の中央に位置するという立地上の利点を有している。この郡にとって非常に重要なのが観光業、合成樹脂加工業、自動車部品製造業、採石業である。ボイラー製造や再生可能エネルギー、社会経済も重要な分野である。2019年には郡内に合わせて4,594社があった。企業密度はバイエルン州の平均である519.2社よりもわずかに低かった。2019年には33,128人の社会保険支払い義務のある職場があった。郡内の企業は主に中小企業である。合成樹脂加工業が重要な機能を担っている。郡内の合成樹脂産業の測定および実験技術のプラットフォームとなる k-メスヴェルクが2010年に開業した。
ヴァイセンブルク＝グンツェンハウゼン郡の地域内総生産 (BIP) は2019年に30億ユーロ以上を記録した。2015年には約 6.29 % 上昇し、ミッテルフランケンの最高値となった。BIP の約 2 % が農業、36 % が製造業、60 % 以上がサービス業によるものであった。本郡のBIPは1994年から2004年までの間に平均1年あたり 2.79 % 成長した。1991年には約16億ユーロであったが、2004年には約23億ユーロとなった。2019年の可処分所得は住民1人あたり23,988ユーロで、一次所得は28,695ユーロ、購買力は23,514ユーロであった。雇用率は 64.0 % で、バイエルン州の平均と同値であった。
郡内の失業率は2010年半ばから 5 % 以下で推移しており、2014年11月の値は 3.6 %、2021年11月は 3.0 % であった。この地域で最大のメッセが「ヴィア・イン・アルトミュールフランケン」（旧メッセ・アルトミュールフランケン）で、2年ごとにグンツェンハウゼンとヴァイセンブルクで交互に開催される。2013年からメッセ WUG とアルトミュールシャウに置き換えられた 。ハーネンカムの経済強化のために1970年代に建設されたハーネンカム兵舎は連邦軍再編により2003年に閉鎖された。旧ラングラウ航空主力弾薬庫は、2007年末まで連邦軍の弾薬庫であり、1992年まではアメリカ軍の駐屯地であった。
ニュルンベルクに近いことは通勤環境に影響を及ぼしている。本郡から外へ通勤している者は 21.1 %、外から本郡に通勤している者は 34.7 % である（2020年現在）。本郡は主にニュルンベルクを中心とする経済に組み込まれている。

### アルトミュールフランケン

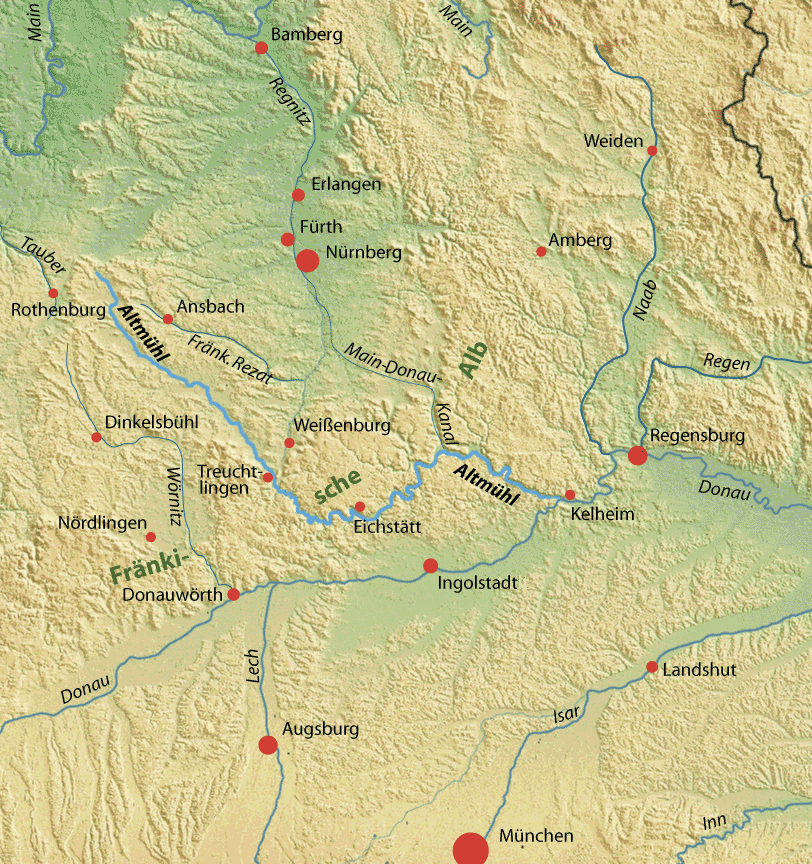
アルトミュール川周辺地形図と都市の配置

ヴァイセンブルク＝グンツェンハウゼン郡は2010年から、商標「アルトミュールフランケン」およびスローガン「アルトミュールフランケン - 強力な南部」を掲げて宣伝を強化している。1972年に2つの郡とヴァイセンブルク市が統合された際に住民の間で緊張感と議論が生じ、その一部は現在も影響を及ぼしているため、「アルトミュールフランケン」という概念によって郡の住民が地域の一体感をより強固にすることを意図している。いわゆる「アルトミュールフランケン未来創造運動」は、たとえば経済振興や立地マーケティングなどを行っている。アルトミュールフランケン郡に改名しようという郡長ゲルハルト・ヴェーゲマンの提案は、住民の意見を二分した。非公式なオンラインアンケートでは、住民の 83 % がナンバープレートは WUG、郡名はヴァイセンブルク＝グンツェンハウゼン郡を保持すべきと回答し、アルトミュールフランケン郡を支持したのはわずか 17 % であった。
アルトミュールフランケンは元々アルトミュール川沿いの地域を意味しており、アンスバッハ郡の一部もこれに含まれる。この概念は、ニュルンベルクの芸術史家エルンスト・アイヒホルンによって提唱された。

### 地元企業
本郡最大の雇用者が、パッペンハイムとヴァイセンブルクで1230人を雇用するフランスの自動車部品サプライヤー「プラスティック・オムニウム」である。この会社は2つのローカルなフォルシアの工場とダイナマイト・ノーベルの工場から設立された。グンツェンハウゼンには、商業・工業向けの蒸気・暖房用ボイラーを製造している「ボッシュ・インドゥストリーケッセル」がある。この会社は、2012年までロース・インターナツィオナールという社名で操業していた。

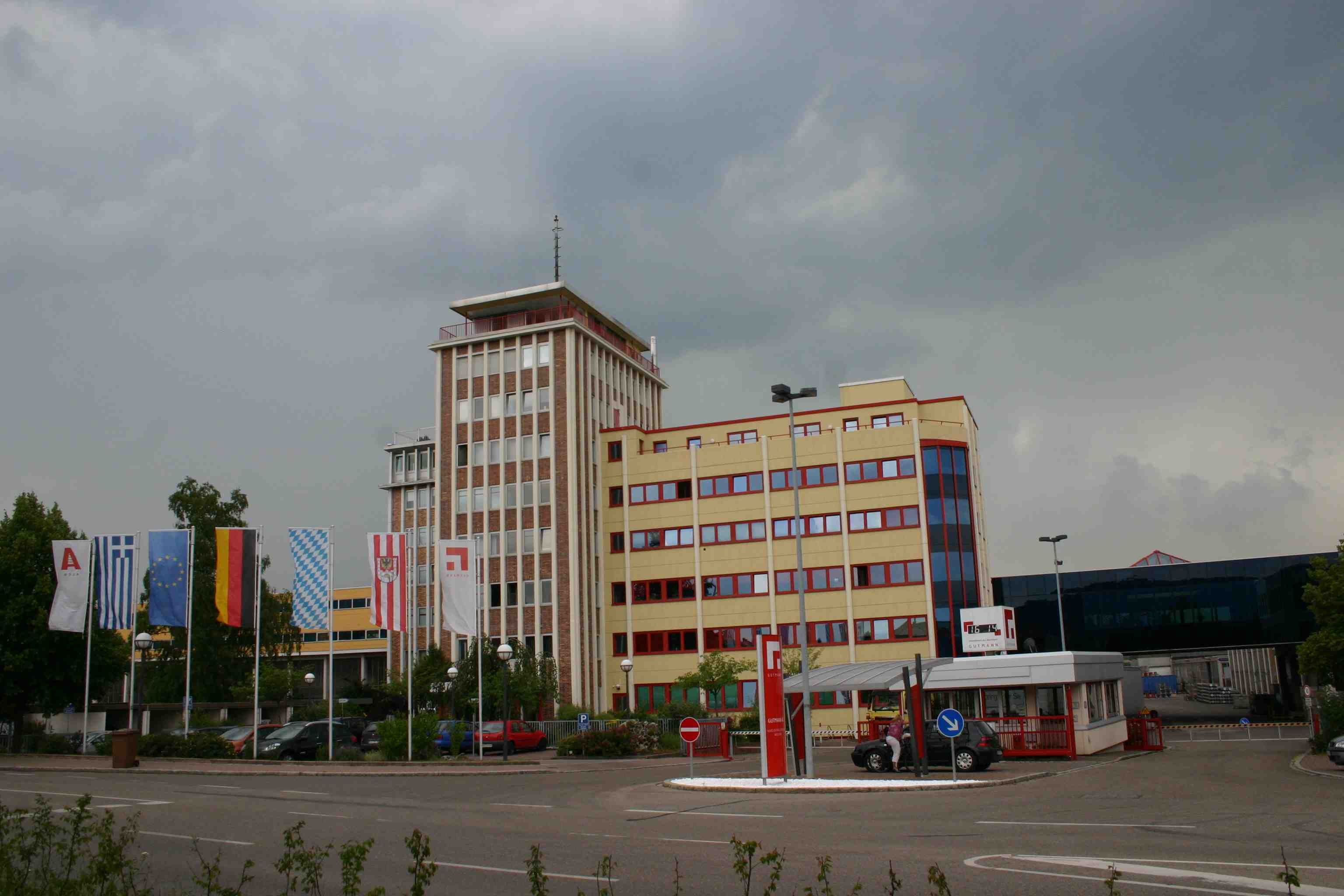
ヴァイセンブルクのグートマン本社

かつてヘルマン＝グートマン＝ヴェルケとして知られていたヴァイセンブルクの企業「グートマン」は、アルミニウムから成形物や針金を製造しており、ヴァイセンブルクに600人の職場を提供している。ヘロルツベルクの筆記具製造業者「シュヴァン＝スタビロ」、アンスバッハの合成樹脂加工業者「エヒスラー」、ニュルンベルクの株式取引業者「レオニ」はヴァイセンブルク市内にそれぞれ大きな工場や作業所を有している。合成樹脂加工業者「アルフマイアー＝グループ」はヴァイセンブルクに企業センターを、トロイヒトリンゲンに本社を置いている。ヴァイセンブルクにはドイツで唯一、手作業で仕立てる紳士服テーラーの「リージェント」が存在する。グンツェンハウゼンは、ウェブホスティングおよびデータセンター「ヘッツナー・オンライン」の本社所在地である。この会社はヨーロッパ最大級のホスティング企業の1つである。
ライフアイゼン銀行ヴァイセンブルク＝グンツェンハウゼンは郡内最大の協同組合銀行であり、フェライニクテ・シュパルカッセン・グンツェンハウゼンとミッテルフランケン南貯蓄銀行の2つが郡内最大の公共貯蓄銀行である。プラインフェルトには、アメリカ合衆国の PTFE加工業者「ゴア」の工場が、トロイヒトリンゲンにはミュンヘンの機械製造業者「クラウス＝マッファイ」の工場がある。本郡は空気中やガス中から液体を分離するためのワイヤーメッシュデミスターを製造するいくつかの企業の本社所在地である。

### 観光業

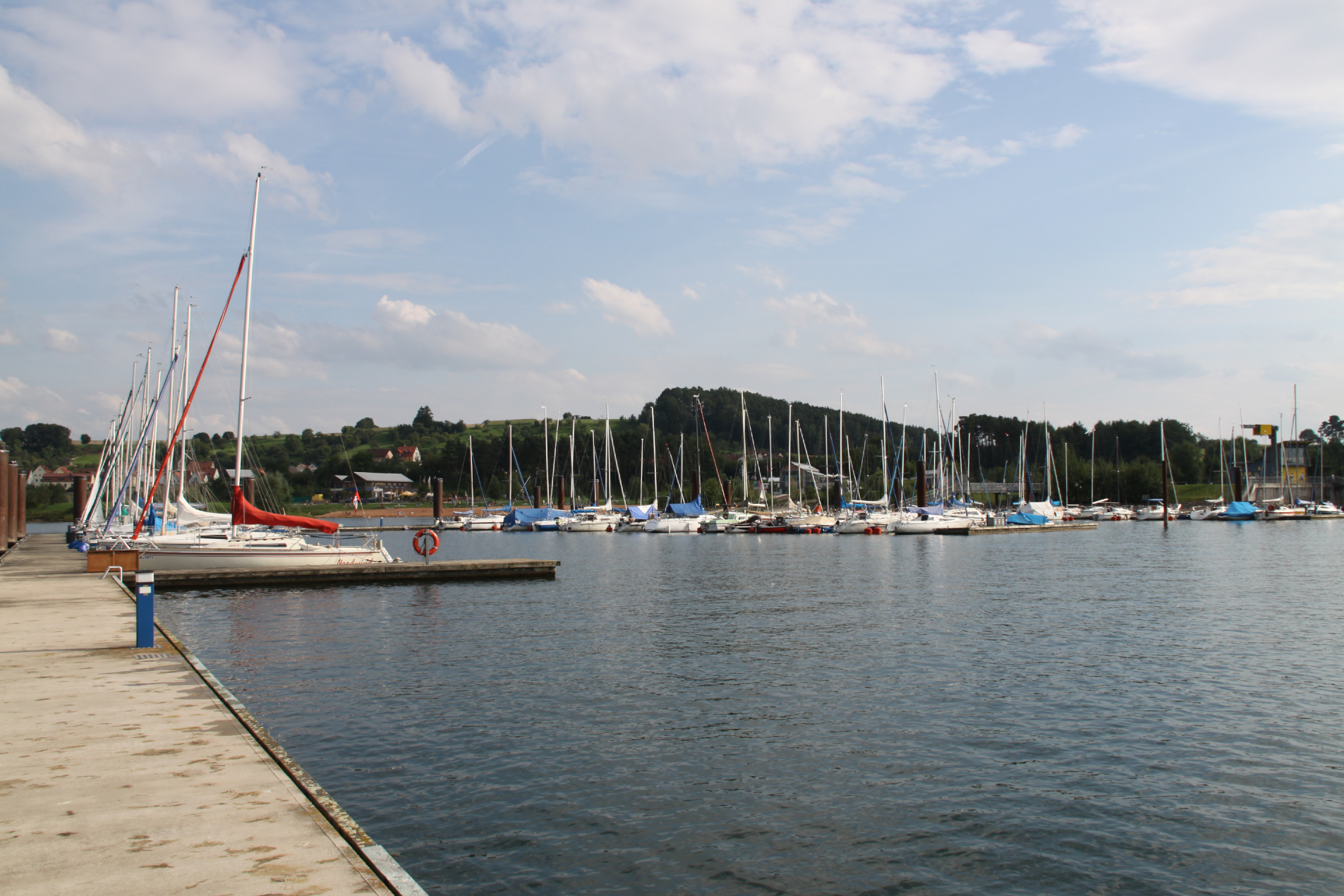
グローサー・ブロムバッハ湖のラムスベルク・ヨットハーバー

ヴァイセンブルク＝グンツェンハウゼン郡は、1990年代半ばから人気の観光地に発展している。1970年代からのフレンキシェ・ゼーエン（フランケン湖沼地）の造成は、この地に完全に新しい休暇・レージャー地域を造りだした。これ以後観光業はこの郡の最も重要な経済分野の1つとなった。最大の湖はグローサー・ブロムバッハ湖で、テーゲルン湖と同じ大きさがある。ここにはドイツ最大の内陸ヨットハーバーがあり、ヨーロッパ最大のトリマランである MSブロムバッハゼーが停泊している。ケーニヒス湖と同じ大きさのアルトミュール湖は、ドイツ最大のダムによって堰き止められており、サーファーに大変人気がある。多くの湖や池では、ダイビング、釣り、ヨット、ウィンドサーフィン、カイトサーフィンなどのウォータースポーツが行われている。もう一つのレージャー地域がアルトミュールタール自然公園である。谷や森でハイキングやクライミングを行うことができる。温泉地トロイヒトリンゲンにはアルトミュールタールで唯一の温泉アルトミュールテルメがある。これに加えて、数多くのローマ時代の遺跡がこの地域の知名度を上げることに貢献している。市町村は、堅実に増え続ける訪問客により利益を得ており、多くの集落が州認定のレジャー地になっている。郡内で宿泊客が最も多いのがグンツェンハウゼンである。歴史的な旧市街、城砦、民家が観光客を惹き付けている。

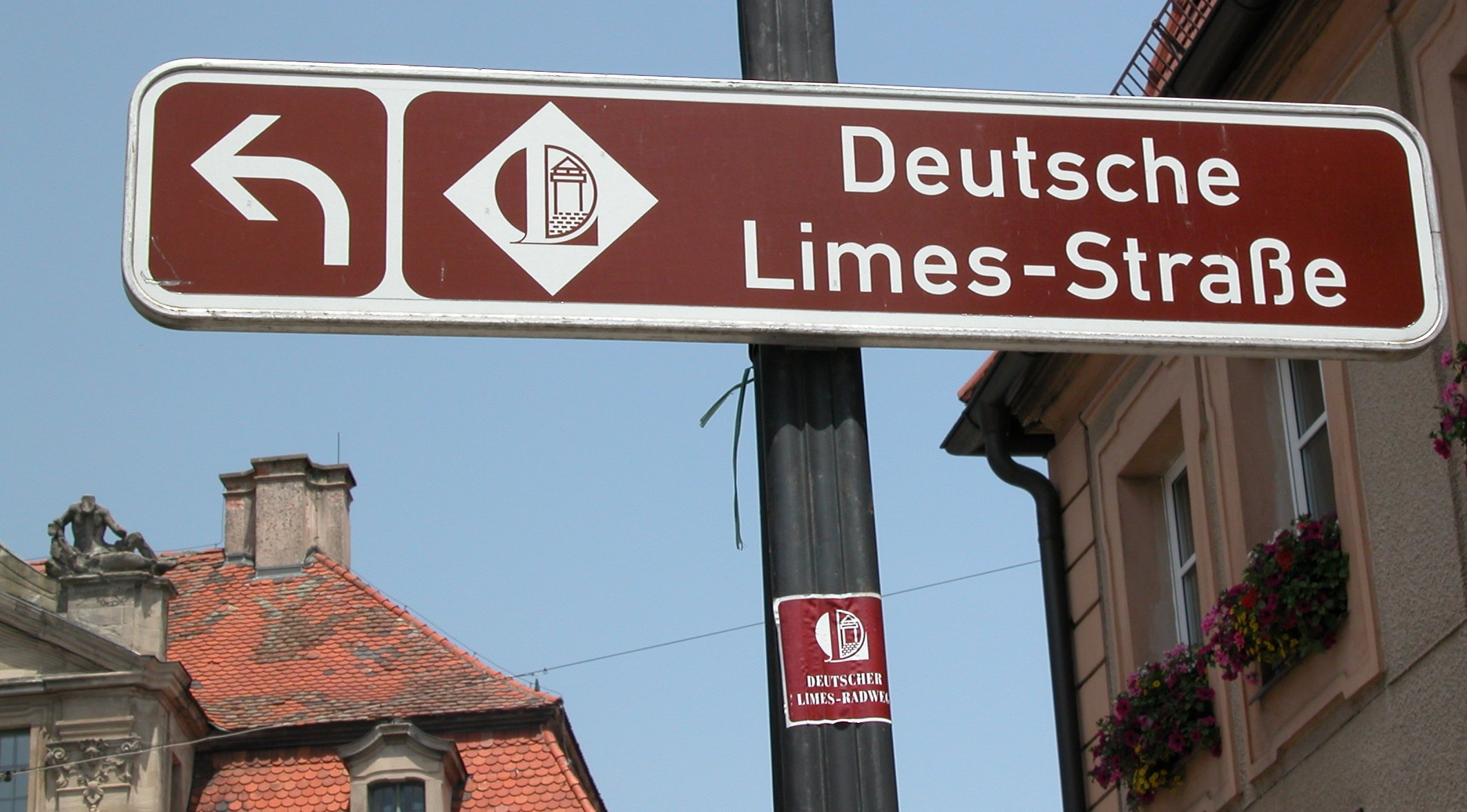
エリンゲンのドイツ・リーメス街道の標識

観光街道のドイツ・リーメス街道がアーレン方面から来てグンツェンハウゼン、ヴァイセンブルク、エリンゲンを通ってレーゲンスブルクまで通じている。ドイツ最長の観光街道であるアルペン＝オストゼー・ルートはアルトミュール川沿いに郡の南部および西部を通っている。この他にも、欧州広域遊歩道 E8、フランケンヴェーク、アルトミュールタール＝パノラマヴェーク、デア・ゼーエンレンダー、マイン＝ドナウ＝ヴェーク、ドイツリーメス自転車道など多くの地域的あるいは全国的な観光街道が郡内を通っている。
2017年夏季半年間の郡内の宿泊客数は、693,223泊で、平均ベッド稼働率は 50.6 % であった。多くの客はドイツ国内、特に近隣の大都市からであったが、外国からの観光客も少しずつ増加している。

### 農業
農業は、ヴァイセンブルク＝グンツェンハウゼン郡で伝統的に重要な役割を演じているが、総生産に占める割合はわずか 3 % 程度である。2010年、郡内には 1,432軒の農場があり、このうち1,349軒が耕作地、35軒が恒久的な畑作地、1,342軒が恒久的な牧草地を有していた。約500軒が本業として営農していたが、残りは副業であった。2019年現在の農業用地の面積は 47,739 ha で、郡域の 49.2 % を占める。最も重要な農作物は冬小麦、冬大麦、トウモロコシである。トウモロコシの大部分は、バイオガス発電によるエネルギー生産目的である。2016年、郡内には、牛48,263頭、豚62,550匹、羊13,491匹、馬584頭、鶏40,516羽が飼育されていた。本郡には特別栽培のホップを収穫するシュパルター・ホプファーラントに属す部分があり、近世にはワイン造りも行われていた。

### エネルギー
本郡では、エネルギー消費量における再生可能エネルギー (EEG) の比率が大きく上昇している。2019年の EEG-発電比率は約 115.0 % で、バイエルン州の平均値 49.9 % を大きく上回っている。2011年には、再生可能エネルギーのうちイオマス発電が 48.4 %、ソーラー発電が 34.3 %、風力発電が 16.6 %、バイオガス発電が 0.3 %、グローサー・ブロムバッハ湖などのダムで生産される水力発電が 0.4 % であった。デガースハイム近郊にあるハーネンカム風力発電所は12基の風力発電機を持つ、バイエルン州最大規模の風力発電所の1つである。郡域全体では65基の風力発電機、95箇所のバイオガス発電所、何ダースもの地域暖房ネットワークがある。ライテンブーフの森に2016年からバイエルン州最大の森の風力発電所が存在している。グローサー・ブロムバッハ湖の堰き止めダムは、1年あたり平均 160万kWh の発電を行っている。郡の年間電力使用量について、エネルギーエージェント・ノルトバイエルンは約45万 MWh、Energymap.infoは約70万 MWhという数値をあげている。

### 採砂、採石、原料採掘

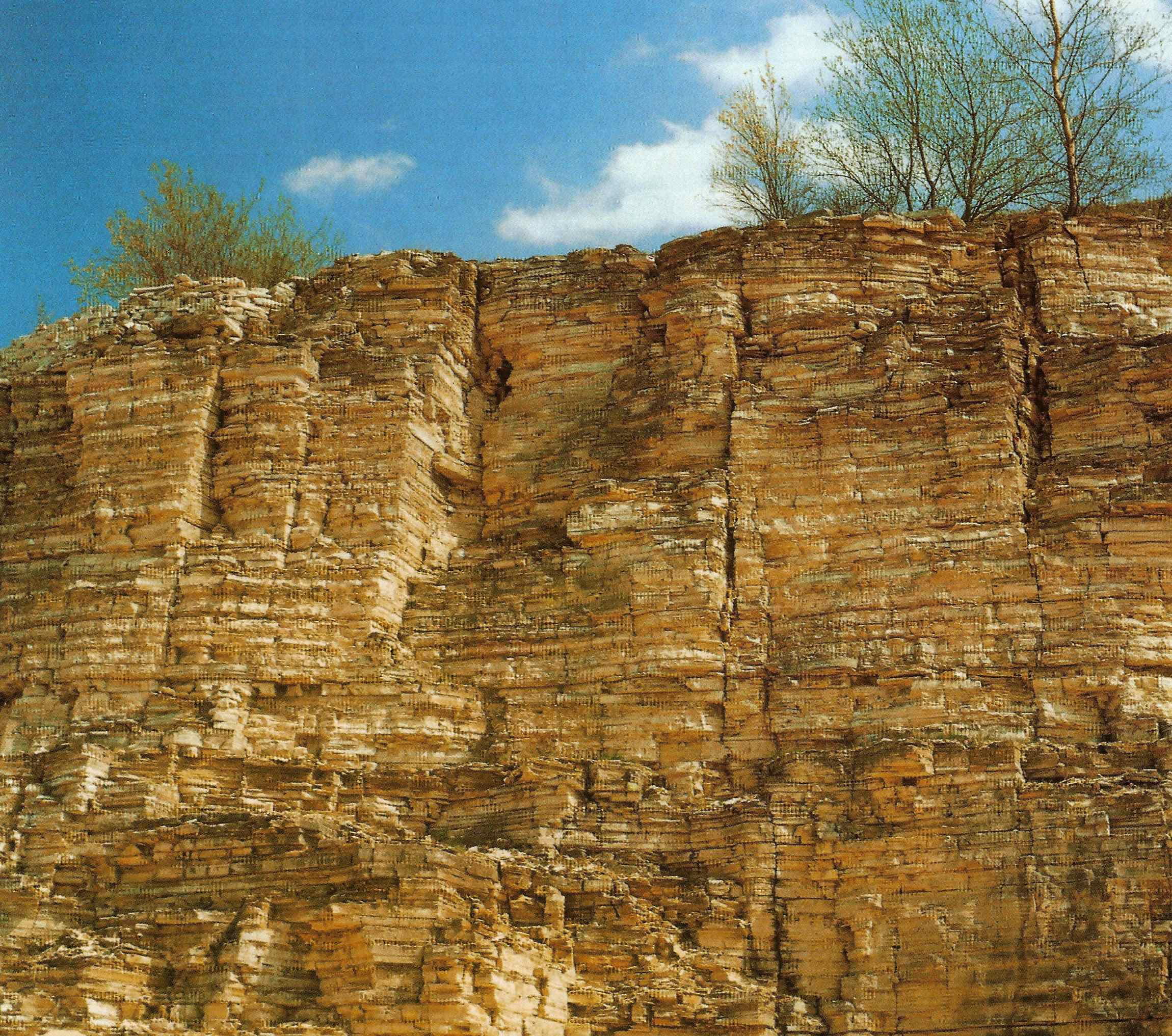
ゾルンホーフェン石灰岩のフラウエンフベルク採石場

ヴァイセンブルク＝グンツェンハウゼン郡のこの地域におけるユニークなセールスポイントが石材産業である。本郡は、ドイツ最大の天然石採掘地域の一部を有している。世界で最も重要な化石が蓄積された地層から、粒子の細かい石灰岩であるジュラ大理石、リトグラフに最適の石材であるゾルンホーフェン板状石灰岩が採掘される。ジュラ石灰岩は、ドイツの建築業においても最も重要な石灰岩であるとされている。採石場はヴァイセンブルク、ローテンシュタイン、トロイヒトリンゲン、ゾルンホーフェン、ランゲンアルトハイムの近郊に存在する。すでに2世紀からローマ人たちはゾルンホーフェン板状石灰岩を利用していた。採石場では、いわゆるハックシュトックマイスターが働いている。この職種は次第に珍しくなり、この地域でのみ独立した採石労働者として配置されている。2007年からの財政危機や中国からの大量の石材輸入により本郡からの石材販売量は減少している。ランゲンアルトハイム、ゾルンホーフェン、パッペンハイム、トロイヒトリンゲンおよびアイヒシュテット郡のメルンスハイムからなる「シュタインライヒェン5」は石材の主要な産出地である。
プラインフェルトには砂岩採掘の会社が多くある。ここで産出する石英砂岩は、赤みを帯びた色と、その構造で知られている。特にバイエルン・バレーボール協会はこの砂をビーチバーレーコートに使用している。砂地の土地は特にシュヴェービシェ・レツァート川沿いに分布している。
この他に、ヴァイセンブルクの西側でトロイヒトリンゲンの北側およびハーネンカムの南西麓で郡の北東部エッテンシュタットの北の地域でオイルシェールが産出する。

### ビール醸造と飲食業
ヴァイセンブルク＝グンツェンハウゼン郡ではビール醸造の長い伝統があり、「ビールフランケン」と呼ばれる地域の一部となっている。1135年から存在するビースヴァングのヴルム醸造所はフランケン地方で2番目に古いブルワリーである。シュロスブラウエライ・エリンゲン（エリンゲン城内ブルワリー）は、郡内に現存する唯一の侯家のブルワリーである。この他に小規模な新しいブルワリーが数多く存在する。たとえば、ヴァイセンブルクのブラウエライ・ジグヴァルト、ネンスリンゲンのリッターブロイ、タルマンスフェルのフェルゼンブロイ、ヴェッテルスハイムのブラウエライ・シュトラウス、グンツェンハウゼンのショルシュ＝ブロイなどである。郡内には約200の飲食業者がある。

### 役所と裁判所

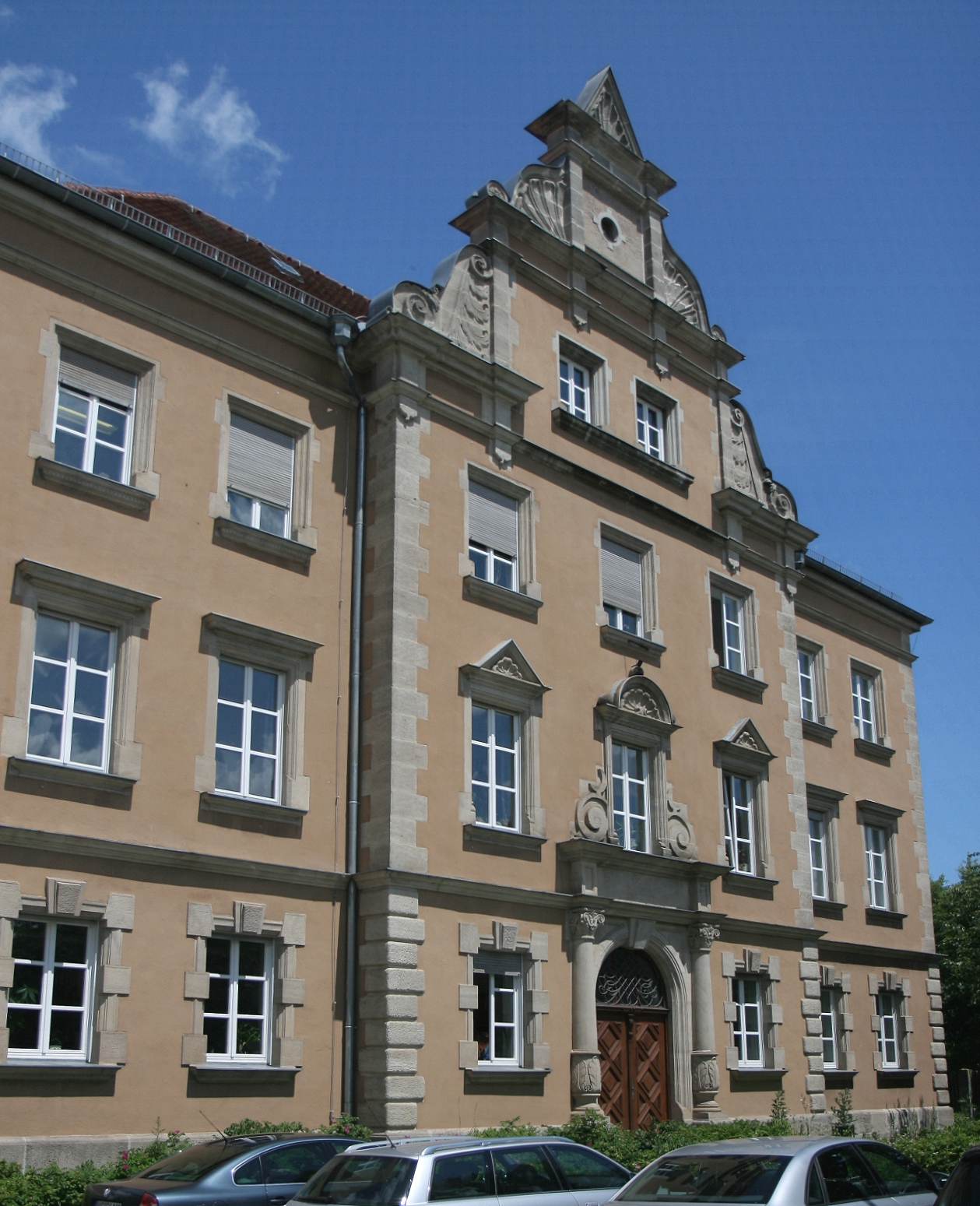
ヴァイセンブルク・イン・バイエルン区裁判所

郡行政にかかる役所の大部分はその本部をヴァイセンブルクに置いている。自動車登録局は、グンツェンハウゼンに支所を持つ数少ない郡役場の1つである。ヴァイセンブルク職業安定所は、郡全域とロート郡を管轄しており、ヴァイセンブルクとグンツェンハウゼンにオフィスを有している。税務署はグンツェンハウゼンにある。郡内の警察署はアンスバッハ警察管区に属しており、警察監督局はヴァイセンブルク、トロイヒトリンゲン、グンツェンハウゼンにある。グンツェンハウゼン警察監督局はさらに、この地域の水上警察業務も担当している。
バイエルン州政府は、2015年に地方強化のための施策移転の一環として州の学校庁を創設し、2016年からグンツェンハウゼンに、2017年からヴァイセンブルクに支所を設ける事を決定して、業務を開始した。これに伴い、バイエルン州の教育、文化、学術、芸術の振興担当部署も2017年からグンツェンハウゼンに支所を置いている。さらに役所移転の一環としてバイエルン州立でない博物館のための役所やバイエルンのリーメス・コーディネイターのための役所もヴァイセンブルクに置かれることになった。これにより合計 150 人分の職場が創出された。
ヴァイセンブルク・イン・バイエルン区裁判所は本郡を管轄している。所属する地方裁判所はアンスバッハに、高等地方裁判所はニュルンベルクにある。労働裁判はニュルンベルク労働裁判所、行政裁判はアンスバッハ行政裁判所、金融裁判はニュルンベルク金融裁判所、社会裁判はニュルンベルク社会裁判所が管轄している。本郡はアンスバッハ検察庁の管轄地域に属している。

### 教育、児童保護
| 学校種別                          | 学校数 | 教師数 | 学生数 | クラス |
| --------------------------------- | ------ | ------ | ------ | ------ |
| 基礎課程および中等学校/本課程学校 | 26     | 347    | 5,073  | 240    |
| 養護学校                          | 2      | 47     | 382    | 35     |
| 実科学校                          | 3      | 101    | 1344   | 56     |
| 経済学校                          | 1      | 19     | 226    | 11     |
| ギムナジウム                      | 3      | 149    | 1,952  | 59     |
| 職業学校                          | 2      | 59     | 1,393  | 73     |
| 特別教育促進のための職業学校      | 1      | 5      | 53     | 5      |
| 職業専門学校                      | 1      | 7      | 68     | 3      |
| 保健衛生職業学校                  | 4      | 18     | 215    | 13     |
| 農業学校                          | 1      | 1      | 24     | 1      |
| （農業学校を除く）専門学校        | 2      | -      | 44     | 3      |
| 専門高等学校                      | 1      | 43     | 522    | 24     |
| 職業高等学校                      | 1      | 2      | 90     | 5      |
| 専門アカデミー                    | 1      | 17     | 136    | 7      |

2013年11月15日からヴァイセンブルク＝グンツェンハウゼン郡はバイエルンの教育地域優良章を有しており、教育地域と称している。郡内最大の学校がトロイヒトリンゲンのゼネフェルダー＝シューレで、2014/15年の学生数は1,213人である。

#### 学校、図書館、幼稚園

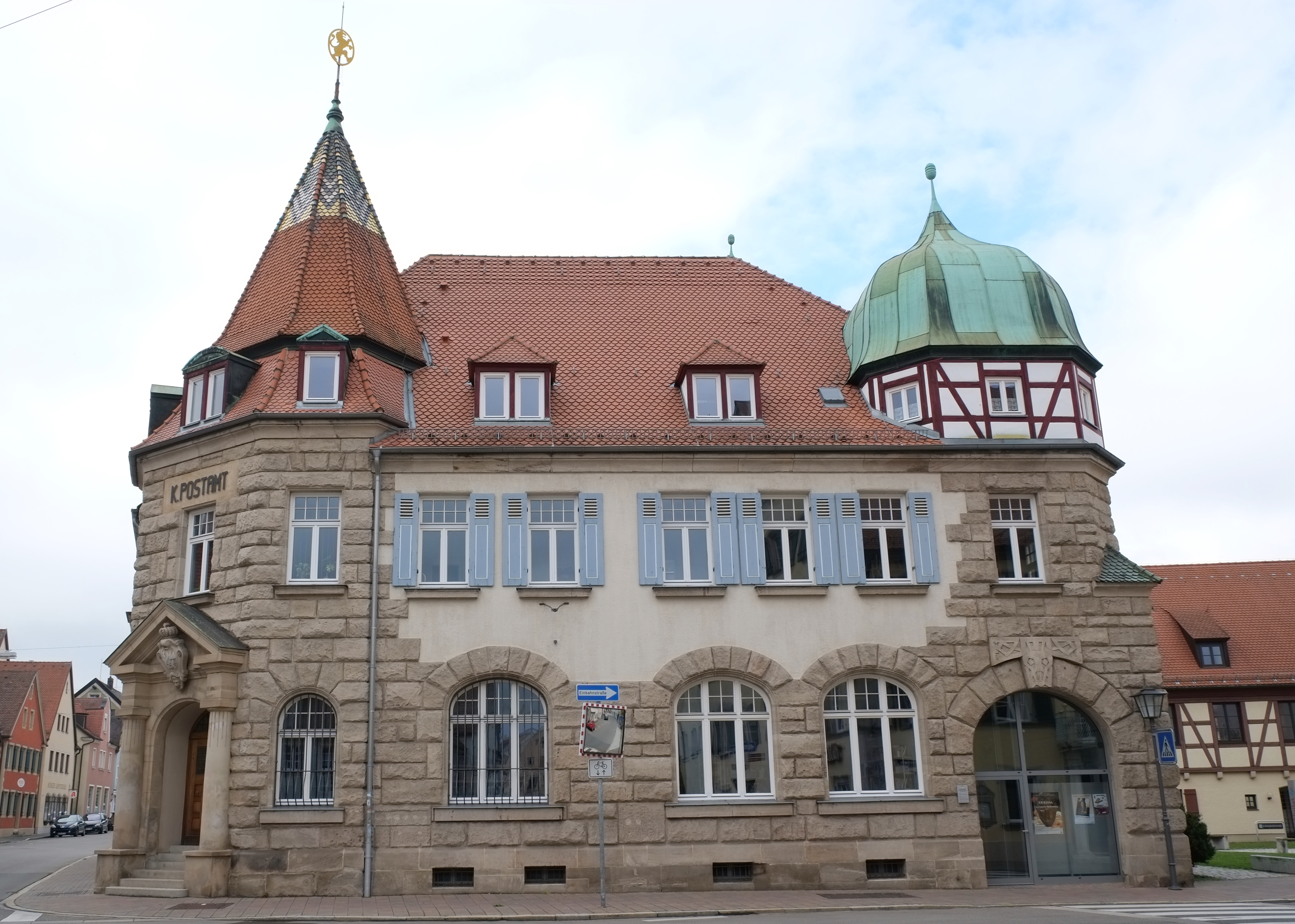
ヴァイセンブルク市立図書館が入居している旧郵便局

郡内の全ての市町村に基礎課程学校があり、一部に学校連盟に加盟するミッテルシューレ（中等学校）が存在する。ヴァイセンブルクのヴェルナー＝フォン＝ジーメンス＝ギムナジウムやグンツェンハウゼンのジーモン＝マリウス＝ギムナジウムの他に、トロイヒトリンゲンには中等学校課程、実科学校課程、ギムナジウム課程を有する共同型総合学校ゼネフェルダー＝シューレがある。この学校はバイエルン州唯一の州立共同型総合学校である。グンツェンハウゼンとヴァイセンブルクにはそれぞれ1校ずつの職業学校、1校ずつの実科学校、多くの養護学校が存在する。ヴァイセンブルクには、職業学校と専門高等学校を含む職業高等学校がある。グンツェンハウゼン職業学校センターには職業学校1校、経済学校1校、家具職人のマイスター養成学校1校がある。グンツェンハウゼンにはこの他に農業学校1校、多くの職業専門学校、社会教育学の専門アカデミー1校がある。
グンツェンハウゼンとヴァイセンブルクの市民大学および多くの図書館は、市民に対する教育講座を開講している。ヴァイセンブルク市立図書館とグンツェンハウゼン市立・学校図書館が郡内最大の図書館である。ヴァイセンブルク図書館は近世および中世の重要な文物を所蔵している。79園の幼稚園および託児所には合わせて4,196人が在籍しており（2020年現在）、ヴァイマースハイムのモンテッソーリ幼稚園もこれに含まれる。ヴァイボルツハウゼンの基礎課程学校とプラインフェルトの中等学校もモンテッソーリ教育を採用している。パッペンハイムのオイローパイシェス・ハウスは2012年から2016年までヨーロッパの政治、文化、言語の研究・教育機関であった。

#### 大学
トロイヒトリンゲンには、州内で有名な経済学に焦点を当てた私立の単科大学、実践管理学専門単科大学がある。大学には学生のレジャー施設としてアドヴェンチャー・キャンパス・トロイヒトリンゲンが併設されている。ヴァイセンブルクに2015年、合成樹脂光学技術・学習センターを帆萎えたバイエルン合成樹脂キャンパスが、郡内2校目の大学として開校した。この大学はアンスバッハ単科大学およびデッゲンドルフ工科大学と共同で運営されている。
最寄りの総合大学は、エアランゲン＝ニュルンベルク大学、アイヒシュテット＝インゴルシュタット大学、バンベルク大学である。グローサー・ブロムバッハ湖畔にエアランゲン総合大学のウォータースポーツセンターがある。

### 健康、社会福祉

#### 病院
ヴァイセンブルク＝グンツェンハウゼン郡立病院は2002年に公益法人として設立されたが、2013年3月以降は「クリニークム・アルトミュールフランケン」という名称で運営されている。ヴァイセンブルクとグンツェンハウゼンの2つの病院で、地域の基礎医療・一般医療にあたっている。クリニークム・アルトミュールフランケンは2つの病院合わせて約1,000人の職員がおり、430床を有している。年間45,000人の患者が医療を受けている。入院と外来が半々程度である。さらにこの病院は6つの診療科を持つ専門医療センターと精神科のデイクリニックを運営している。
トロイヒトリンゲンには、「トロイヒトリンゲン健康センター」と呼ばれる市立病院がある。2016年11月に、この健康センターをミッテルフランケン行政管区の精神身体医学専門病院にすることが決定した。トロイヒトリンゲン病院の老人医学科はグンツェンハウゼンに移転される。
グンツェンハウゼンにはさらに、キリスト教会が運営するアルトミュールゼークリニーク・ヘンゾルツヘーエがある。

#### 社会福祉

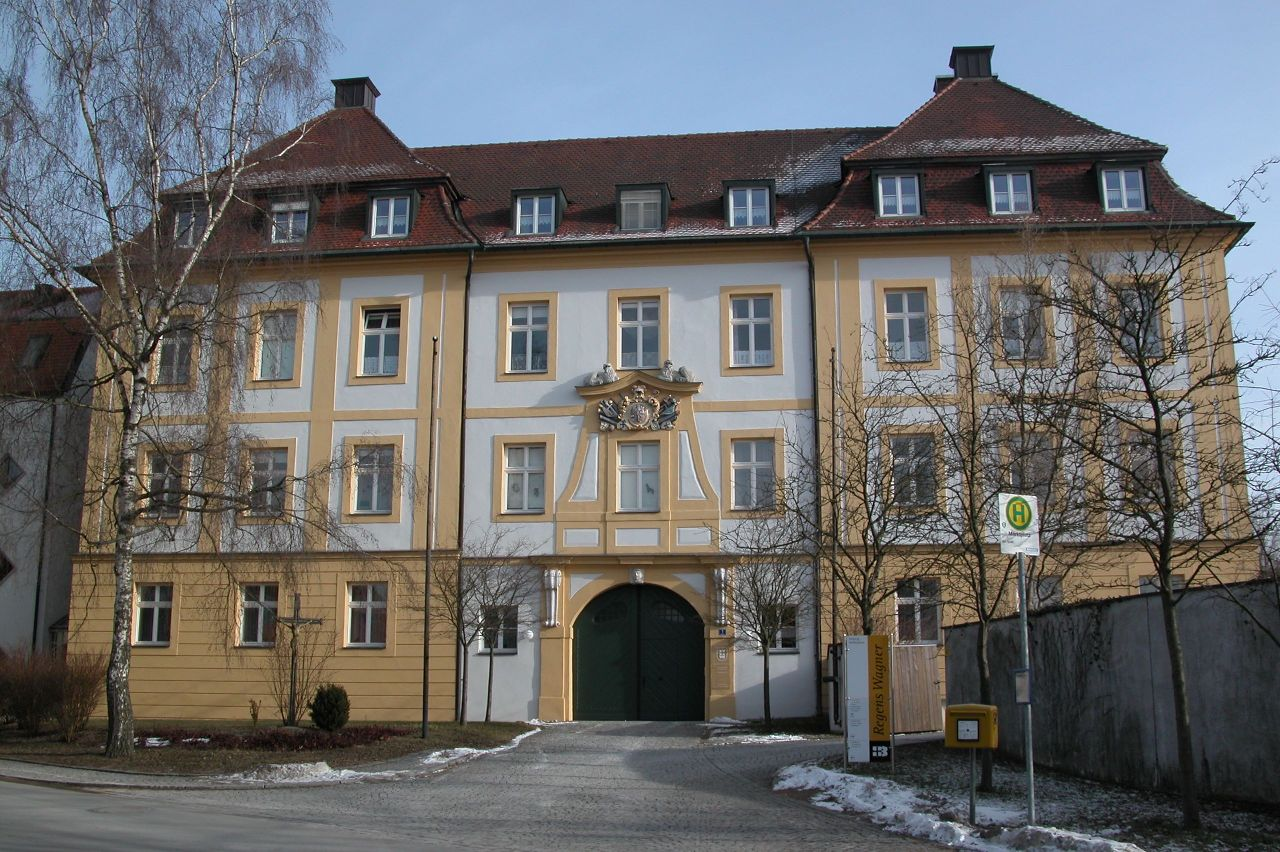
レーゲンス＝ヴァグナー財団の障害者介護ホームが入居するアプスベルク城

郡内には多くの老人ホーム、高齢者向け住宅、障害者作業所、自治体や教会が運営する自助グループがあり、合わせて1100人分の福祉スペースがある。ディアコニー、カリタス会、DgK社会連合会、労働者福祉組合が郡内に支所を有している。レーゲンス＝ヴァグナー財団はミュッシヒホーフに障害者福祉の地域センターを、アプスベルク城に障害者介護ホームを運営している。グンツェンハウゼンでは、ディアコニー・ノイエンデッテルザウが「ディアコニーの母の家」を運営しており、ヘンゾルツヘーエ財団のファミリーセンターも設けられている。

### メディア

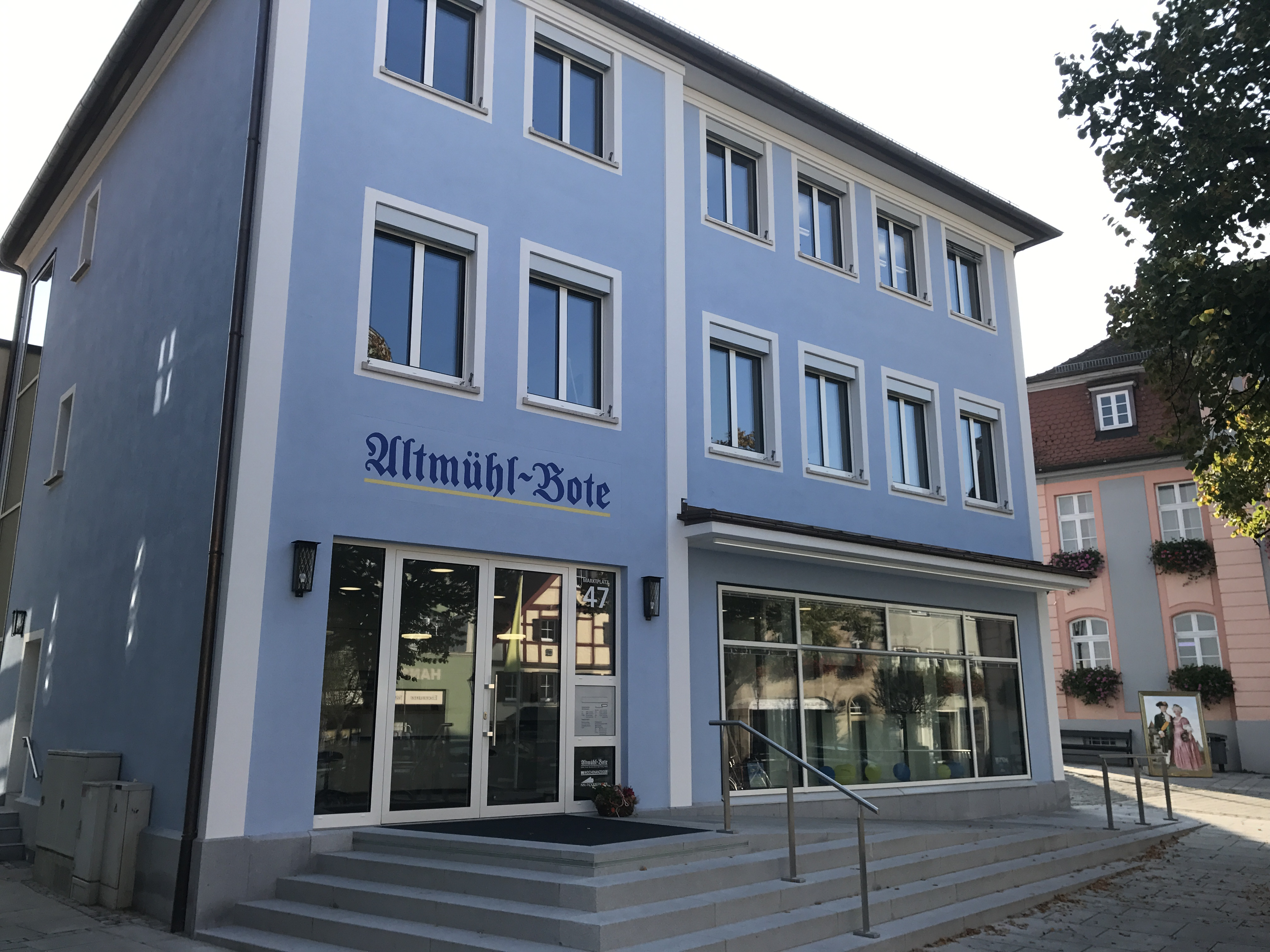
グンツェンハウゼンのアルトミュール＝ボーテの社屋

ヴァイセンブルク＝グンツェンハウゼン郡では3つの日刊紙が刊行されている。ヴァイセンブルガー・タークブラット、アルトミュール＝ボーテ、トロイヒトリンガー・クリアーである。いずれもニュルンベルガー・ナハヒリヒテンの地域版である。アルトミュール＝ボーテが、現在アンスバッハ郡に含まれているいくつかの町村を含めた旧グンツェンハウゼン郡で刊行されているのに対して、旧ヴァイセンブルク郡の北半分ではヴァイセンブルガー・タークブラット、南半分ではトロイヒトリンガー・クリアーが購読されている。この他にシュタットツァイトゥング・ヴァイセンブルクをはじめ、様々な週刊紙も刊行されている。カルチャー誌「カルペ・ディーエム」は、郡内の文化活動や夜の娯楽を扱っている。
ラジオでは、バイエルン全土で聴取可能な放送や全国放送以外に、アンスバッハのプログラム「ラジオ 8」やいくつかのニュルンブルクのプログラムを聴くことができ、テレビでは公共放送バイエリシェス・フェルンゼーエン（BRフェルンゼーエン）の他に民放のフランケン・フェルンゼーエンや intv - デア・インフォカナルが放送されている。インデルンブーフの東にあるブルクザラハ通信塔は、高さ 158 m のドイツ・フンクトゥルム GmbH の最も高い通信塔の1つであり、通信に用いられている。

### 交通

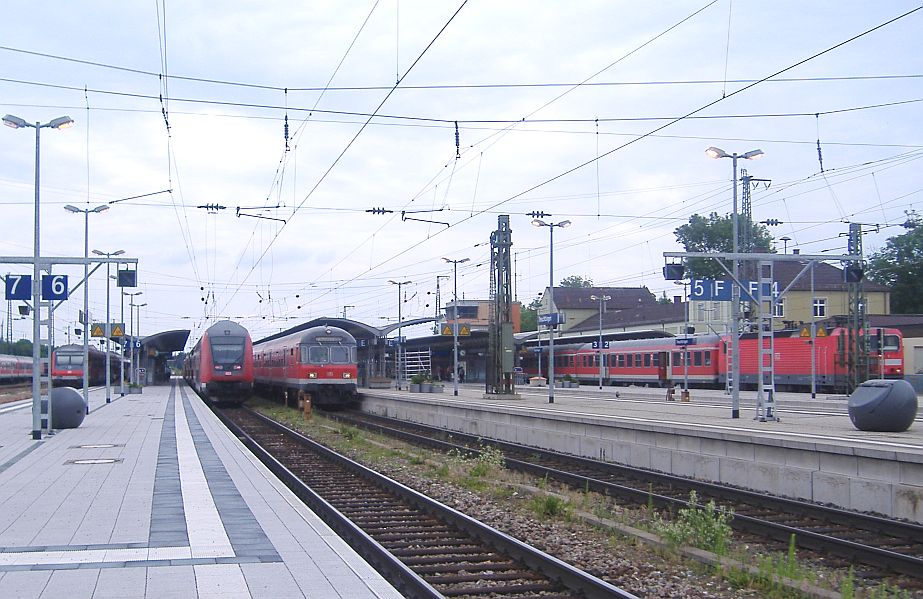
トロイヒトリンゲン駅

#### 鉄道

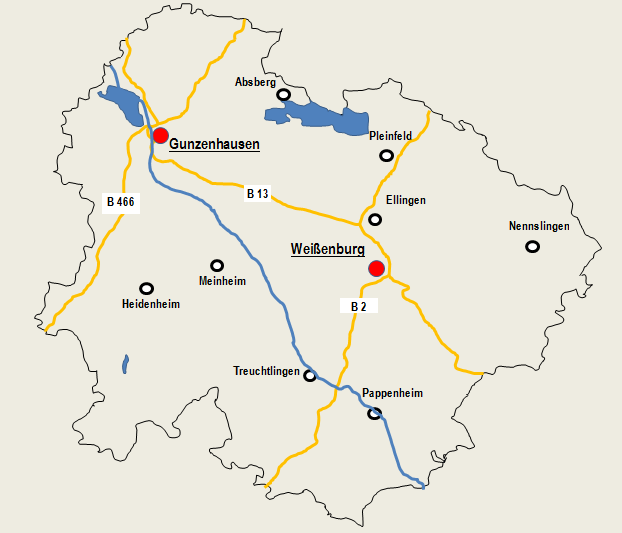
ヴァウセンブルク＝グンツェンハウゼン郡の連邦道

邦有ルートヴィヒ南北線ニュルンベルク - アウクスブルク間のうち、プラインフェルト - グンツェンハウゼン - クロンハイム - ネルトリンゲン区間は1849年に開通した。アンスバッハ市は、自ら出資して、グンツェンハウゼンへの接続路線を建設し、バイエルン邦有鉄道が1869年にこれをトロイヒトリンゲンまで延長した）。同時にプラインフェルトからヴァイセンブルクを経由してトロイヒトリンゲンまで直通路線ができ、1870年にはアルトミュールタールを通ってインゴルシュタットまで再延長された。19世紀の終わり頃から議論されたヴァイセンブルクからネンスリンゲンへの支線は財政上の理由で実現しなかった。1925年にザントバーン・プラインフェルトが運行を開始した。1964年まで、地元の採砂場で採取された砂がこの路線を使ってプラインフェルト駅の積み込みホームまで運搬された。
郡内を幹線鉄道ミュンヘン - トロイヒトリンゲン線およびトロイヒトリンゲン - ヴュルツブルク線、ドナウヴェルト - トロイヒトリンゲン線およびトロイヒトリンゲン - ニュルンベルク線、支線のネルトリンゲン - プラインフェルト線が通っている。グンツェンハウゼンからプラインフェルトまで（ゼーンラント線）は旅客運行を行っているが、ネルトリンゲンからグンツェンハウゼンまで（ヘッセルベルク線）は貨物運行だけを行っている。ネルトリンゲンとグンツェンハウゼンとの間の旅客運行は保存鉄道の特別列車があるだけである。ヴァッサートリューディンゲンまでの鉄道旅客輸送のためにこの路線の再開が検討されている。
トロイヒトリンゲン市は、バイエルンで最も重要な鉄道乗換駅の1つである。この街の駅は常に全国的な貨物交通の要衝である。高速鉄道路線ニュルンベルク - インゴルシュタット線により、遠距離交通における重要性は低減している。郡域内には駅が10箇所ある。
郡内の鉄道網の総延長は 80 km で、このうち 17 km が単線である。郡内の人口のおよそ半分が駅の周囲 3 km 以内に住んでいる。

#### 道路
ヴァイセンブルク＝グンツェンハウゼン郡は、カーム郡、ドナウ＝リース郡、クローナハ郡と並んで、固有のアウトバーンへの接続を有していないバイエルン州の4つの郡のうちの1つである。主要な交通路は連邦道、郡道、市町村道である。連邦道2号線（B2号線）の拡充とアウトバーン9号線（A9号線）の郡内への接続が必要な構造改善施策としてあげられている。郡内には州道および郡道の稠密な道路網がある。ヴァイセンブルク＝グンツェンハウゼン郡の道路網は、108 km の連邦道、2048 km の州道、2848 km の郡道で構成されている。2020年現在、郡内には84,710台の自動車が登録されており、このうち62,018台が乗用車である。

##### 連邦道2号線
郡内の南北の最も重要な交通路が一部4車線または3車線の連邦道2号線（B2号線）であり、ニュルンベルクから郡内に入っている。この道路がアウトバーン6号線（A6号線）のロート・インターチェンジに接続することで、この郡とアウトバーン73号線（A73号線）およびアウトバーン9号線（A9号線）を結びつけている。
郡内のB2号線の北端はミシェルバッハの北に位置している。この道路はプラインフェルトとエリンゲンを通り過ぎ、B13号線と合流してヴァイセンブルク＝ミッテ分岐まで共通の路線となる。この連邦道は、ヴァイセンブルクの南でデッテンハイムとディートフルトを横切って、トロイヒトリンゲンの近郊を通る。この道路の郡の南端はマウトハウスである。この道路はここからさらにドナウヴェルト方面に向かう。さらにアウクスブルクやアルゴイ方面へ向かう道路に接続する。南にはアウトバーン8号線やアウトバーン96号線のインターチェンジがある。経済界の一部はB2号線の完全な4車線化を要求している。

##### 連邦道13号線
アンスバッハ近郊でA6号線と交差する連邦道13号線（B13号線）は、ムール・アム・ゼー付近から郡内に入る。その直後、グンツェンハイム近郊で連邦道466号線（B466号線）と交差する。B466号線はこの街のバイパス道路として短い区間を通っている。B13号線はウンターアスバッハ、ドルンハウゼン、タイレンホーフェン、シュトプフェンハイムを通り抜ける。エリンゲンの西側で4車線のB2号線に共通区間として合流する。ヴァイセンブルク＝ミッテ分岐でB13号線がヴァイセンブルクからアイヒシュテット方面に離れることで、共通区間は終了する。ここからB13号線は郡内の南端であるローテンシュタイン方面に向かう。隣の郡庁所在地アイヒシュテットまでは 15 km、オーバーバイエルンのインゴルシュタットまでは約 50 km の距離がある。ここでA9号線に接続して東バイエルン方面に向かう。

##### 連邦道466号線
シュヴァーバッハから郡内に入る連邦道466号線（B446号線）は、この道路沿いの郡北端に位置するオーバーエルルバッハを通ってグンツェンハウゼン方面に通じている。B13号線と合流して共通区間のバイパス道路としてグンツェンハウゼンを迂回する。共通区間から分かれた後B466号線はグノッツハイム、オストハイム、ヴェストハイムを経由して隣接するドナウ＝リース郡のエッティンゲンに向かう。この連邦道沿いの郡最南端はパーゲンハルトの近くである。エッティンゲンおよびネルトリンゲンからは連邦道25号線および29号線を経由してアウトバーン7号線（A7号線、ケンプテン - ウルム - ヴュルツブルク）のアーレン＝ヴェストハウゼン・インターチェンジに接続する。

##### 連邦道131n号計画線
計画中の連邦道131 neu（B131n号線）は、最終的にはA7号線とA9号線とをつなぐ路線で、これにより郡内にアウトバーンのインターチェンジができる予定である。この道路を接続するアイデアは、郡およびフレンキシェス・ゼーラントの開発促進のために2000年に発案された。多くの委員会はこの道路は実現の見込みがなく、既存の道路の拡充を要請した。隣接するロート郡の住民の一部はこのプロジェクトに反対している。

#### 公共旅客近郊交通
公共旅客近郊交通は、1997年からニュルンベルク広域交通連盟 (VGN) が運営している。この交通連盟はバイエルン最大の交通連盟で、ドイツでも最大級のものの1つである。本郡はこの交通連盟の最南端にあたる。ヴァイセンブルク＝グンツェンハウゼン郡内には41本の公共バス路線があり、年間の延べ運行距離は約2億800万kmである。グンツェンハウゼンおよびヴァイセンブルクの市内近郊交通は固有の市バス網が設けられている。郡は飲酒運転に反対するBOBアクションに参加している。この他にアンルーフザンメルタクシー（AST、オンデマンド型交通の一形態）もある。

#### 航空

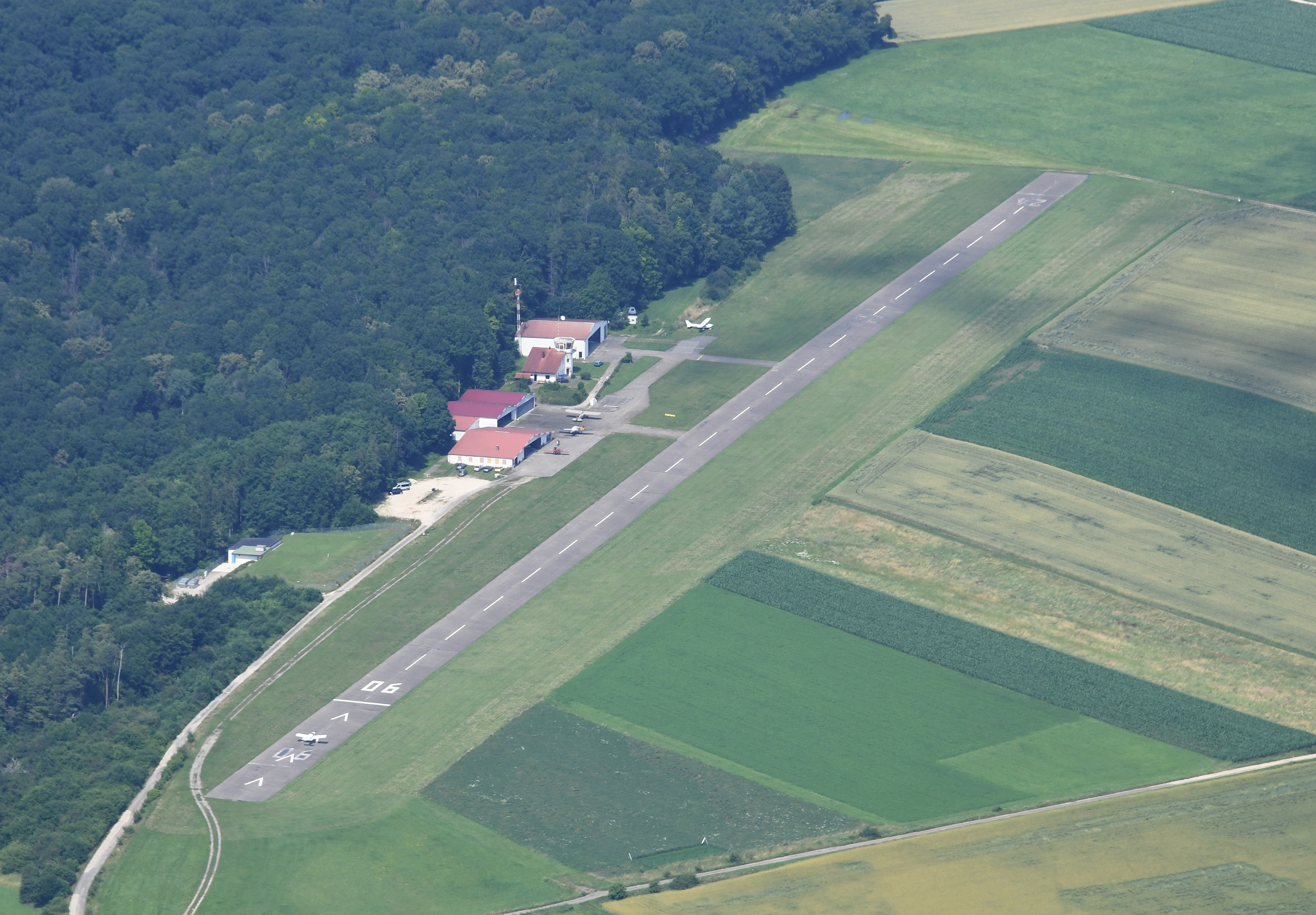
グンツェンハウゼン＝ロイトベルク飛行場

最寄りの空港はニュルンベルク空港である。郡内には、ロイトベルク近郊に1952年に開港したグンツェンハウゼン＝ロイトベルク飛行場が、ブーベンハイム近郊に1961年に開港したトロイヒトリンゲン＝ブーベンハイム飛行場がある。ヴァイセンブルクの高台には、地元のグライダークラブのヴァイセンブルク＝ヴュルツブルク・グライダー飛行場がある。本郡は、グンツェンハウゼン、トロイヒトリンゲン、ヴァイセンブルクの都市中心部を除き、軍事上「ティーフフルークゲビート Nr. 7」（直訳: 第7低空飛行地域）の中心にあたる。

#### 航行

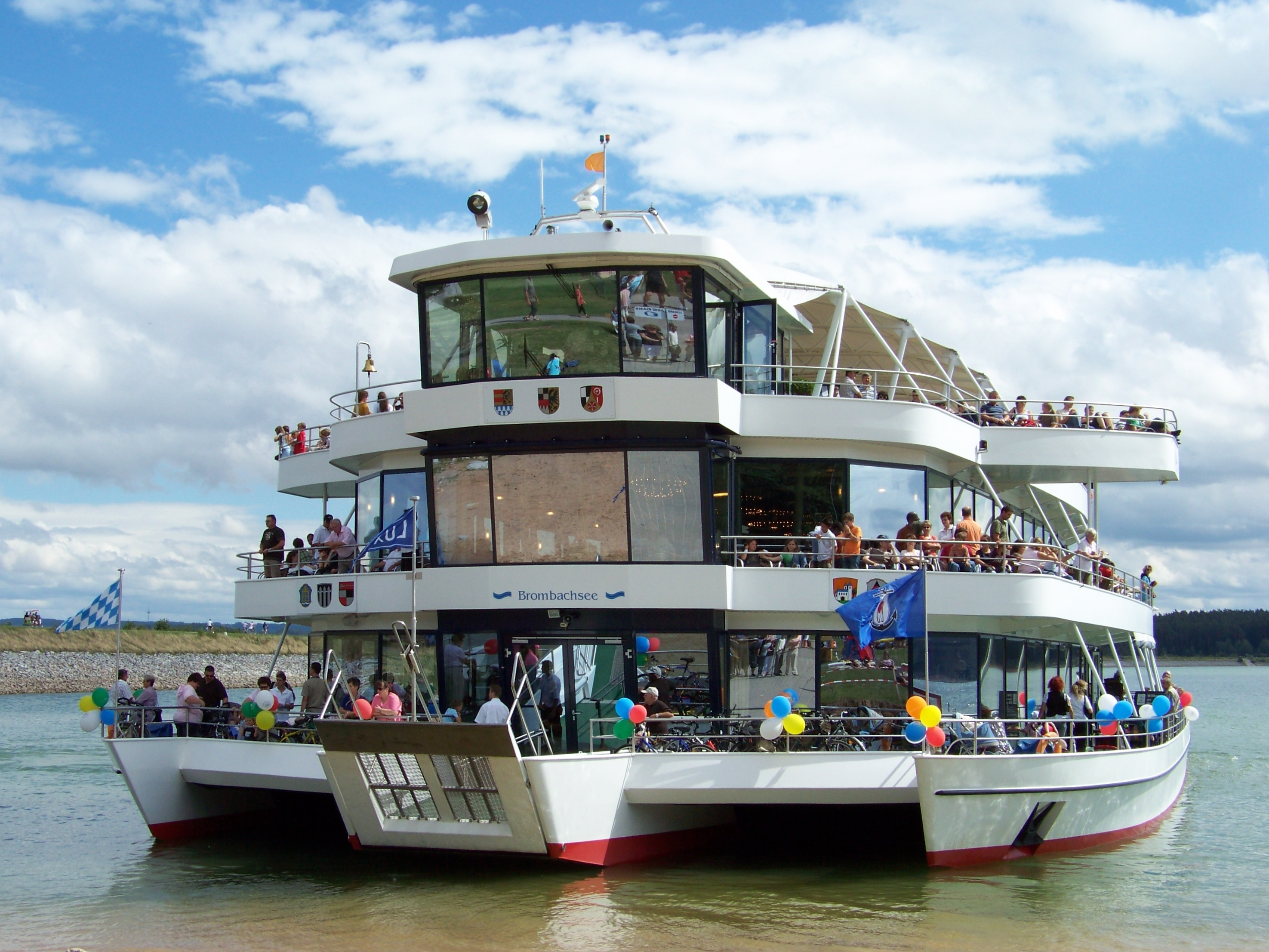
MSブロムバッハゼー号

ヴァイセンブルク＝グンツェンハウゼン郡を通る連邦水路は存在しない。この地域の川はいずれも船舶の航行に適していない。ブロムバッハ湖やアルトミュール湖の湖畔には多くのヨット施設がある。ラムスベルク近くにはドイツ最大の内陸ヨット港がある。最寄りの経済的に重要な港はロート港である。
観光目的では、夏季になるとグローサー・ブロムバッハ湖に、構造上ヨーロッパでは類を見ないトリマランである MSブロムバッハゼー号がラムスベルク、アプスベルク、エンデルンドルフ、アルマンスドルフ、プラインフェルトの船着き場の間を航行している。もう一つの船舶航路がアルトミュール湖にある。ここでは MS アルトミュールゼー号がサーフィンの中心地ムール・アム・ゼー、ヴァルト、ヒルテンインゼルを結んでいる。

#### 自動車ナンバー
1973年5月2日に郡は、1956年から旧ヴァイセンブルク郡で有効であった自動車識別記号 WUG を採用した。ナンバープレート自由化の一環として2013年7月10日に GUN（グンツェンハウゼン）が再び使えるようになった。理論上は可能であった EIH、HIP、DON はヴァイセンブルク＝グンツェンハウゼン郡では採用されなかった。

## 受賞
ヴァイセンブルク＝グンツェンハウゼン郡は多くの賞や称号を授与されている。その中には以下のものが含まれる。
- ドイチュ・ミッテルシュタントプライスの特別カテゴリー「コムーネ・デス・ヤーレス 2017」（直訳: 2017年の自治体賞）
- LEADER（ドイツ語版、英語版）-レギオン 2015

## 市町村
| 市 - エリンゲン (Ellingen、4,045) - グンツェンハウゼン (Gunzenhausen、17,237) - パッペンハイム (Pappenheim、3,951) - トロイヒトリンゲン (Treuchtlingen、13,181) - ヴァイセンブルク・イン・バイエルン (Weißenburg i.Bay.、18,931)大規模郡都市 市場町 - アプスベルク (Absberg、1,462) - グノッツハイム (Gnotzheim、828) - ハイデンハイム (Heidenheim、2,580) - マルクト・ベロルツハイム (Markt Berolzheim、1,320) - ネンスリンゲン (Nennslingen、1,458) - プラインフェルト (Pleinfeld、7,752) 町村 - アレスハイム (Alesheim、965) - ベルゲン (Bergen、1,197) - ブルクザラハ (Burgsalach、1,173) - ディッテンハイム (Dittenheim、1,924) - エッテンシュタット (Ettenstatt、864) - ハウンドルフ (Haundorf、2,883) - ヘッティンゲン (Höttingen、1,120) - ランゲンアルトハイム (Langenaltheim、2,315) - マインハイム (Meinheim、857) - ムール・アム・ゼー (Muhr a.See、2,497) - プフォフェルト (Pfofeld、1,626) - ポルジンゲン (Polsingen、1,809) - ライテンブーフ (Raitenbuch、1,236) - ゾルンホーフェン (Solnhofen、1,741) - タイレンホーフェン (Theilenhofen、1,172) - ヴェストハイム (Westheim、1,152) | 行政共同体（本部所在地に *） - アルトミュールタール行政共同体: アレスハイム、ディッテンハイム、マルクト・ブロルツハイム、マインハイム* - エリンゲン行政共同体: エリンゲン*、エッテンシュタット、ヘッティンゲン - グンツェンハウゼン行政共同体: アプスベルク、ハウンドルフ、プフォフェルト、タイレンホーフェン（本部所在地はグンツェンハウゼン） - ハーネンカム行政共同体: グノッツハイム、ハイデンハイム*、ヴェストハイム - ネンスリンゲン行政共同体: ベルゲン、ブルクザラハ、ネンスリンゲン*、ライテンブーフ 市町村に属さない地域はない。 カッコ内の数値は、2023年12月31日現在の人口である。 |

## 関連図書
- Sigrid Rabinger (1984). Landkreis Weissenburg-Gunzenhausen: Geschichte – Zeugnisse – Informationen. Manz. ISBN 978-3-7863-0955-0
- Konrad Spindler, ed (1987). Landkreis Weissenburg-Gunzenhausen – Archäologie und Geschichte. Theiss
- Konrad Spindler, ed (1987). Landkreis Weissenburg-Gunzenhausen – Denkmäler und Fundstätten. Theiss
- Hanns Hubert Hofmann (1960). Gunzenhausen-Weißenburg. Historischer Atlas von Bayern, Teil Franken. Reihe I, Heft 8. München: Komm. für Bayerische Landesgeschichte
- Friedrich Bernward Fahlbusch (1988), “Weißenburg. Werden und Wachsen einer fränkischen Kleinstadt”, Jahrbuch für fränkische Landesforschung 48:  pp. 19–38
- Gotthard Kießling, ed (2000). Landkreis Weißenburg-Gunzenhausen. Ensembles, Baudenkmäler, archäologische Denkmäler. Lipp
- Landratsamt Weißenburg-Gunzenhausen (2021). Statistik altmühlfranken 2021. Ausgewählte Wirtschafts- und Strukturdaten des Landkreises Weißenburg-Gunzenhausen. Zahlen, Daten, Fakten. Weißenburg
- Stefanie Fischer (2014). Ökonomisches Vertrauen und antisemitische Gewalt. Jüdische Viehhändler in Mittelfranken 1919–1939. Göttingen: Wallstein. ISBN 978-3-8353-1239-5
- Arthur Rosenbauer (2010). Vergessene Geheimnisse – wieder entdeckt. Der Bergbau im Naturpark Altmühltal zwischen Altmühl, Anlauter und Donau. Treuchtlingen/Berlin: wek-Verlag. ISBN 978-3-934145-81-8
- Arthur Rosenbauer (2010). Höhlen, Grotten und Dolinen. Faszinierende Welt unter der Erde, Region Altmühlfranken. wek-Verlag. ISBN 978-3-934145-87-0

### 訳注
1. ↑  小川に溶出した石灰岩が小川沿いに再結晶して樋状となり、その中を水が流れる状態。
2. ↑  ドイツ語: Albtraufは、主ヴァーヴェン・アルプスの北西斜面を意味する。
3. ↑  ドイツ語: Stauwurzelは、人造湖の貯水上限を示す。
4. ↑  この2つのオルトは同じ町内にあり、直線距離で約 3.6 kmである。